# Плантен, Христофор
Христофо́р Планте́н или Плантейн (лат. Christophorus Plantinus, фр. Christophe Plantin, нидерл. Christoffel Plantijn; май 1520, Сен-Авертен — 1 июля 1589, Антверпен) — нидерландский издатель и типограф французского происхождения, гуманист. Получил классическое образование, издавал книги на латинском языке, интернациональном для Европы того времени. Начиная с середины XVI века Плантен являлся ведущим издателем Европы, основателем фирмы Officina Plantiniana, имевшей филиалы во всех землях Германии и Нидерландов, Англии и Шотландии, Франции, итальянских государств, Испании и Португалии. Издательство Плантена выпустило более 40 книг, включаемых в число значимых для истории книгопечатания; известнейшими его изданиями стали Антверпенская Полиглотта (1568—1573) и первый атлас земного шара — Theatrum Orbis Terrarum (1580). В 1570 году получил звание Главного королевского печатника, дававшее ему монополию на издание богослужебных книг в испанских владениях; общий их тираж в 1571—1574 годах составил около 75 000 экземпляров. Династия его наследников занималась книгоизданием до 1865 года. Исследователями XX века Плантен рассматривался как яркий представитель фламандского Ренессанса, оказавший существенное влияние на издательское дело и книжное искусство Германии и Франции. Полностью сохранившаяся типография с печатными станками и всем содержимым с 1877 года является музеем Плантена — Моретуса.

## Ранняя биография

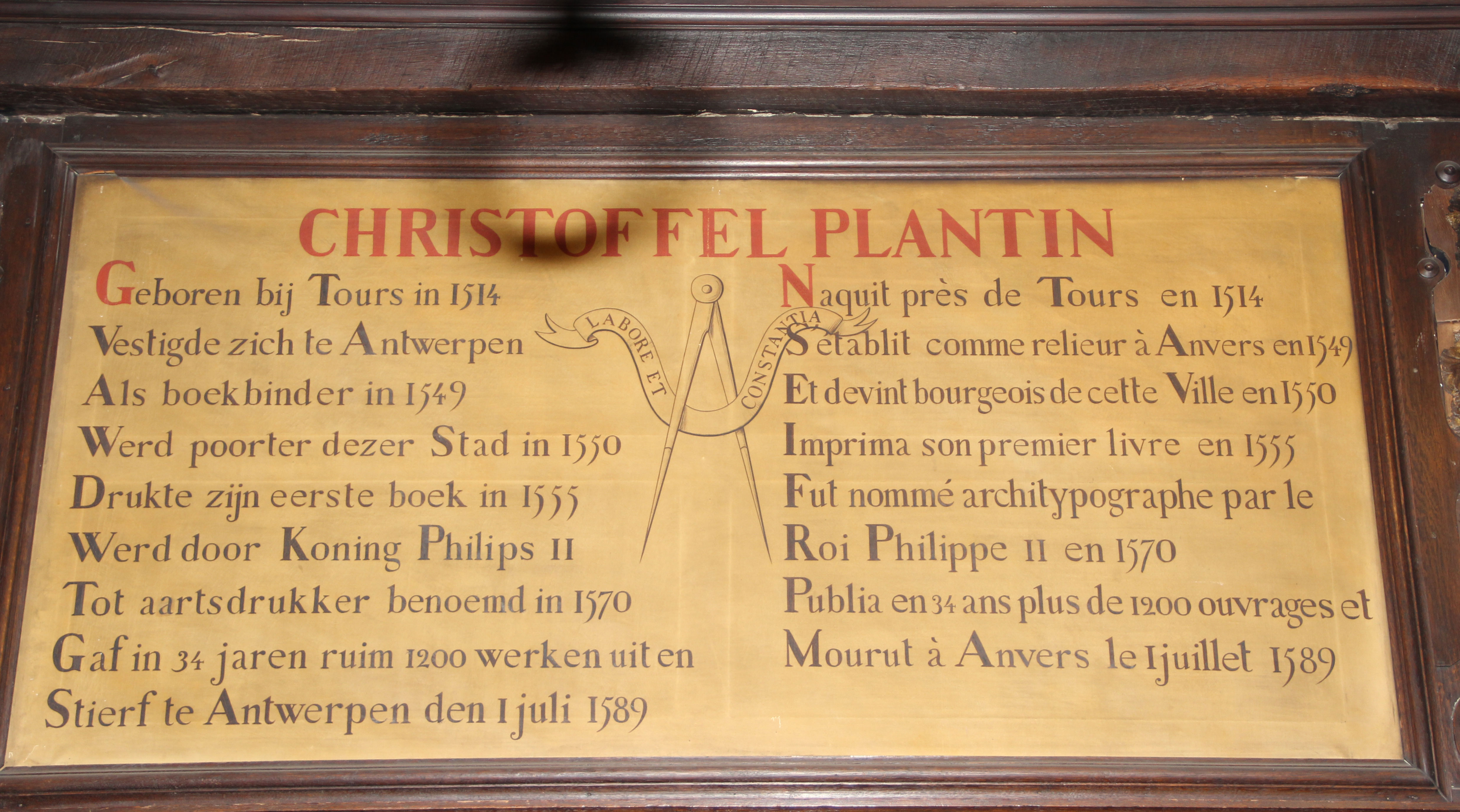
Табличка с важнейшими вехами жизни Плантена на нидерландском и французском языках. Дата рождения отнесена к 1514 году, Музей Плантена-Моретуса

О происхождении Х. Плантена свидетельствовал через 17 лет после его кончины внук — Бальтазар Моретус I, сообщив епископу Антверпена, что его дед принадлежал к благородному семейству, но семейное состояние и поместье досталось старшему из братьев. Судя по документам XVII века из архива дома Плантена-Моретуса, отцом Плантена был Шарль де Терселен, сеньор Ла-Рош-дю-Майн, капитан королевской армии. Его младшие сыновья вынуждены были изменить фамилию, чтобы не позорить род «неблагородными» профессиями, однако, скорее всего, это была поздняя попытка облагородить происхождение одной из богатейших семей Антверпена. Документальных свидетельств о месте и времени рождения будущего издателя не существует. Первые биографы полагали, что он родился в Туре или его окрестностях (Мон-Луи); со временем, однако, большинство историков склонились к тому, что Плантен появился на свет в Сен-Авертене, где ещё в 1580-е годы жили три семьи с фамилией Плантен. Внук печатника — Франциск Рафеленг-младший — называл малой родиной своего деда Шитре близ Шательро. Существуют две основные версии даты рождения. В книге записей Антверпенского собора от 1 июля 1589 года утверждалось, что Плантен скончался 75 лет от роду — следовательно, датой его рождения был 1514 год. Так же датирован гравированный портрет печатника, исполненный в 1588 году Яном Вириксом. Однако тот же Ф. Рафеленг утверждал, что его дед родился в мае 1520 года, и такая же дата следует из записи на прижизненном портрете, хранящемся в Лейдене. Судя по документам, подписанным самим Плантеном, он путался с определением собственного возраста; по мнению его биографа К. Клэра, большинство свидетельств позволяют принять датой рождения 1520 год.
Некоторые сведения о жизни Плантена во Франции содержатся в письме его многолетнему другу Пьеру Порре от 25 марта 1567 года. Из него следует, что Христофор Плантен был из семьи незнатного происхождения, рано лишился матери и был принят в услужение к священнику лионской церкви Сент-Жюст Антуану Порре (по другой версии, его звали Клод), с которым вёл дела его отец Жан. Пьер Порре был племянником Антуана, в дальнейшем он сделался аптекарем; по одной из версий, побратимство с Пьером стало причиной выбора новой фамилии: на старофранцузском фамилия «Porret» созвучна слову porrée (лук-порей); по аналогии, Кристоф взял фамилию, созвучную подорожнику (plantain). У Порре были и другие племянники, один из которых был направлен для обучения в Орлеан и Париж, вместе с ним отправился и Кристоф. Его пребывание в Лионе могло продолжаться два или три года, тогда же он мог получить и некие основы классического образования. Далее из письма к П. Порре нельзя почерпнуть существенных подробностей, за исключением того, что молодой Кристоф Плантен остался в Париже, это произошло около 1534 года. Затем в его биографии следует провал до 1548—1549 годов, когда, уже женатый, он переехал в Антверпен.
Из источников позднего происхождения следует, что Плантен, не имея средств к существованию, направился в Кан и поступил в ученики к Роберу II Масе (1503—1563), который в тот период занимался книжной торговлей и переплётным делом, но в дальнейшем обратился к книгопечатанию. В доме Масе Плантен женился на Жанне Ривьер. Это произошло приблизительно в 1545 или 1546 году.

## Первое пребывание в Антверпене (1549—1562)

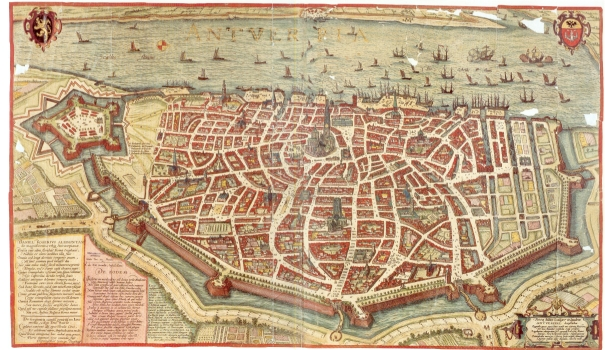
Панорама Антверпена, 1598

### Переезд в Антверпен. Переплётчик
Датой переезда Плантена в Антверпен его внук, а за ним и остальные биографы, определяли 1549 год. По-видимому, это было связано с тем, что король Генрих II начал последовательные меры по искоренению книгопечатания за пределами Парижа и ограничению книжной торговли. Вероятно также, что Плантен уже в Кане оказался связан с кальвинизмом или, по крайней мере, ему сочувствовал. Как бы то ни было, в муниципальном архиве Антверпена сохранилась следующая запись о предоставлении ему гражданства: нидерл. Christoffel Plantyn Janssz. van Tours en Franche, boeckbindere («Христофор Плантен, сын Жана из Тура во Франции, переплётчик») — она должна была удостоверять, что он прожил в городе не менее 4 лет, но этот срок мог не выдерживаться строго. 21 марта 1550 года он принёс присягу и был удостоен гражданства Антверпена. В дальнейшем, за исключением его отъездов в Париж и Лейден в 1562—1563 и 1583—1585 годах, Плантен не покидал города надолго.
О причинах своего переезда в Антверпен Плантен сообщал Папе Римскому Григорию XIII 9 октября 1574 года, но это письмо написано уже состоявшимся и успешным издателем; главный упор сделан на то, что город являлся крупным торговым центром, рядом располагался Лувенский университет и страна находилась под властью католического (испанского) монарха. О первых годах деятельности Плантена есть свидетельство его внука Бальтазара в письме 1604 года и некоторые документы из городского архива. В том же 1550 году он был принят в Гильдию Св. Луки, причём до 1558 года для печатников и переплётчиков это не было обязательным; зарегистрировался он именно как печатник. В тот период он занимался только переплётным делом, открыв лавку на Ломбардской улице. Первым в городе он стал делать небольшие кожаные шкатулки и сумки из инкрустированной и позолочённой кожи, предназначенные для документов или драгоценностей. Видимо, он отличался не только качеством работы, но и деловыми способностями, поскольку в 1552 году магистрат Антверпена заключил с ним договор о переплёте административной документации, направляемой в архив; такие же работы доверял ему городской секретарь Корнелиус Граффеус. К тому же периоду относилось знакомство Плантена с секретарём по иностранным делам Испании доном Габриэлем де Сайясом, который в дальнейшем стал одним из главных его покровителей.
Судя по сохранившимся документам, в 1553 году, стремясь к увеличению доходов, Плантен занялся книжной торговлей: в тот год он взял на комиссию у льежского архитектора и печатника Ламберта Суавиуса 100 экземпляров Деяний апостолов. Видимо, это и стало поворотным моментом в его карьере, который привёл к открытию в 1555 году типографии.

### Первые печатные работы

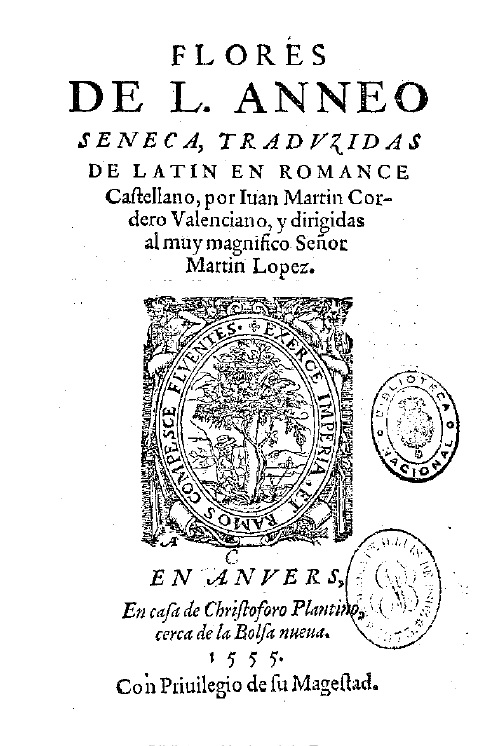
«Флориды» Сенеки в испанском переводе — вторая книга, изданная в типографии Плантена

5 апреля 1555 года Плантен получил привилегию правительства Брабанта на право именоваться печатником и вести все требуемые в этом ремесле работы. Соответствующие документы были им поданы 18 февраля и зарегистрированы 30 марта. Типография была совсем маленькая и располагала только одним станком; финансовую помощь в её открытии, по-видимому, оказали Граффеус и де Сайяс, а также купец Гаспар из Цюриха. Причины, по которым уважаемый и известный переплётчик сделался издателем, известны из позднего свидетельства Б. Моретуса-младшего от 1604 года: де Сайяс заказал Плантену футляр для некой драгоценности, предназначенной для испанской королевы. Выполнив заказ, Плантен отправился к нему глубокой ночью и столкнулся с пьяной компанией, получив сильный удар кинжалом. Лечением его занимались известные в те времена хирург Йоханнес Фариналиус и терапевт Горопиус Беканус; у Плантена была повреждена рука, и он больше не мог работать с кожей, а поэтому решил заняться печатным делом, с которым был основательно знаком ещё во Франции. В автобиографии, опубликованной Плантеном в 1567 году в самоучителе французского языка, содержится стихотворение, в котором содержится намёк на ту же самую историю, но без свидетельства Бальтазара Моретуса оно было бы непонятным. Апокрифическое предание связывало с этой историей появление начального капитала, необходимого для открытия типографии, — Плантен заставил своих обидчиков выплатить ему компенсацию.
Первой книгой, изданной Плантеном, считаются «Наставления девицам из благородных семейств» венецианского гуманиста Джованни Микеле Бруто (1517—1592) во французском переводе. Маленькая книжка формата in octavo (всего 57 страниц) была отпечатана по заказу антверпенского издателя и книготорговца Жана Беллера; по состоянию на 1960 год сохранилось всего 12 экземпляров. Книга была снабжена предисловием Мариэтты Катанео (дочери друга автора), датированным 1 мая 1555 года в Антверпене. Сохранившийся в Национальной библиотеке Франции экземпляр снабжён посвящением главному казначею Антверпена Жерару Грамме, там же было помещено 12-стишие самого Плантена, игравшее роль рекламы. Существует также версия, что «Наставления» не были первой книгой, отпечатанной Плантеном; им могли предшествовать «Флориды» Сенеки, но эта версия не доказана. «Флориды» были первой книгой, в которой Плантен выступил не только печатником, но и самостоятельным издателем, — это был испанский перевод трагедии Сенеки, выполненный студентом Лувенского университета Хуаном Мартином Кордеро Валенсианой. Следующие работы, выполненные Плантеном в 1555—1556 годах, были преимущественно переводными, причём касались как богословских вопросов, так и описаний путешествий. В 1556 году был выпущен французский перевод «Описания Африки» арабского географа Льва Африканского. Был им опубликован и французский перевод «Неистового Роланда» Ариосто, выполненный Жаном Фурне.

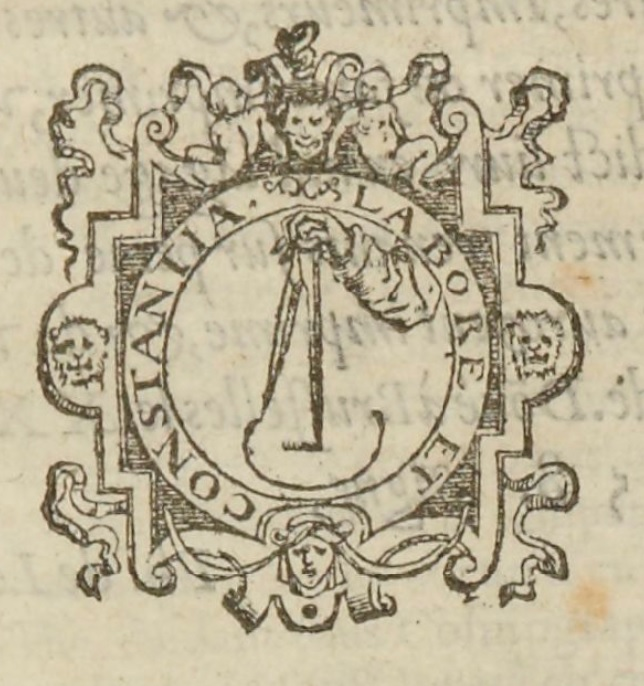
Эмблема печатного дома Плантена 1558 года

Хотя Плантен открыл типографию в городе, где существовала развитая традиция книгопечатания и имелось множество процветающих мастерских (Сильвиуса, Тавернье и других), он быстро стал известен и добился успеха. Главной причиной было то, что он ориентировался на потребности книжного рынка всех Нидерландов, а также принципиально не порывал с родиной, имея тесные связи с книготорговцами Парижа. Немалую роль в его процветании играло то, что он активно торговал полуфабрикатами для издателей — кожей и бумагой, а также продавал календари, альманахи, карты и глобусы; кроме того, он торговал и кружевами. Стремясь сделать свои издания узнаваемыми, в 1556 году он стал печатать на титулах марку с изображением виноградаря, обрезавшего лозу, обвитую вокруг вяза. В 1557 году он принял девиз «Трудом и постоянством» (лат. Labore et Constantia) и изображение циркуля, которое стало символом и торговой маркой его фирмы. Символику этой марки Плантен объяснил в 1573 году в предисловии к своей знаменитой «Библии Полиглотте»: шарнир циркуля, за который держится рука, — символ постоянства, а ножки циркуля — труда. Принятие новой марки совпало с переездом его типографии на улицу Камменстраат, где располагалась книжная торговля, в дом Золотого Единорога.

#### Семья
О частной жизни Плантена почти ничего не известно. Его жена, Жанна Ривьер, происходила из довольно обеспеченной нормандской семьи; трое её братьев сделали церковную карьеру, и ещё трое — военную. В 1565 году Плантены купили в Кане поместье с фруктовым садом и пастбищем для Кардо Ривьера — единственного брата, известного по имени. Кузен Жанны Гийом Ривьер долгое время служил в типографии Плантена, а затем открыл собственное дело в Аррасе. Сохранилось два портрета Жанны Ривьер, выполненных ближе к концу её жизни: на триптихе в Антверпенском соборе и посмертный портрет, выполненный художником из круга Рубенса, видимо, на основе первого. Единственное краткое свидетельство о её характере оставил Юст Липсий; в переписке Плантена его жена упоминалась крайне редко. Из документов 1550-х годов известны некоторые семейные обстоятельства Плантенов: с 1550 по 1557 год у него родились трое дочерей — Мартина, Катрина и Мадлен (не считая родившейся ранее Маргариты). Далее родились ещё две дочери, одна из которых скончалась в раннем возрасте, имя её неизвестно. Единственный сын, названный в честь отца, появился на свет 21 марта 1566 года, но скончался, не дожив и до четырёх лет. Наследником печатника стал 14-летний сын торговца тканями из Лилля Ян Мерендорф, взятый в подмастерья вскоре после переезда на Камменстраат. В соответствии с обычаями того времени, он латинизировал свою фамилию, став известным как Моретус. Образованный и талантливый молодой человек, он в первую очередь служил переводчиком и письмоводителем у своего патрона, поскольку владел французским, итальянским, испанским, фламандским и немецким языками. По совету королевского секретаря де Сайяса, Плантен выдал за Яна Моретуса свою дочь Мартину.

### Плантен и фамилисты
На протяжении всей жизни Плантен подвергался нападкам католических кругов, которые подозревали его в приверженности к сектантским движениям. В 1882 году была опубликована рукописная хроника мистической секты фамилистов «Хроника Дома Любви» (нидерл. Chronika des Hüsgesinnes der Lieften), автор которой, явно хорошо знавший Христофора Плантена, привёл множество уникальных сведений о его религиозной деятельности, но при этом был крайне предвзято к нему настроен. По сведениям Даниила (как именовал себя автор хроники), француз познакомился с учением фамилистов после переезда в Антверпен и стал изучать труды его основателя Хендрика Николиса и даже называл себя членом его «семьи». Убедив своих деловых партнёров в Париже в необходимости опубликования трактата «Зерцало справедливости для созерцания истинной жизни» (нидерл. Den Spigel der gerechticheit thoene anschouwinge des warachtigen levens), Плантен осуществил подпольное его печатание в 1556 и 1562 годах. Исследователь еретических движений в Нидерландах Фонтен Верве составил список других подобных изданий, приписываемых Плантену. Вполне возможно, что из типографии Плантена могла выйти и «Библия» фамилистов (в 1555 или 1556 году); во всяком случае, автор «Хроники» явно указывал на это. Отчасти эта версия позволяет объяснить переход Плантена к печатному делу (имевшему религиозный источник) и происхождение начального капитала его предприятия, предоставленного французскими последователями секты фамилистов.
Судя по опубликованной переписке Плантена, он в течение всей жизни разделял принципы, проповедуемые Х. Николисом и его продолжателем — «пророком» Барефельтом (с которым мог познакомиться в деловой поездке в Лейден). Их учение имело параллели с воззрениями древних николаитов и может рассматриваться как разновидность анабаптизма, однако основатели учения настаивали на строжайшем исполнении общепринятых религиозных предписаний, давая им собственное — мистико-символическое — истолкование. Главным в учении фамилистов была любовь к Богу (Плантен описывал это как «истинный дух Иисуса Христа»), которая делала возможной широчайшую веротерпимость. Плантен в своей переписке никогда явно не высказывал своего отношения ни к католицизму, ни к протестантизму, однако сохранилась запись его беседы с голландским проповедником из Лейдена, в которой он рассматривал существующие церкви как необходимость для широких масс народа. Активным членом секты Плантен, по-видимому, был до середины 1560-х годов, когда из-за террора испанских властей порвал все связи с окружением Николиса, что вызвало резкое осуждение со стороны других членов секты и автора «Хроники». Однако неортодоксальным мистиком фамилистского толка Плантен, вероятно, оставался всю свою жизнь. Внешне выступая как благочестивый католик, который даже состоял в переписке с папой римским, внутренне, по-видимому, Плантен не испытывал противоречивых чувств по этому поводу. По мнению Л. Воэ, обвинения Плантена в симпатиях к кальвинизму были совершенно безосновательны; с эстетической точки зрения, его устраивал католицизм, фанатизм кальвинистов вызывал отвращение, а доктринальные разногласия перед ликом Иисуса Христа казались несущественными.

### Деятельность Плантена до 1562 года

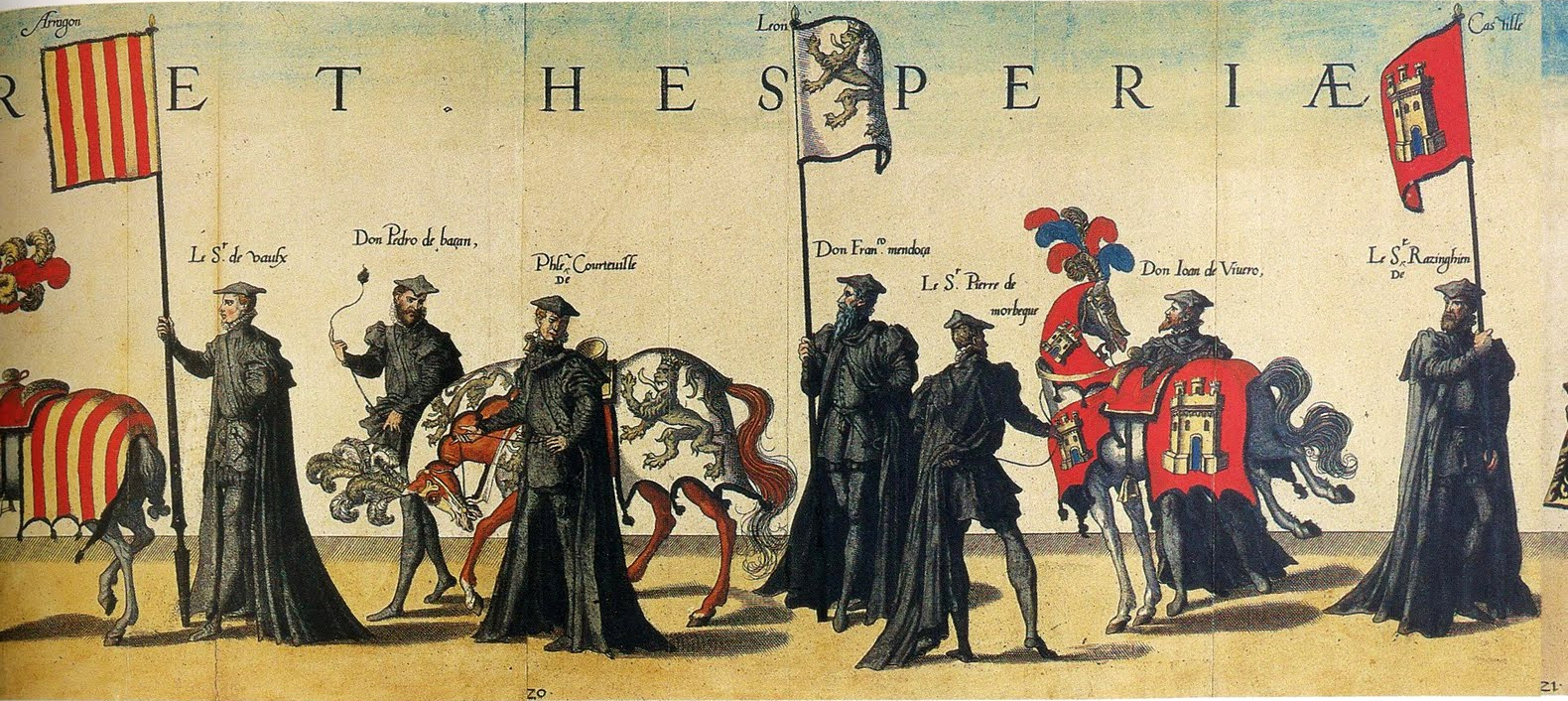
Процессия Леона, Кастилии и Арагона. Иллюстрация из альбома похорон императора Карла V, типография Плантена, 1559

Сохранились далеко не все издания Плантена, осуществлённые в 1555—1562 годах, но тем не менее подсчёты свидетельствуют о следующем: в 1555 году он выпустил в свет 10 книг; в 1556-м — 12; в 1557 — 21; в 1558 — 23 издания; по 13 в 1559 и 1560 годах; 28 изданий в 1561 году и 21 — в 1562-м, то есть 141 издание за 7 лет. После Плантена самым плодовитым печатником Антверпена был Виллем Сильвиус, который за всю свою карьеру (1559—1580) предпринял 120 изданий. Биограф Плантена и исследователь продукции его типографии Леон Воэ сравнивал успех его типографии со «вспышкой метеора». К 1561 году в его предприятии действовали 4 печатных станка, что делало её крупным предприятием (большего числа никогда не было у Этьеннов в Женеве, и даже в XVII веке число типографий с бо́льшим количеством станков было крайне невелико), а с 1557 года типография Плантена была представлена на Франкфуртской книжной ярмарке.
Большинство ранних изданий типографии Плантена не были произведениями печатного искусства, ассортимент был самый разный: астрономические таблицы, французско-фламандский словарь и грамматика французского языка, травники, художественные произведения, описание путешествия по Эфиопии. Большинство изданий было на французском языке, в значительной степени это были перепечатки французских изданий того времени, меньше было книг на испанском и голландском языках, и некоторое число латинских классиков. Они были скромно оформлены, иллюстрированные издания отличались средним качеством. Однако в 1559 году Плантен получил сложный технически и важный с политической точки зрения заказ — «Великолепная и дорогостоящая церемония, учинённая по случаю обряда захоронения столь великого и победоносного императора Карла V, совершённая в городе Брюсселе 29 декабря 1558 Филиппом, католическим королём Испании» (фр. La magnifique et somptueuse pompe funèbre, faite aux obsèques et funérailles de l’Empereur Charles V, célébrées en la ville de Bruxelles, le 29 Décembre 1558, par Philippe roi d’Espagne). Альбом иллюстраций был заказан герольдмейстером короля Филиппа Пьером Вернуа, который в следующем году писал штатгальтеру Нидерландов Маргарите Пармской, что сумма расходов достигла 2000 флоринов; стоимость одного экземпляра составляла 2 флорина, а с раскрашенными от руки гравюрами — 3 флорина. Альбом включал 33 гравюры на меди, образующие фриз длиной в 30 футов (около 9 м). Короткий вводный текст был издан на фламандском, французском, итальянском, испанском и немецком языках, но сохранившиеся экземпляры почти все на французском, остальные варианты единичны. Наиболее сложная часть работы — изготовление печатных форм для гравюр — была выполнена в мастерской Иеронима Кока, но марка Плантена на альбоме была поставлена, что способствовало повышению популярности его фирмы. В 1561 году он расширил дом, в котором размещалась его фирма, и переименовал его в «Золотой циркуль» (нидерл. De Gulden Passer).
После успеха альбома Плантен издавал в основном коммерчески успешную литературу, в том числе медицинские труды, труды по магии, античных классиков («Фасты», «Скорбные элегии» и «Метаморфозы» Овидия), рыцарский роман «Амадис Гальский» в переводе с испанского на французский язык. В 1562 году увидели свет «Утешение философией» Боэция и Dictionarium Tetraglotton (греко-латинско-французско-фламандский словарь). Последний предназначался для нужд студентов и был весьма примечательно устроен: латинские слова набирались антиквой, французские — курсивом, а фламандские — готическим шрифтом. Составителем словаря, по-видимому, выступил известный филолог, корректор плантеновского издательства Корнелиус Киль.
На волне успеха, когда издательство Плантена приобрело собственное лицо, его делу был нанесён сильнейший удар, который поставил под сомнение продолжение работы вообще.

## Кризис 1562—1563 годов. Париж

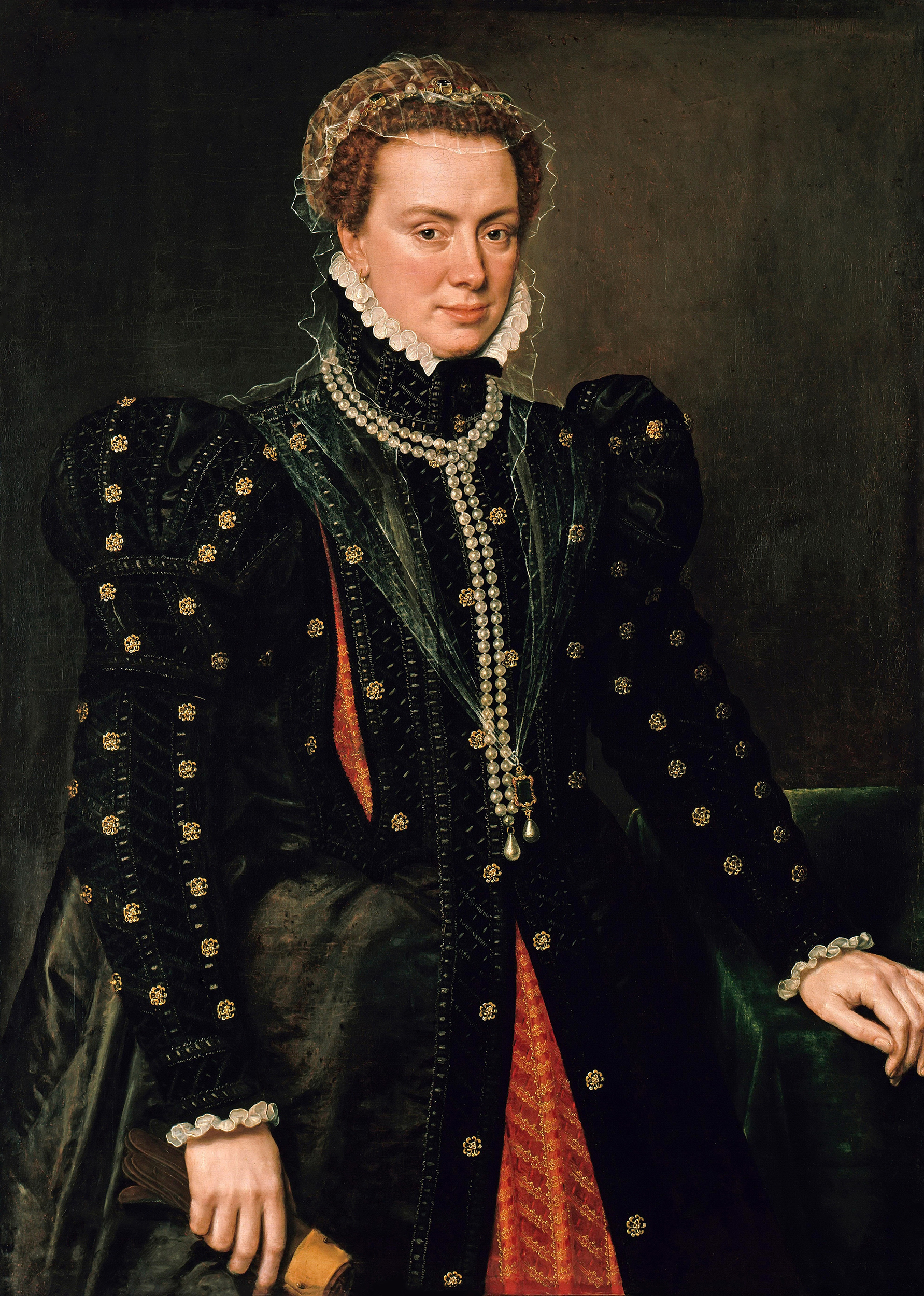
Антонис Мор. Портрет Маргариты Пармской, 1562

В конце февраля 1562 года штатгальтер Маргарита Пармская повелела маркграфу Антверпена Яну ван Иммерсеелу начать расследование по поводу появления кальвинистского памфлета, который, по-видимому, был отпечатан в типографии Плантена. Предписывалось установить надзор над поведением Плантена, его семьи и сотрудников его типографии как подозреваемых в «заблуждениях». Донос сразу же был направлен в брюссельское правительство. 1 марта приказ был исполнен, власти обыскали дом и типографию, но оказалось, что сам Плантен к тому времени уже 5 или 6 недель пребывал в Париже, куда отправился в деловую поездку. Были изобличены и арестованы трое сотрудников типографии, все — французские подданные: Жан д’Аррас, уроженец Виль-сюр-Ирон близ Меца; гасконец Жан Кабарош, переехавший в Антверпен из Женевы, и Бартоломе Пуантер из Парижа. Они показали, что отпечатали текст, привезённый из Меца Жаном Лалуэттом — дядей Жана д’Арраса, но это произошло без ведома Плантена или кого-то из членов его семьи. Весь тираж — 1000 экземпляров памфлета Briefve instruction pour prier — уже вывезен за пределы города. Тем не менее, печатнику угрожала серьёзная опасность — согласно эдикту Карла V от 29 апреля 1550 года, ответственность за наёмных работников и подмастерьев нёс их хозяин. Поскольку все виновные были иностранцами, их должны были выдворить за пределы Испанских Нидерландов.
12 марта 1562 года Маргарита Пармская поблагодарила ван Иммерсеела за усердие в расследовании, однако продлила следствие, поскольку появилось и издание на голландском языке (расследование показало, что оно не имело отношения к типографии Плантена и было отпечатано в Эмдене). В отчёте от 17 марта маркграф сообщал, что ни Плантен, ни члены его семьи не были изобличены в ереси, изъятые экземпляры памфлета сожжены, а трое подмастерьев приговорены к галерам, причём возник вопрос, за счёт какой стороны их нужно содержать до начала наказания. Тем не менее, Жану д’Аррасу удалось в том же году вернуться в родной Мец, где он быстро сделался ведущим протестантским печатником. О его товарищах по несчастью ничего не известно.
Автор упомянутой выше «Хроники Дома Любви» утверждал, что Плантен отбыл в Париж с женой и детьми и что они поселились там у Порре, где были радушно приняты; несмотря на негативное отношение к печатнику, он разделял версию, что подмастерья воспользовались отсутствием хозяина. Леон Воэ, напротив, предположил, что Плантен был полностью в курсе истории распространения кальвинистской литературы и бежал из Антверпена, когда началось расследование. Плантен пробыл вне Антверпена полтора года, вернувшись не ранее, чем полностью прекратилось расследование и судебные процедуры. В Париже основным источником его доходов, по-видимому, осталась торговля кружевами, которую он вёл при посредничестве некоего Ноэля Моро. Автор «Хроники» отнёс к периоду пребывания в Париже следующий нелицеприятный эпизод: якобы некий французский ювелир завещал фамилистам драгоценности, шкатулку с которыми присвоили Порре и Плантен, назначенные душеприказчиками. Материальное положение печатника было достаточно напряжённым, он наделал много долгов и даже был вынужден продать запасы свинца и меди — для отливки шрифтов и резки гравюр, — суммарным весом в 7656 фунтов, а также все печатные и переплётные станки. Пуансоны для отливки шрифтов и сами шрифты удалось сохранить. 28 апреля 1562 года в Антверпене была проведена распродажа имущества Плантена с аукциона, за которой наблюдали его деловые партнёры Луи де Сомер и Корнелис ван Бомберген. Существует предположение, что это было сделано с ведома Плантена. В числе распроданного имущества были преимущественно книги, в том числе 214 экземпляров сочинений Теренция, 161 экземпляр «Похорон Карла V», 467 копий «Декамерона» и 109 — «Амадиса Гальского». Общая выручка составила почти 1200 фландрских фунтов, то есть 7200 флоринов. Недвижимое имущество перешло под королевскую опеку; одновременно кредиторы Плантена предъявили ему ещё два иска на сумму 2878 флоринов.
О возвращении Плантена из Франции свидетельствуют сохранившиеся документы. 31 августа 1563 года была составлена расписка от имени торговца льном Пьера Гассена, который должен был переправить значительную сумму в Нидерланды. С 10 сентября того же года вновь начинается ведение бухгалтерских книг в издательстве Плантена в Антверпене. Ещё 26 июня 1563 года Маргарита Пармская пригласила «нашего дорогого и доброго друга Кристоффла Плантейна» в Брюссель, что, по-видимому, было свидетельством ещё одного дела о ересях. В тот период обострилась борьба между Маргаритой и кардиналом Гранвелой, чей секретарь тогда же обратился в кальвинизм.

## Возрождение издательства и Нидерландская революция (1563—1567)

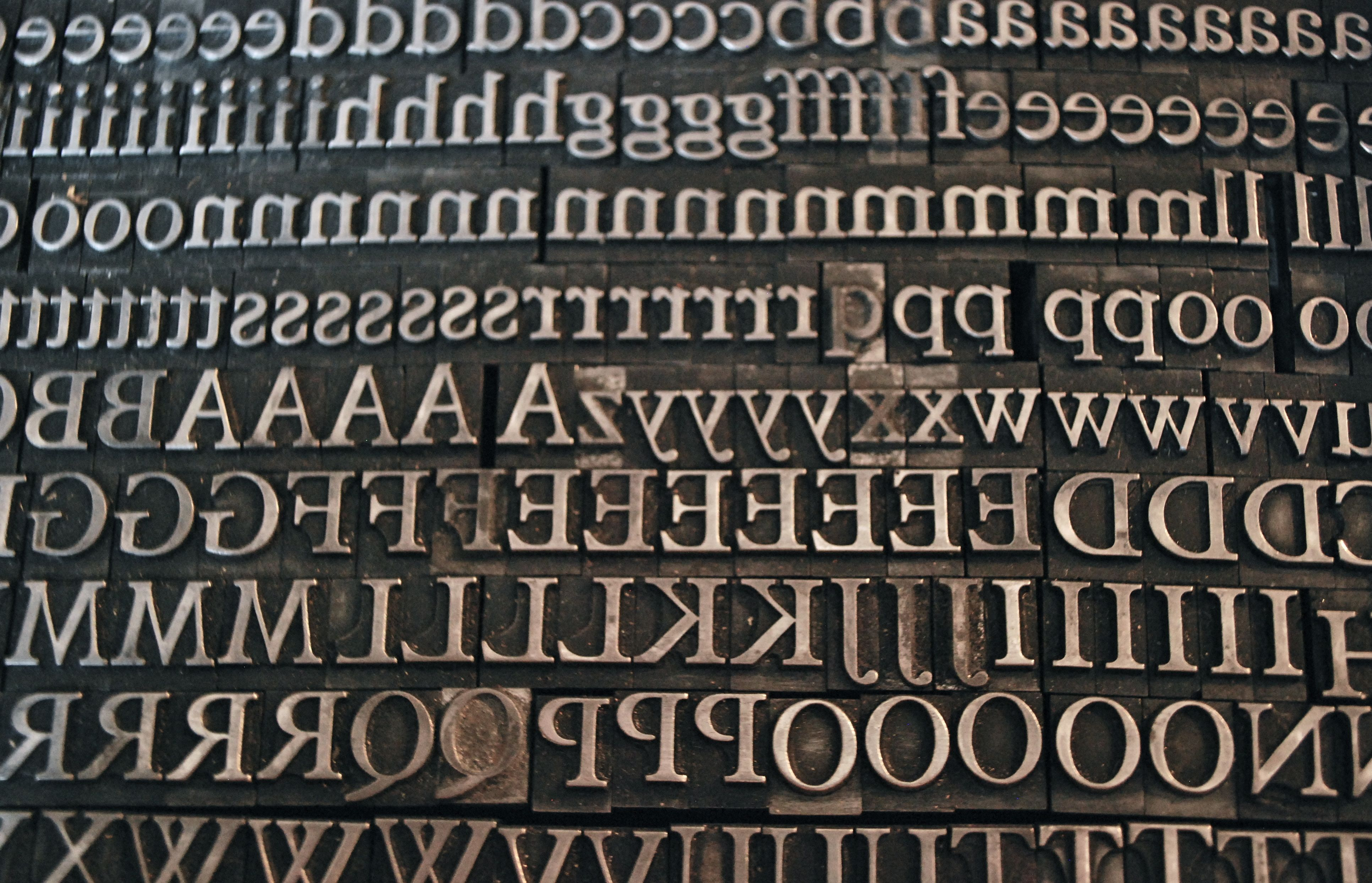
Шрифты Плантена. Музей Плантена-Моретуса, Антверпен

26 ноября 1563 года в Антверпене был подписан паевой договор, инициатором которого был Карел ван Бомберген, владетель Харена. Подписание договора и основание компании предоставляло Плантену, только что вернувшемуся из Парижа, богатых покровителей и обеспечивало надёжную базу для дорогостоящих полиграфических проектов. Помимо Карела ван Бомбергена, пайщиками типографии становились его кузен Корнелис ван Бомберген, Йоханнес Беканус — известный врач (лечивший Плантена в 1555 году), женатый на внучатой племяннице Бомбергенов, и Якоб де Сотти — зять Карела ван Бомбергена. В феврале 1566 года к договору присоединился Фернандо де Берни — племянник Бомбергенов с материнской стороны и воспитатель пасынка Бекануса. Главным пайщиком и финансовым управляющим стал Корнелис ван Бомберген, всю техническую часть обеспечивал Плантен. Целью компании было издание книг на латинском, греческом, еврейском, французском и итальянском языках. Активы компании были разделены на 6 долей, половина которых принадлежала Корнелису Бомбергену и Плантену, тогда как прочие участники договора имели по 1 паю. Уставной капитал по договору составил 600 фландрских фунтов (3600 флоринов), причём трое держателей одной доли должны были внести в фонд компании 1800 флоринов. Вклад Плантена был натуральным — привезённые из Парижа шрифты и матрицы, оценённые в 1200 флоринов, причём они оставались собственностью печатника и сдавались компании в аренду. Еврейские типографские шрифты, отлитые прадедом Бомбергенов — первопечатником Даниэлем Бомбергом, — были получены по наследству и переданы в распоряжение Плантена на тех же условиях.
Финансовый и технический директора компании получали жалованье — Корнелис Бомберген в размере 80 экю, а Плантен — 400 флоринов в год. Кроме того, он получал 150 флоринов на содержание типографии и 60 флоринов за использование шрифтов, а также единовременно 50 флоринов на мелкие повседневные нужды типографии, которые не поддаются учёту. В договоре также указывалось, что вышедшие в издательстве книги будут нести только имя и марку Плантена, за исключением еврейских текстов, отпечатанных шрифтом Даниэля Бомберга, что должно было упоминаться отдельно.
С 1 января 1564 года типография заработала, располагая двумя печатными станками, но уже в феврале того же года вступил в строй третий станок, в апреле — четвёртый, в октябре — пятый. Шестой пресс был введён в эксплуатацию в 1565 году, а в январе 1566 года быстро расширявшееся производство потребовало увеличения числа станков до семи. В штате типографии работали 33 человека — печатников, наборщиков и корректоров, то есть это было крупнейшее в XVI веке полиграфическое предприятие. Дизайн греческих шрифтов разработал для Плантена Робер Граньон, контракт с которым был заключён 5 июля 1565 года.
В первый день нового 1564 года из типографии вышло компактное издание сочинений Вергилия (in-16). До окончания действия паевого договора (28 августа 1567 года) издательством было выпущено 209 изданий. Столь большая продуктивность объяснялась ориентацией на оптовый книжный рынок, прежде всего — в Антверпене, Париже и Франкфурте. Интенсивная работа в типографии привела к тому, что Плантен стал заниматься только её делами, из прочего осталась лишь торговля кружевами, которой Плантен занимался с прежним партнёром — Пьером Гассеном. Как и прежде, он стремился издавать книги, которые пользовались большим спросом. Прежде всего это были книги по медицине (в том числе Везалия и Вальверде) и ботанические труды Додунса, Клузиуса и Лобеля; издания Отцов Церкви (в том числе латинский перевод Иоанна Златоуста), греческое издание Немезия, Кодекс Юстиниана (1567, в 10 томах), «О природе вещей» Лукреция. Отдельно упоминаются издания Библии, как латинской (1564, 1567), так и греческой и еврейской (1566), а также перевод Нового Завета на фламандский язык (1567).

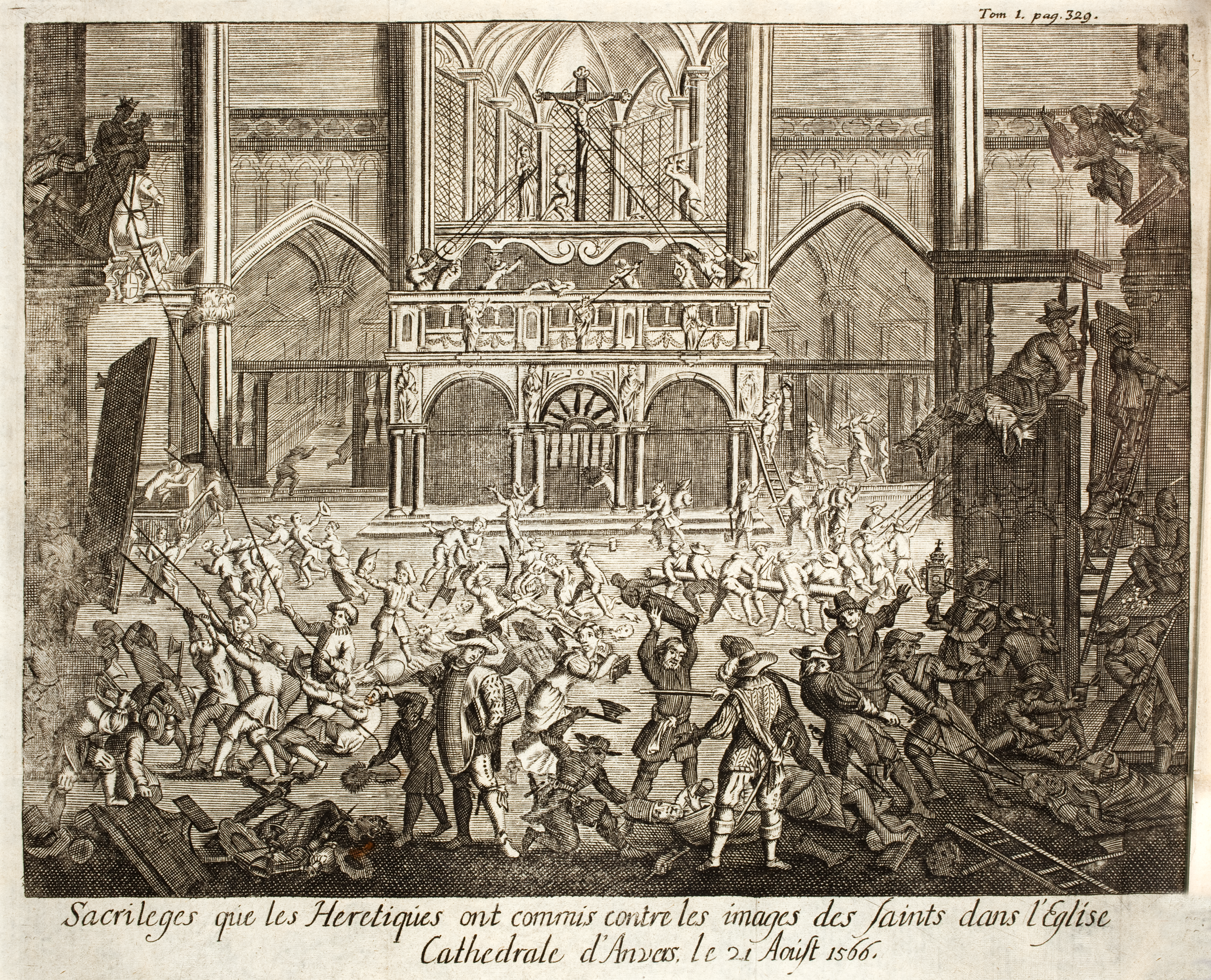
Иконоборческое восстание в Антверпене. Гравюра 1727 года

Дом «Золотой циркуль» на Камменстраат быстро стал тесным для столь бурной деятельности, и в 1564 году Плантен переехал в другой дом на той же улице, которому присвоили то же имя. Дом был куплен у художника Питера Хюйса за 5 брабантских фунтов. К 1567 году подошёл к концу 4-летний срок действия паевого договора, который, по его условиям, можно было бы возобновить на такой же срок. Этого, однако, не произошло. 30 августа 1567 года Плантен писал Г. де Сайясу, что разорвал договор со своими партнёрами и выкупил свою долю, прежде всего по религиозным причинам — их «убеждения едва ли являлись католическими». По мнению Л. Воэ, если взгляды Й. Бекануса были очень близки воззрениям самого Плантена, то оба Бомбергена и де Берни являлись убеждёнными кальвинистами. Разрыв произошёл незадолго до прибытия в Антверпен герцога Альба; в тот же период в Испанских Нидерландах резко оживилась деятельность сект, в том числе направляемая из Женевы, — иными словами, причины прекращения партнёрства были не деловыми, а политическими. Между 20 — 23 августа 1566 года в Антверпене вспыхнуло иконоборческое восстание, в котором приняли деятельное участие ван Бомбергены, заседавшие в кальвинистской Консистории. Когда стало ясно, что испанские войска войдут в город, Корнелис ван Бомберген в январе 1567 года продал свою долю в издательстве Якобу де Сотти и в феврале бежал в Северные Нидерланды. Судьба остальных долей в компании может быть установлена с большим трудом: по-видимому, часть Карела Бомбергена перешла к тому же де Сотти, но, возможно, он расторг своё участие в договоре ещё в январе 1566 года, и его доля перешла к де Берни, который как раз тогда присоединился к договору. Кальвинист де Берни 13 июля 1567 года продал свою долю за 800 фландрских фунтов.
Разрыв с деловыми партнёрами, однако, не был настолько резким, как Плантен пытался выразить в переписке со своими испанскими партнёрами. И в дальнейшем он вёл денежные дела с Бомбергенами, но старался не афишировать их. Тем не менее, в условиях революционной войны спрос на книги — как предмет роскоши — сильно сократился, и к концу 1567 года Плантен вновь столкнулся с финансовыми затруднениями. Собственно, из его письма от 12 января 1567 года следовало, что в его типографии работало только три станка, к декабрю в работе были заняты четыре пресса. Ситуацию спасало то, что ещё в 1566 году печатник основал книжную лавку в доме Порре в Париже на улице Сен-Жак, на складах которой могла бы сохраняться готовая продукция. Следовало также искать серьёзных покровителей в Испании: 22 августа 1567 года армия герцога Альбы вошла в Брюссель.

## Антверпенская Полиглотта (1568—1573)

### Подготовка издания

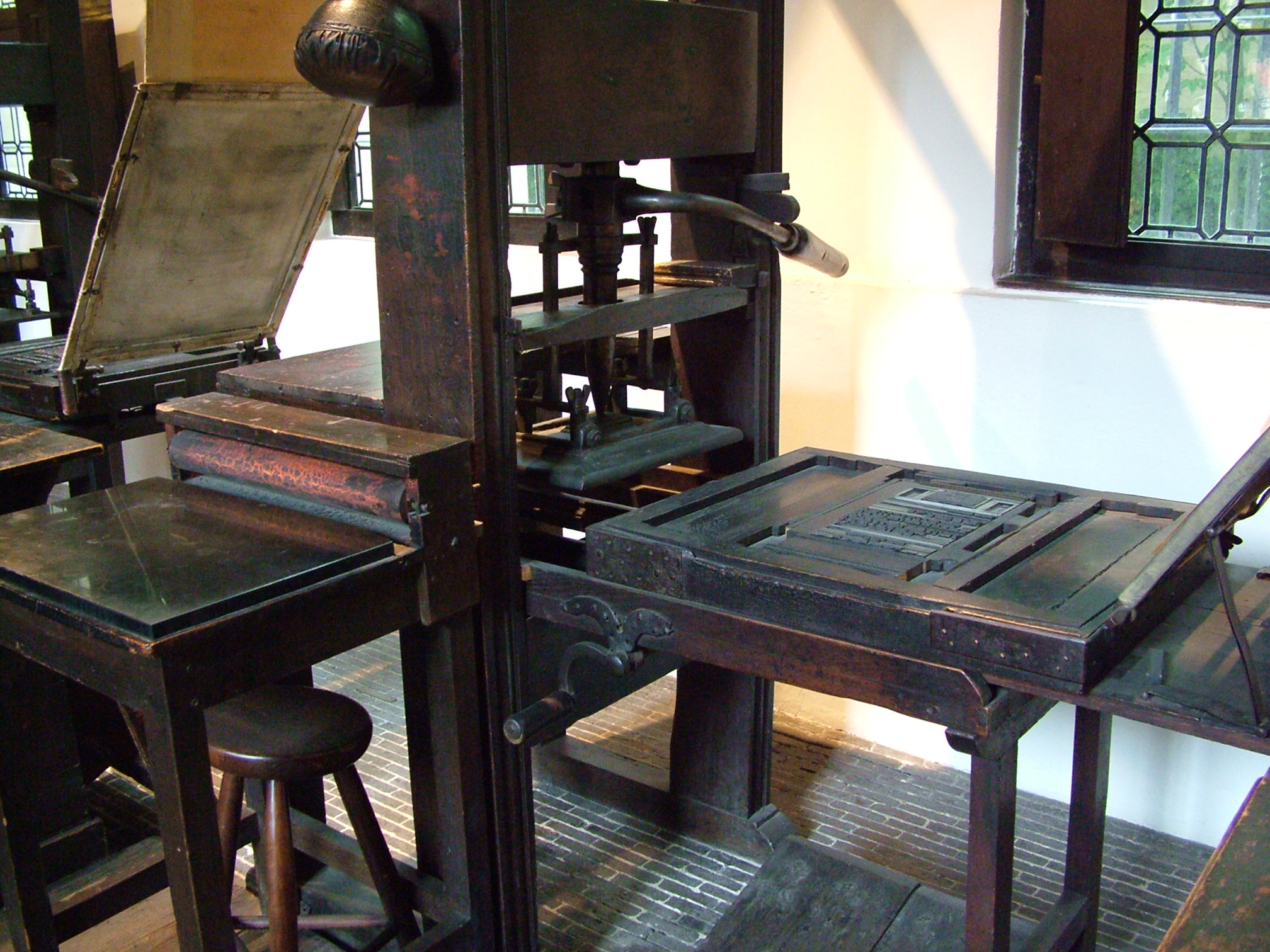
Печатный станок из типографии Плантена. Музей Плантена-Моретуса, фото 2007 года

Через несколько дней после занятия испанской армией Брюсселя Плантен написал длинное письмо де Сайясу, одним из важнейших вопросов в котором было спасение головы самого печатника. Дело в том, что с 1566 года в центре восставших фамилистов — Вианене (к югу от Утрехта) — действовала типография, распространявшая как политические прокламации, так и кальвинистские трактаты; в ней же были напечатаны трактаты основателя учения. Возглавлял её бывший подмастерье Плантена Августин ван Хассельт, специально направленный главой секты — Хендриком Николисом — обучаться печатному делу. После взятия Вианена силами Маргариты Пармской для жизни издателя возникла реальная угроза. Он мог бы переселиться в Париж или Франкфурт, начав всё сначала, но к тому времени уже 20 лет жизни Плантена были связаны с Антверпеном, и он принял решение остаться. C Габриэлем де Сайясом Плантен лично не виделся с 1559 года, с самого его отъезда в Испанию. Все эти годы печатник посылал ему книги и делал переплёты, а также оказывал другие услуги.
В результате королевский секретарь предложил задействовать Плантена в научном издании многоязычной Библии, проект которой рассматривался ещё с начала 1550-х годов. Для издателя это означало королевское покровительство, что представляло собой наивысшую инстанцию в Испанских Нидерландах. Намерением самого Плантена было повторить Комплютенскую Полиглотту, опубликованную в Испании в 1514—1522 годах и содержавшую библейский текст на латинском, еврейском и греческом языках. Собственно, следы этого проекта появляются в переписке Плантена с известным антверпенским востоковедом Андреасом Мазиусом (Андре Маэзом) ещё в 1565 году. Проект Антверпенской Полиглотты упоминался в письме Плантена А. Мазиусу от 26 февраля 1566 года, в котором он запросил 3000 экю на типографские работы и приложил отпечатанную пробную страницу для образца; печатник планировал опубликовать книгу в Великий пост следующего года. Вскоре власти Франкфурта предложили ему средства на реализацию Библии, но для этого печатник должен был переехать в Германию. Похожие предложения он получил и от курфюрста Саксонии, а также из Гейдельбергского университета; пробные страницы были отосланы всем заинтересованным сторонам.
19 декабря 1566 года Плантен прямо просил де Сайяса о королевском покровительстве, которое, во-первых, сняло бы все вопросы о его религиозной и политической благонадёжности, а во-вторых, предоставило бы необходимые средства для спасения типографии. Поскольку ответа не было, каждые пару недель издатель отправлял в Испанию очередное письмо, в котором заверения в лояльности и приверженности католической вере переплетались с техническими деталями проекта. Филипп II, ознакомившись с пробными страницами издания, был впечатлён и одобрил проект, предварительно посовещавшись с теологами из Алькала и Саламанки, в том числе А. Монтано. Представители испанских университетов высказались положительно, заявив, что повторение Комплютенского издания послужит славе католического монарха. 5 мая 1567 года было дано высочайшее разрешение, король пообещал финансировать издание (в размере 6000 эскудо). Известия об этом прибыли в Антверпен в конце сентября 1567 года, когда Плантен, судя по тону его писем, находился на грани нервного срыва. Плантен потребовал 1000 дукатов аванса, а также по 500 дукатов за каждые три месяца работы, что вновь затянуло переговоры на неопределённый срок.

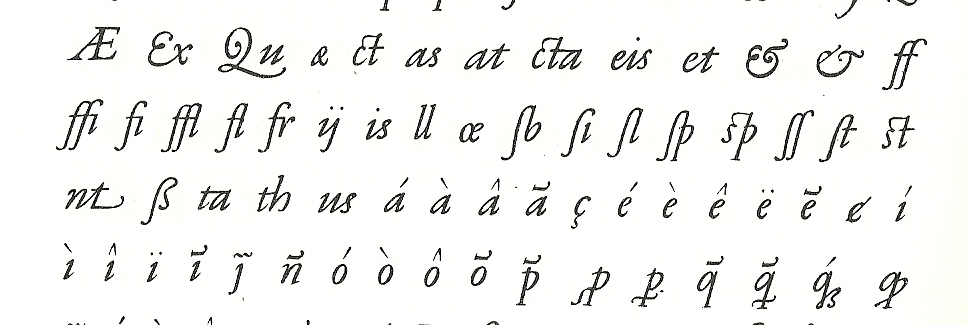
Лигатуры латинского курсива работы Р. Граньона

Среди технических вопросов главным было изготовление шрифтов, в особенности восточных — еврейского и сирийского. Ещё в декабре 1566 года Плантен извещал Сайяса, что все требуемые шрифты практически вырезаны и готовы к отливке. Для отливки еврейских букв он приобрёл матрицы Гийома ле Бё, сына знаменитого изготовителя бумаги из Труа. Для печатания арамейских таргумов и еврейской транскрипции сирийского библейского текста Плантен использовал матрицы Даниэля Бомберга, приобретённые у Корнелиса ван Бомбергена после расторжения их партнёрства. Много хлопот принесло изготовление греческих литер. Первоначально Плантен хотел использовать тип греческих букв, взятых на вооружение парижской королевской типографией; изготовил их Клод Гарамон. М. Ренуар предполагал, что они были вырезаны под наблюдением Робера Этьенна на основе почерка знаменитого критского каллиграфа Ангела Вергетиоса, многие рукописи которого хранятся в Национальной Библиотеке Франции. По причинам, оставшимся неизвестными, королевский шрифт было запрещено продавать иностранным печатникам, и тогда был заключён договор с лионским печатником и резчиком шрифтов Робером Граньоном. Он же приготовил сирийский шрифт, матрицы и пуансоны которого сохранились в Музее Плантена-Моретуса. Ввиду того, что при наборе текстов на еврейском, арамейском и сирийском языке были неизбежны ошибки, Плантен собрал большой коллектив корректоров из числа лучших тогдашних филологов, в который входили Корнелис Киль, Теодор Кемп, Антуан Спительс и его зять Франсуа Рафеленжен (известный под латинизированным именем Франциск Рафеленг). Воспользовавшись благоволением кардинала Гранвелы, Плантен добился возможности провести коллацию текстов печатных Комплютенской и Базельской Библий с Ватиканской рукописью.
В ожидании решения собранный редакторский коллектив подготовил также несколько изданий Вульгаты и полное издание «Суммы теологии» Фомы Аквинского. Последнее вышло в трёх томах в 1569 году и было основано на редакции португальского теолога Антонио Консепсьона и Августина Гуннеуса из Лувенского университета. Оно стало базовым и выдержало множество перепечаток; его заменило только римское издание 1882 года.
К 1568 году над головой Плантена нависла новая угроза; в переписке с Сайясом заверения в приверженности католической вере стали ещё более назойливыми. Ещё в 1566 году в Париже священник Рене Бенуа представил французский перевод Библии. В основе его лежали латинская Вульгата и кальвинистская Женевская Библия, но ряд стихов, вызывавших особо сильные претензии со стороны Сорбонны, были изменены. Плантен, оценив коммерческие перспективы французского перевода, поспешил закрепить за собой права на его напечатание. Цензором перевода выступил Ян Гентский, Лувенский университет также одобрил его. Типографские работы начались немедленно, и в июле 1567 года в свет должен был выйти Новый Завет, но в этом же месяце Сорбонна официально осудила перевод Бенуа. Тем не менее, полная французская Библия была напечатана, а в 1573 году Плантен даже выпустил новую редакцию, не содержащую упоминаний о Бенуа и без его предисловия и комментариев.

### Публикация Полиглотты

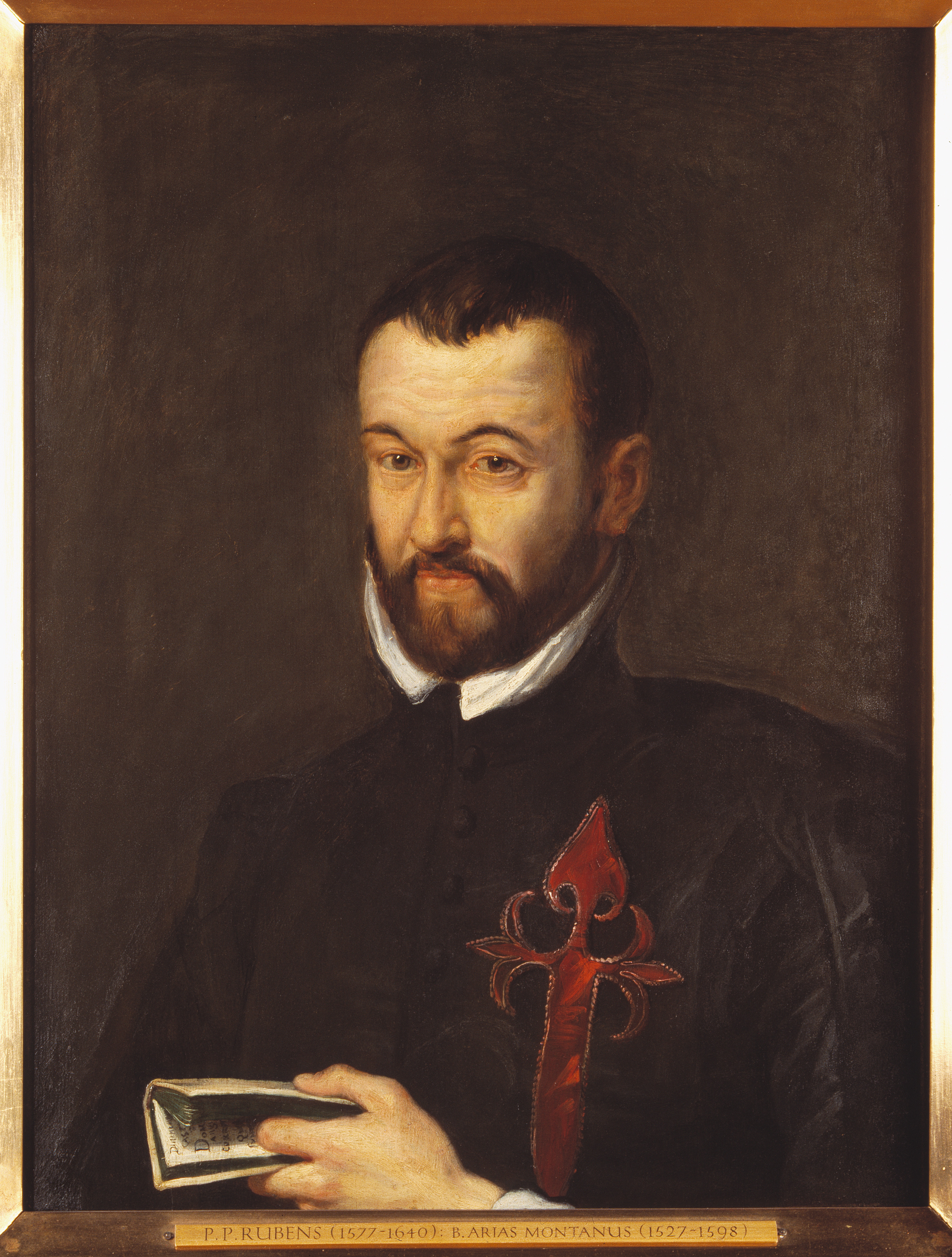
Питер Пауль Рубенс. Ариас Бенито Монтано. Портрет на деревянной панели.

30 марта 1568 года Ариас Монтано, которого король Филипп II отправил в Антверпен надзирать за изданием Библии, получил королевские инструкции и уже 18 мая прибыл на место. В пути на его долю выпало немало испытаний: штормом корабль принесло к берегам Ирландии, и он разбился; Монтано прибыл в Брабант через Англию. Плантен тогда находился в деловой поездке в Париже; в его отсутствие Монтано побывал в Брюсселе и Лувене, заручившись поддержкой светских и духовных властей. Уже в тот период он столкнулся с жёсткой оппозицией испанского теолога Леона де Кастро, который ещё до начала работы обвинил создателей Полиглотты в «иудаизации» и отходе от традиции Вульгаты.
3 мая 1568 года Плантен писал Сайясе, что не имеет оборотных средств после закупки бумаги на печатание Полиглотты и полагается только на обещанную ему королевскую субсидию в 12 000 флоринов; было также неясно, как сложатся отношения с королевским цензором. Однако в следующем письме от 11 июня 1568 года Плантен поместил едва ли не лирические строки, посвящённые Ариасу Монтано — с печатником их связывали с тех пор ещё и дружеские отношения. Но учёный энтузиазм испанца имел оборотную сторону: первоначальный замысел повторить Комплютенское издание заметно преобразился. Антверпенская Полиглотта предполагалась не только как научное издание древних текстов, но и как книга для чтения, однако именно цензоры из Лувена настаивали на включении в Полиглотту словарей и грамматик. В составе редакторской коллегии состояли французские и нидерландские учёные того времени, в том числе мистики и каббалисты: Ги Лёфевр де ла Бодри, Гийом Постэль, Ян ван Горп, Франциск Рафеленг — зять Плантена. В составе редколлегии был крещёный еврей — профессор Лувенского университета Йоханнес Исаак Левита, автор «Еврейской грамматики». Бодри писал в предисловии к шестому тому, что лувенские учёные оказали проекту неоценимые услуги: цензор Гарлемиус в течение трёх месяцев сличал греческий и сирийский текст слово за словом. Всё это срывало построенный план работы, бюджет и распределение производственных мощностей типографии и даже вызывало трения между Монтано и Плантеном, которому оставалось уповать на королевскую субсидию. Впрочем, львиную долю научной работы взял на себя Монтано, который в течение четырёх лет работал по 11 часов в день без праздников и выходных, лично вычитывал каждую страницу корректуры, осуществлял переводы с еврейского и арамейского языков и написал множество научных статей, включённых в издание.

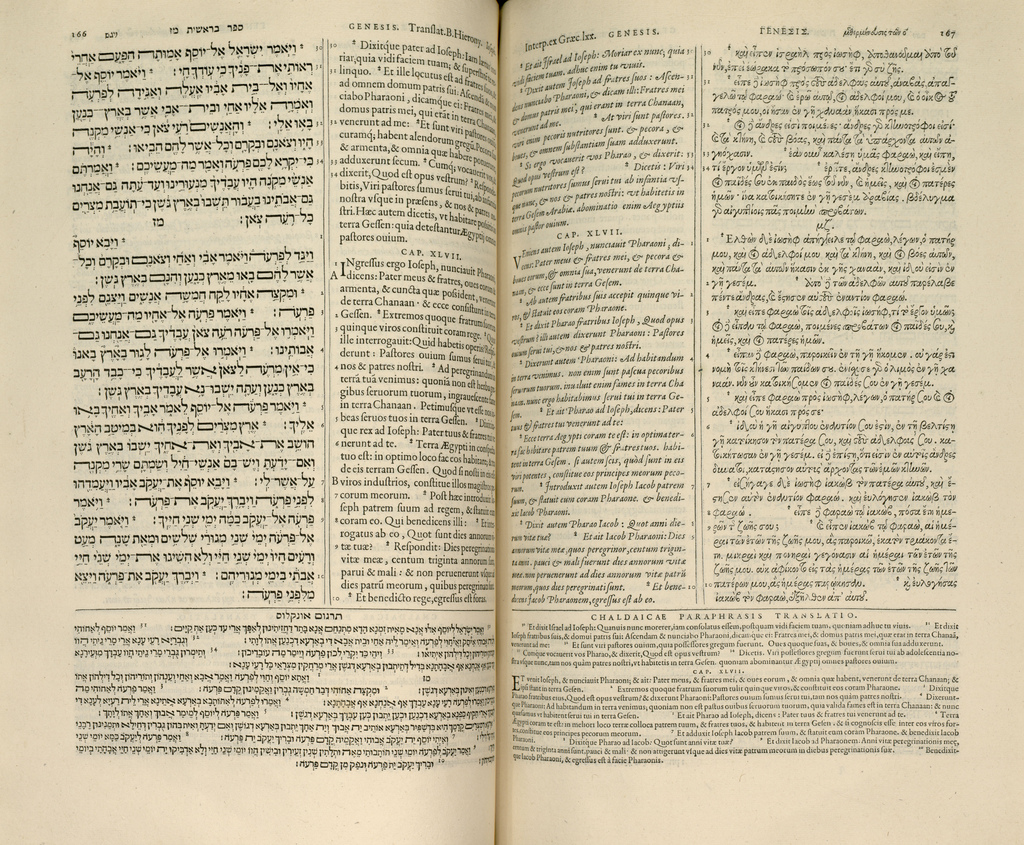
Структура текста Книги Бытия. Слева — Танах с колонкой латинского перевода, справа — Вульгата и Септуагинта. В «подвале» левой странице — Таргум Онкелоса, на правой странице — его перевод

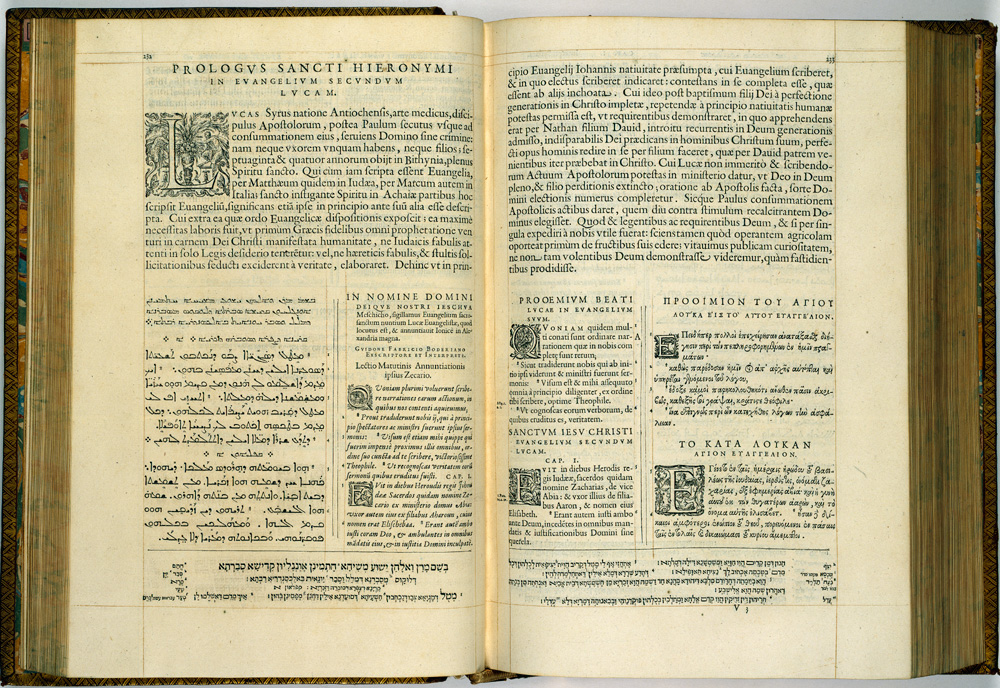
Разворот страниц 232—233 пятого тома с зачином Евангелия от Луки. Вверху страницы на развороте — пролог Иеронима. На левой странице сирийский перевод и его латинский перевод, на правой странице — текст Вульгаты и греческий текст. В «подвале» на развороте — транскрипция сирийского текста еврейскими буквами

14 августа 1568 года наборщик Клаас ван Линсотен начал печатание двух первых дестей первого тома. Полностью том был отпечатан 12 марта 1569 года, после чего работа пошла очень быстро: второй том был напечатан 8 октября того же года. Третий том вышел в свет 8 июля 1570 года, а всего через две недели был готов и четвёртый. Этим было завершено печатание Ветхого Завета. Новый Завет, составлявший пятый том, был готов 9 февраля 1571 года. Остальные тома включали в себя научный и теологический аппарат, что, с одной стороны, увеличивало сроки работы, с другой — заставляло искать папское одобрение для издания. Пий V прохладно отнёсся к испанской инициативе; с началом понтификата Григория XIII, 26 апреля 1572 года, Монтано лично отправился в Рим и смог получить апостольское одобрение 23 августа — это была инициатива короля Филиппа. Злоключения на этом только начались: Коллегия кардиналов объявила, что использованные Мазиусом для комментирования арамейских и еврейских текстов Талмуд и трактаты Себастьяна Мюнстера внесены в Индекс запрещённых книг. В 1574 году, когда вопрос о выходе в свет Полиглотты повис в воздухе, ожесточённую атаку против издателей начал Леон де Кастро. В самом конце года он предстал перед королём в Мадриде и заявил о необходимости полного пересмотра шеститомного издания, поскольку его редакторы предпочитали еврейские тексты латинским, что следовало искоренить и из комментариев и научного аппарата. Король остался глух к его словам, и де Кастро обратился в Инквизицию. Было принято решение, что Инквизиция будет руководствоваться решениями Рима, где всё ещё находился Монтано. В январе 1576 года конгрегация под руководством кардинала Беллармина приняла постановление о первичности латинского текста и невозможности его исправления по каким-либо другим вариантам. Папа Римский Григорий XIII, не желая ссориться с испанским королём, благожелательно настроенным к изданию, передал право окончательного решения испанским богословам.
В Испании главным инквизиционным цензором был назначен Хуан де Мариана (1535—1624), официально это произошло 16 августа 1577 года. Ситуация с изданием Полиглотты была следующая: в отношении текстологии Вульгата осталась невредимой, в предисловиях Монтано также подчёркивался приоритет латинской Библии, но в научном аппарате, статьях и словарях число цитат из Талмуда, раввинических комментариев и прочего превышало число ссылок на Святых Отцов. Мариана пришёл к выводу, что редакционная коллегия была слишком мала, а включение в неё Мазиуса, Бодри и Постэля было ошибкой. Однако никаких доктринальных принципов и канонических постановлений нарушено не было. В общем, цензурного разрешения пришлось ожидать более 10 лет.
Было отпечатано 1200 комплектов Полиглотты стоимостью в 300 гульденов каждый. 13 комплектов были отпечатаны специально для королевской библиотеки на пергаменте. 960 комплектов было отпечатано на французской бумаге из Труа; 200 комплектов — на тонкой бумаге из Лиона форматом фр. raisin (50 × 65 см); 30 комплектов — на бумаге формата «имперского фолио» (50 × 33,8 см); 10 комплектов — имперского фолио из тонкой итальянской бумаги. Отдельный экземпляр имперского фолио с художественно раскрашенными гравюрами и картами, переплетённый в тёмно-багровую кожу, был подарен Плантеном лично Ариасу Монтано, о чём свидетельствует посвящение. Томов с научным аппаратом напечатали только по 600 экземпляров каждый. Всё это требовало колоссальных расходов: только для напечатания 13 королевских пергаментных комплектов понадобилось 16 263 телячьих шкуры, стоимость которых превысила половину суммы королевской субсидии.
С финансовой точки зрения для Плантена издание Библии стало катастрофой. Печатание Полиглотты заняло почти все мощности типографии Плантена: в предприятии было задействовано 18 печатных станков; при подготовке текста в общей сложности было занято 80 человек в течение четырёх лет подряд. Обещанные королём 12 000 флоринов так и остались обещанием; взамен Филипп II принял решение вознаградить Плантена и его зятя Рафеленга пенсионом в размере 400 флоринов. Однако он должен был выплачиваться с доходов от конфискованных в казну поместий нидерландских «еретиков», и поскольку владелец отписанного Плантену поместья оспорил конфискацию в суде, то пенсии печатник так и не получил.

## Королевский прототипограф (1570—1576)

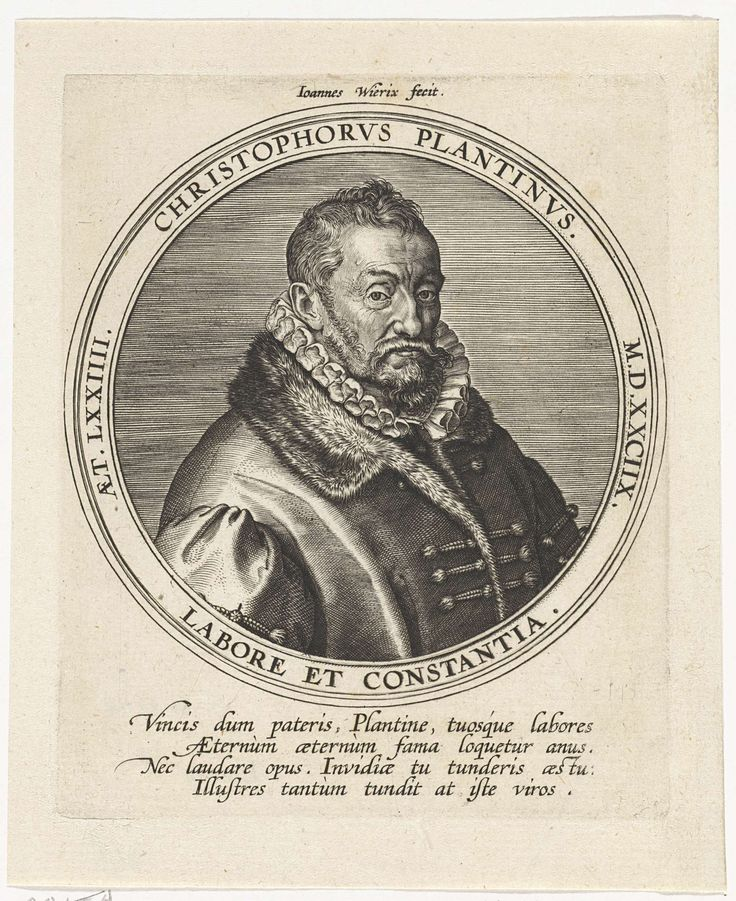
Прижизненное изображение Плантена. Гравюра Яна Вирикса, 1588

Параллельно с изданием многоязычной Библии перед типографией Плантена с конца 1560-х годов вставали новые задачи. Согласно постановлениям Тридентского собора, 9 июля 1568 года Папа Римский Пий V санкционировал издание реформированного Бревиария, монополия на которое была дана римскому печатнику Паулю Мануцию. 14 июня 1570 года монопольные права были переданы другому римскому печатнику — Бартоломео Фалетти. Реформа церковных книг означала колоссальную нагрузку на издателей по всему католическому миру, поскольку нужно было обеспечить церковь достаточным количеством богослужебных книг и молитвенников. Плантен, имевший большой опыт в издании церковной литературы, сразу же осознал коммерческие возможности реформы. Благодаря содействию Гранвелы, который в то время был малинским архиепископом, с января 1569 года Плантен осуществил четыре издания бревиария. 28 июля 1570 года была дана папская привилегия, закреплявшая за «Золотым циркулем» монопольные права на печатание и распространение молитвослова на территории Нидерландов, Венгрии и некоторых земель Священной Римской империи. Пробный лист был отпечатан уже 21 октября, а 24 июля 1571 года тираж отправился адресатам. Сложнее было получить разрешение на печатание Часослова, но к 1572 году типография смогла (с помощью Гранвелы, что обошлось в 225 флоринов) решить эти проблемы; кроме того, были выпущены Октоих и монументальная Псалтирь. В том же 1572 году вышли миссал и катехизис. Тираж этих изданий был исключительно велик по тем временам: в 1569 году было отпечатано 3150 экземпляров Бревиария в восьмую долю листа, и ещё 1500 — в шестнадцатую. Ещё больше возможностей сулило получение королевского права на поставку богослужебной литературы в испанские владения: Плантен в переписке с де Сайясом и Монтано заявил, что сможет выпускать каждые три месяца по 4000 бревиариев и 2000 миссалов. Тем не менее 1572 год закончился для издательства неудачно: из-за Варфоломеевской ночи почти не было покупателей на Франкфуртской книжной ярмарке, а затраты на Королевскую Библию составляли тогда уже около 22 000 флоринов. Хотя для работы на испанский рынок были задействованы все станки, свободные от производства Полиглотты, прибыль от продажи в испанских владениях литургической литературы составила за 1571—1572 годы 9389 флоринов.

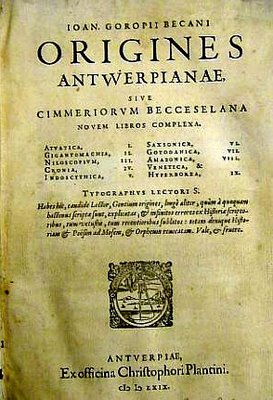
«Антверпенские древности» Бекануса, 1569

На фоне колоссальной занятости печатанием многоязычной Библии и литургических книг, Плантен находил силы и капитал для печатания самой разнообразной литературы, в том числе римских и греческих классических авторов (Еврипида, Катулла, Вергилия), французских и фламандских пословиц, трактата «Антверпенские древности» своего врача и сотрудника Йоханнеса Бекануса, первого исследования Юста Липсия. Огромный размах работ привёл к фактическому подчинению антверпенского рынка для нужд типографии: поставщики бумаги и пергамента работали почти исключительно на Плантена, то же относилось к цехам переплётчиков, а также гильдиям гравёров по дереву и меди, причём не только в Антверпене, но и в Мехелене. В типографии на Камменстраат к 1572 году работало 13 печатных прессов. На фоне этих успехов королевский указ о назначении Плантена Главным печатником Нидерландов (лат. prototypographus) выглядел совершенно естественным.
Назначение Плантена было составной частью плана Филиппа II по установлению надзора над книжным рынком мятежной страны, прежде всего, для искоренения издателей и книготорговцев, подозреваемых в ересях и отложении от католической церкви. 19 мая 1570 года был издан фр. Ordonnance, statut et edict provisionnal du Roy nostre Sire, sur le faict et conduyte des imprimeurs, libraires et maistres d'escolle. Этим ордонансом и вводилась должность прототипографа, в обязанности которого входили как надзор за рынком печатной продукции, так и полномочия утверждать и отрешать от профессии мастеров и подмастерьев типографского дела; естественно, он нёс ответственность за их поведение и содержание их изданий. Собственно, королевский печатник в Нидерландах в то время уже существовал: королевским указом 1560 года им был назначен коллега Плантена Виллем Сильвиус из Антверпена. В тексте ордонанса 1570 года Плантен именовался «нашим дорогим другом» и получал определённые права, закреплявшие за ним фактический статус первого типографа Нидерландов. Однако при этом так и не был решён вопрос о компенсации расходов по изданию Королевской Библии. К присяге Плантен был приведён в Брюсселе перед Шарлем де Тиньяком, главой Тайного совета. В благодарственном письме королю он вежливо осведомлялся о возможности освобождения от налогов на алкогольные напитки в Антверпене и других городах Семнадцати провинций, а также освобождения от повинности постоя. Вторая из этих привилегий была ему предоставлена, но в условиях революции оказалась недействительной. Звание прототипографа также давало Плантену право издания Индекса запрещённых книг и королевских указов, что означало и хорошие отношения с испанскими властями. Ему также удалось ввести экзамены на звание печатника, и в 1570 году за его подписью было выдано 44 удостоверения мастера, а всего до 1576 года их было выписано 62. К 1571 году Плантен при помощи Монтано смог пролоббировать в Мадриде основание в Антверпене королевской типографии и библиотеки. Герцог Альба даже издал соответствующий указ от 21 ноября 1573 года, в котором, в частности, разрешалось открыть при королевской типографии школу печатников и объявлялось строительство особого здания. В результате последующих событий так ничего и не было сделано. В условиях революционных кризисов 1570-х годов Плантен быстро избавился от административных обязанностей прототипографа, а после восстановления испанской власти в Антверпене король так и не подтвердил его полномочий. Для Плантена звание (которое иногда писалось как лат. architypographus) осталось почётным титулом и элементом рекламы его изданий.

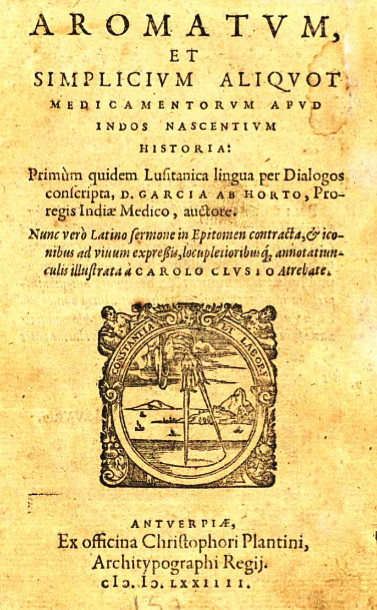
Издание Aromatvm, et simplicivm aliqvot medicamentorvm apvd indos nascentivm historia Гарсии да Орта, 1574

Коммерческий успех литургических изданий позволил Плантену в 1570-х годах расширить ассортимент издаваемой серьёзной литературы. В 1575 году была переиздана в 4 томах In folio «Сумма теологии», а в 1571 и 1573 годах была выпущена Catena Aurea того же Фомы Аквинского. В 1575 году Плантен выпустил комментарий к 12 пророкам Ариаса Монтано и его примечания к Четвероевангелию и латинский парафраз псалмов, а также библейский конкорданс Джорджа Буллока, жившего в Антверпене. Были опубликованы труды Северина Александрийского на сирийском языке с переводом Бодри, а также многочисленные работы всех членов редколлегии Королевской Библии. Иногда такие издания даже приносили коммерческую выгоду: например, 10-томное издание Corpus Juris Civilis 1567 года разошлось в количестве 625 комплектов. В 1575 году Corpus Juris Civilis был издан под редакцией знаменитого французского юриста Луи ле Карона, снабжённый предисловием самого Плантена (250 экз.). За этим изданием последовало издание «Пандектов» в трёх томах и Кодекса Юстиниана с «Институциями» — всего шесть томов. Успешно продавались также греческие и латинские классики: Плантен осуществил издание сочинений Эзопа, Аристотеля, Авзония, Юлия Цезаря, Цицерона, Клавдиана, Демосфена, Еврипида, Горация, Лукана, Овидия, Проперция, Саллюстия, Сенеки, Светония, Тацита, Теренция и Вергилия. Греческие тексты в этих изданиях всегда сопровождались латинским переводом. Среди этого ряда выделялось издание Гезихия, которое было издано по рукописи, подготовленной Иоанном Самбукой.
С 1572 года политическая обстановка не благоприятствовала процветанию типографии Плантена. В 1572 году морские гёзы осуществили блокаду Шельды, знаменовав начало нового этапа Нидерландской революции. Сухопутные передвижения резко усложнились, вновь значительно сократилось количество покупателей книг, причём это произошло в условиях, когда издательство понесло серьёзный урон от издания Полиглотты. Финансовые проблемы ухудшили состояние здоровья Плантена, он жаловался на почечные колики и головные боли. Летом 1572 года Тайный совет в Брюсселе поручил ему эвакуировать из восставших Нидерландов рукописи, которые Монтано привёз из Италии и Испании для издания Полиглотты. Поручение Плантен выполнил, но после окончания миссии остался в Париже под предлогом поправки здоровья. Там же было объявлено о помолвке его дочери Магдалены с бессменным ассистентом Моретусом. Совершив поездку в Руан и Валансьен и приняв наследство от больного П. Порре, Плантен вернулся в Антверпен давать объяснения королевскому секретарю де Сайясу о прекращении поставок в Испанию литургической литературы. В это же время подмастерья и печатники в типографии потребовали увеличить жалованье, узнав, что исполняют королевский заказ. Плантен на это вывел из работы часть станков, что в экономической литературе иногда рассматривалось как пример одного из первых зафиксированных в XVI веке случаев забастовки и локаута; из 46 сотрудников типографии на своих местах остались всего 16 человек. К ноябрю де Сайяс потребовал набрать на работу ещё 10 человек и возобновить исполнение заказа.
К 1573 году в типографии работало столько же людей, сколько и до кризиса, а на 1574—1575 годы пришёлся пик поставок литургической литературы в Испанию на сумму почти 100 000 флоринов. Тиражи достигли следующих показателей: бревиариев — 18 370 экземпляров, миссалов — 16 755, часословов — 9120, книг гимнов — 3200 . К январю 1574 года в типографии работало 16 станков и 55 человек (32 печатника, 20 наборщиков и 3 корректора); в одном из писем к де Сайясу он писал, что до кризиса владел 22 станками и имел 150 работников. Поскольку дом, занимаемый им с 1565 года, оказался слишком тесным, Плантен вложил деньги в покупку новой недвижимости и с лета 1576 года переехал в просторный дом, который с тех пор являлся главной резиденцией фирмы Плантена-Моретуса. Он располагался на Фрейдагмаркт, где в 1562 году был устроен аукцион его имущества; в письме Монтано Плантен сообщал, что приобрёл дом у купца Мартина Лопеса. Дом был вновь переименован в «Золотой циркуль», здесь имелся большой зал для собраний, обширный внутренний двор и сад, печатный и наборный цеха, помещения для просушивания бумаги, библиотека и прочее. Во владении Плантена имелась также книжная лавка у северного портала собора, которой управлял его зять Рафеленг, но фактически делами занималась его жена — дочь Плантена Маргарита.

Резиденция Плантена в Антверпене
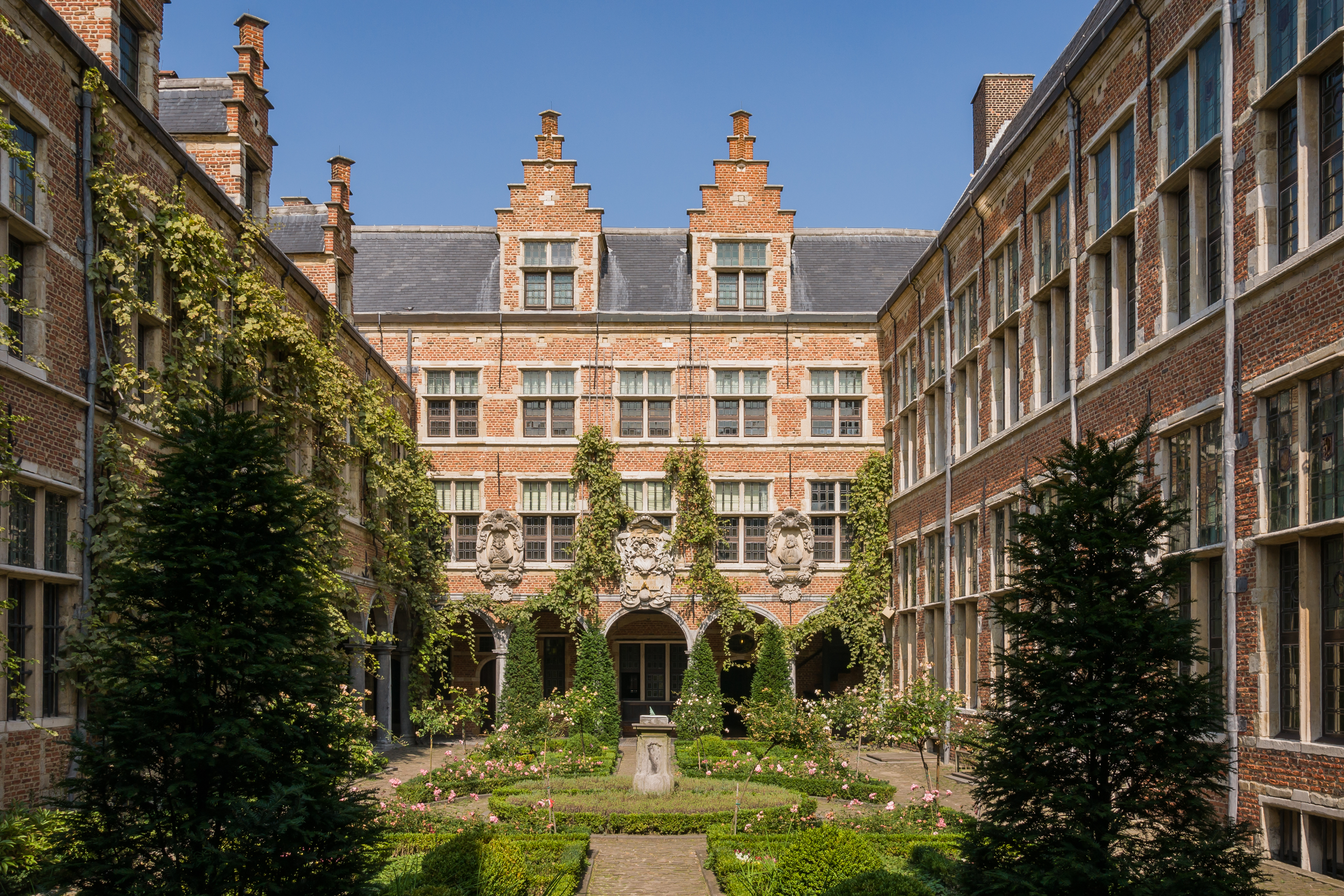
Внутренний двор с садом
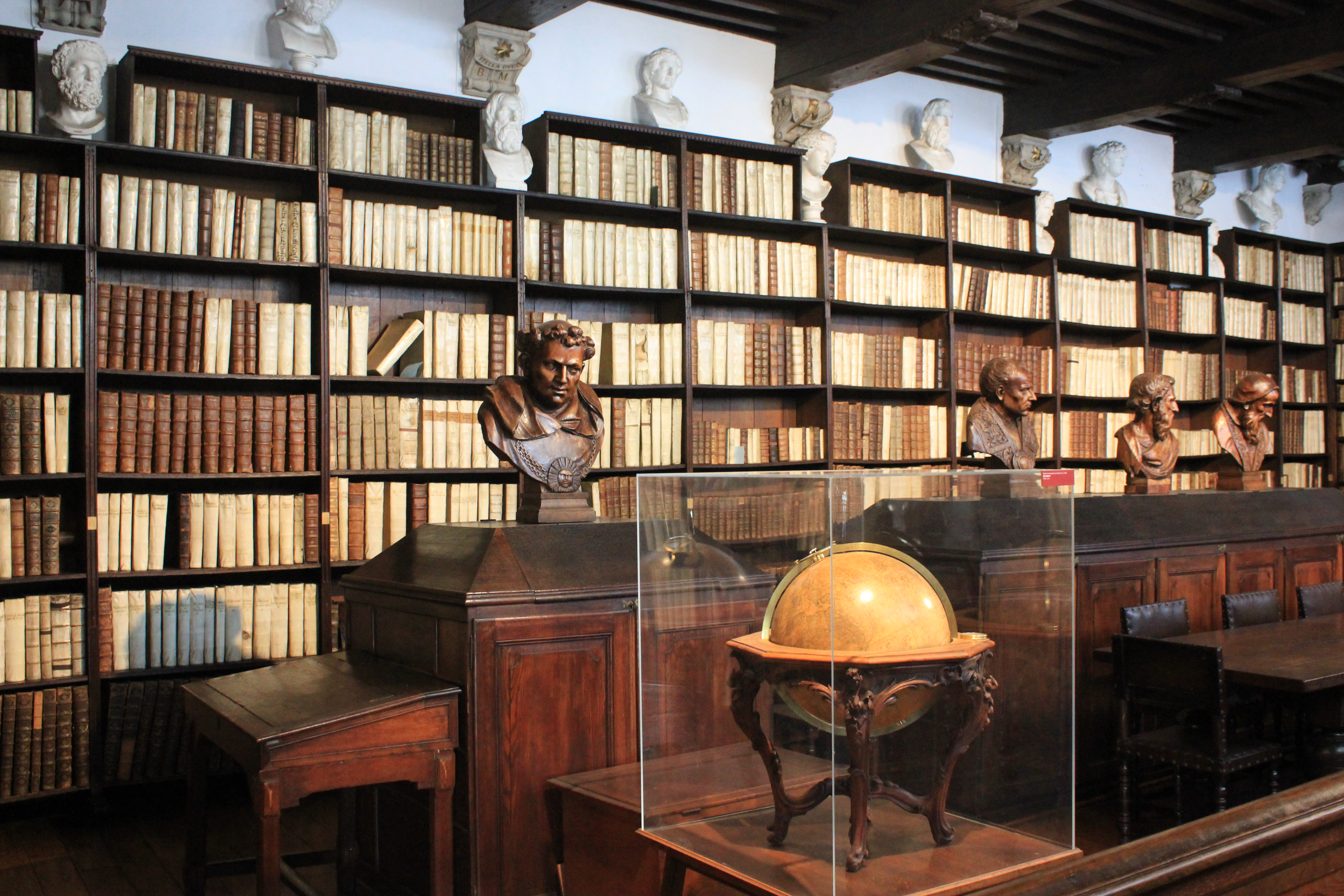
Библиотека
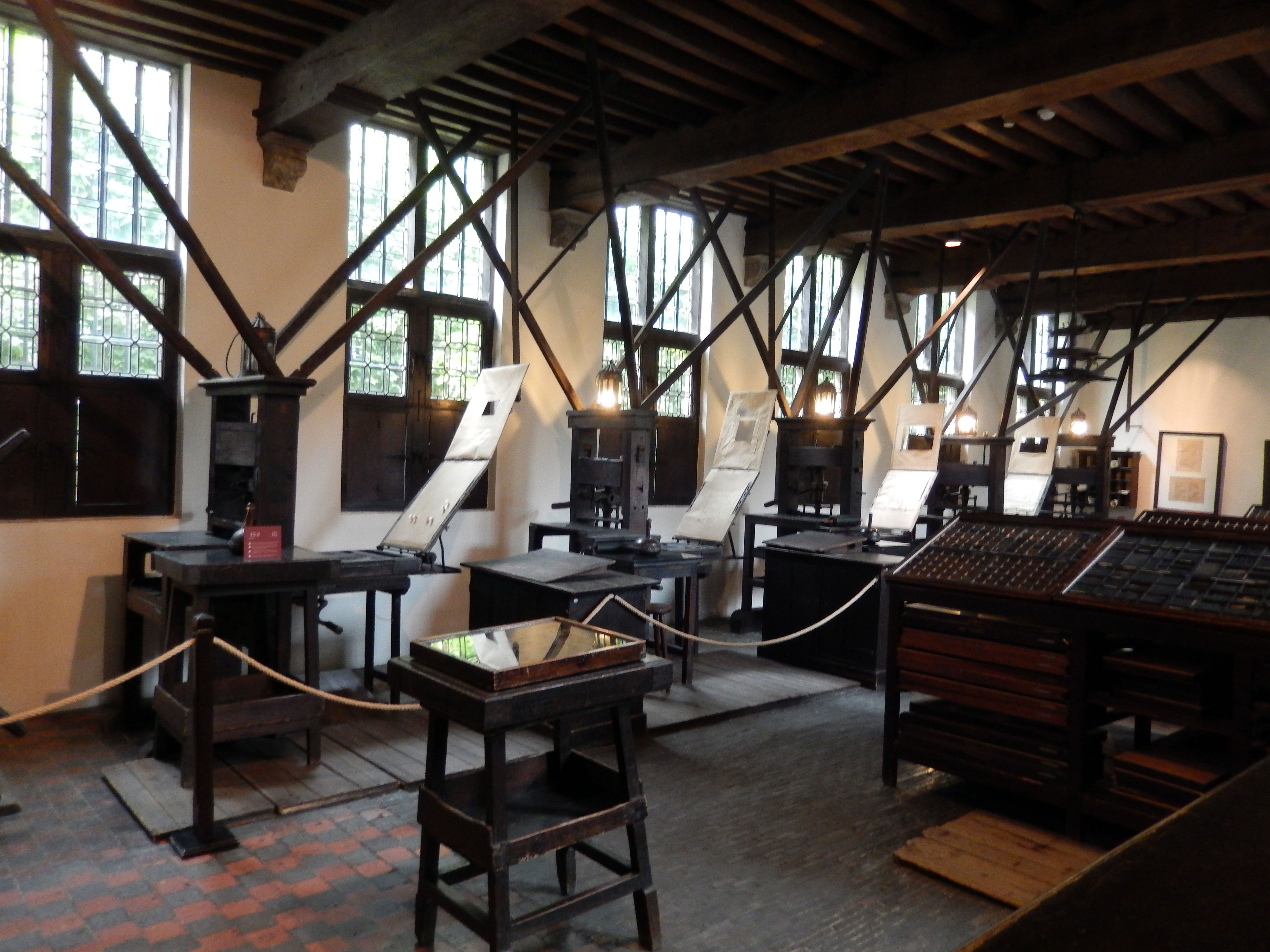
Печатный цех
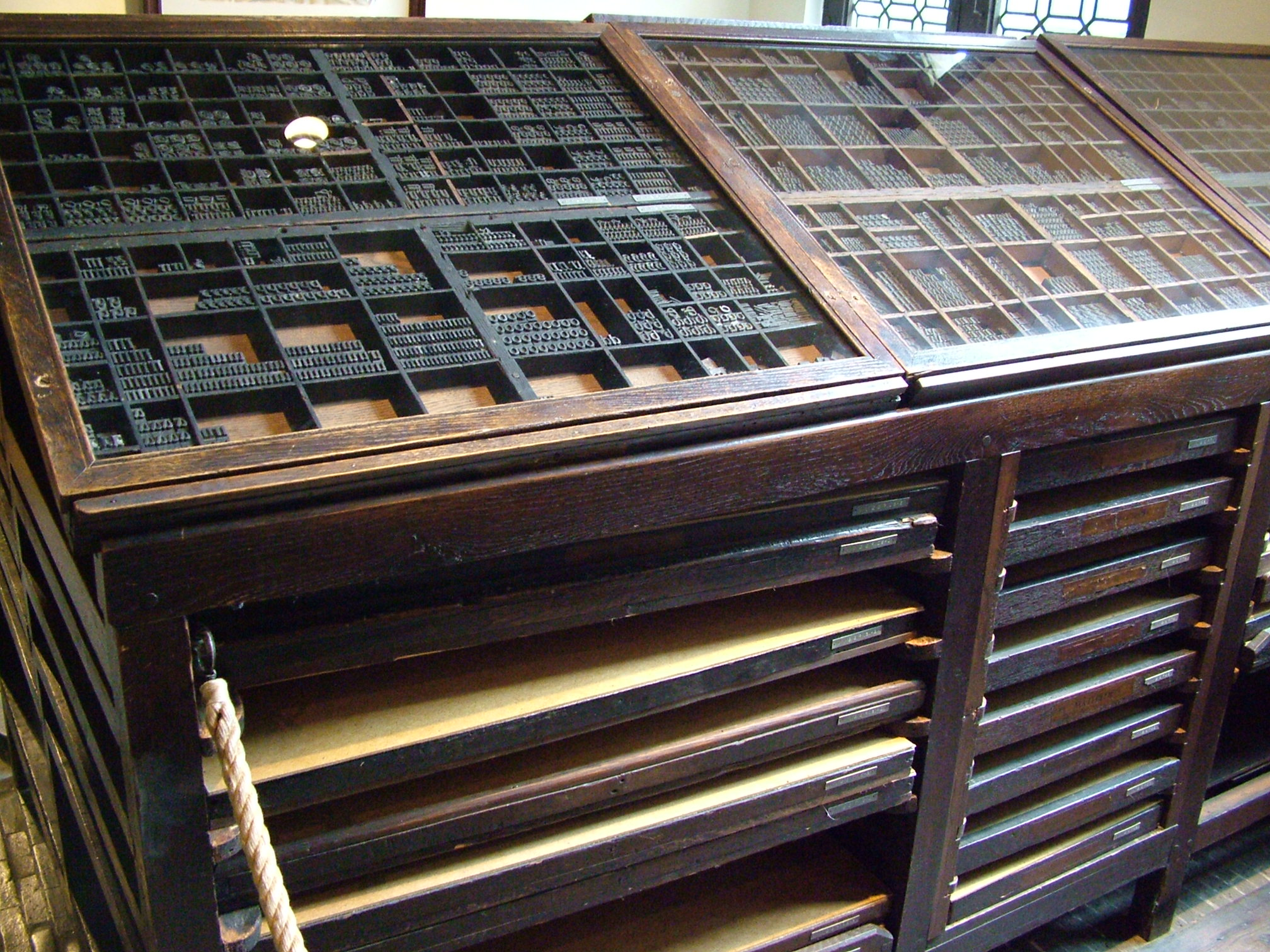
Наборные кассы

## Годы кризиса (1576—1585)

### «Испанская ярость»

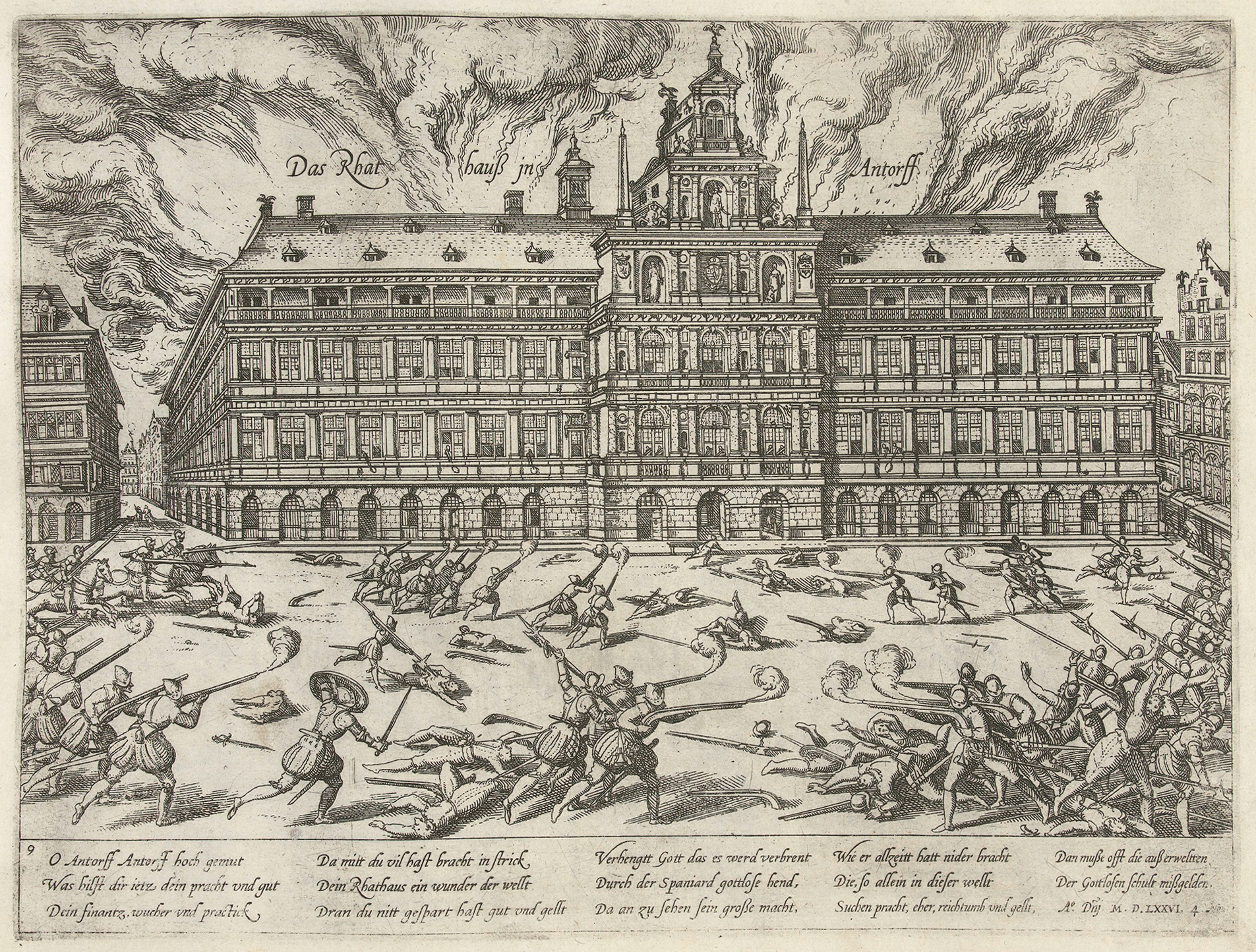
Гротемаркт и ратуша Антверпена во время «испанской ярости»

Политическая обстановка в Нидерландах неуклонно ухудшалась после назначения нового испанского наместника Луиса де Рекесенса, со смертью которого 5 марта 1576 года кризис принял открытую форму. Испанские войска, которым задержали жалованье, объявили о готовности добиться положенных денег силой оружия, что, по слухам, было использовано агентами Вильгельма Оранского. Ненависть населения была направлена в первую очередь против испанцев, которые стремились закрепиться на юге; при этом валлонские полки переходили на сторону восставших, а немецкие наёмники сохранили нейтралитет. Положение в стране прямо отразилось на Плантене: несмотря на дарованные ему привилегии, уже в 1575 году ему пришлось принять испанских солдат на постой, хотя он и предпринял все возможные действия, чтобы от них избавиться, включая письмо королю. В письме иезуиту Бисетиусу от 27 сентября 1576 года Плантен жаловался, что испанские военные блокировали все дороги от Антверпена; торговля встала. Письмо Ариасу Монтано от 11 октября того же года полно тревожных известий: торговля практически встала, пришлось уволить печатников, наборщиков и корректоров, доходы в предшествующие два месяца даже не покрывали издержек. Состоятельные горожане обратились в бегство, но Плантен решил остаться. В воскресенье, 4 ноября 1576 года, испанские войска вышли из городской цитадели и приступили к методичному разгрому города; позднее эти события получили название «Испанская ярость». Погромы продолжались три дня, счёт убитым пошёл на сотни, была сожжена городская ратуша, а жилые дома и склады подверглись систематическому ограблению. По оценкам современников, было сожжено около 800 домов, а ущерб составил не менее 8 миллионов флоринов. О положении семьи Плантенов-Моретусов в ноябрьские дни можно получить представление из журнала, который вёл Ян Моретус, и собственных писем Плантена. За время «Испанской ярости» их собственность трижды подверглась поджогу, девять раз ему пришлось платить испанцам выкуп, жизнь и имущество печатника спас испанский купец Луис Перес. Перес передал печатнику сумму в 2867 флоринов, но потери оказались намного больше: восставшие солдаты украли все наличные деньги, а дальше в домах Плантена разместили 30 солдат и 16 лошадей, что привело к порче имущества. В письме Абрахаму Ортелию от 22 ноября Плантен оценил свой ущерб в 10 000 флоринов.

### Возрождение фирмы

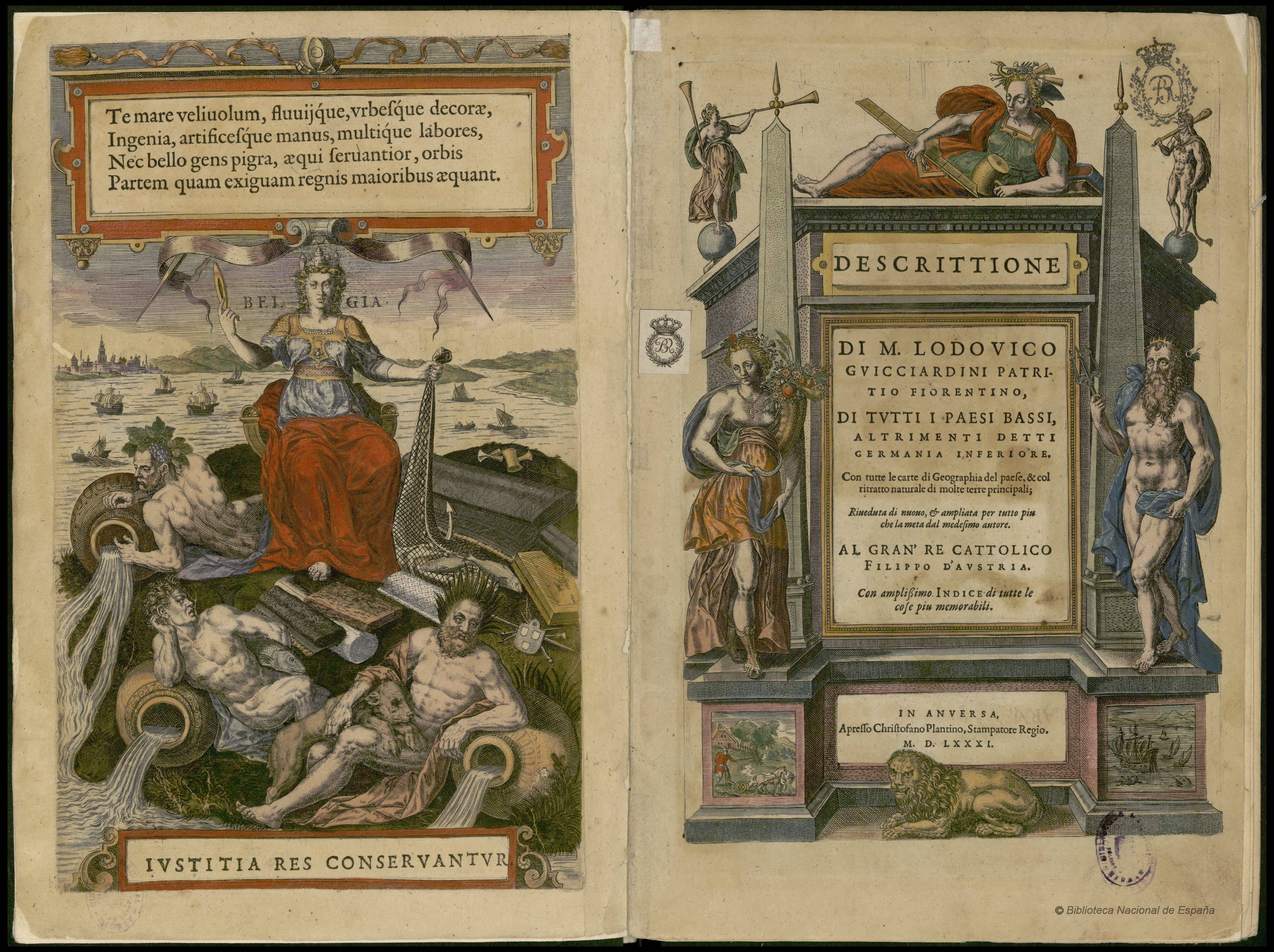
Фронтиспис и титульный лист «Описания Нидерландов» Гвиччардини, 1581

Сразу после погрома, невзирая на потрясение и болезнь, Плантен поехал в Льеж к своему другу Левинусу Торрентинусу — викарию епархии и следующему епископу Антверпена, откуда отправился в Париж (к «брату» Порре), а далее в Кёльн и Франкфурт, рассчитывая как можно быстрее получить деньги для выплаты долга Пересу и возобновления работы типографии. Во Франкфурте типограф встретился со старым компаньоном Карелом ван Бомбергеном, одолжившим ему 9600 флоринов. Он вернулся в Антверпен 15 мая 1577 года. В течение 1577 года Плантену пришлось пожертвовать парижским филиалом своей фирмы: 22 августа был заключён договор с Мишелем Сонню на сумму 5700 флоринов, хотя позднее он утверждал, что продал дом менее чем за половину стоимости. Пришлось продать и несколько печатных станков; Рафеленг и Моретус в отсутствие тестя работали на единственном станке и только к его возвращению ввели в строй ещё два. Ариас Монтано прислал из своего жалованья 40 гульденов — Плантен отдельно поблагодарил его письмом от 3 мая 1577 года. Тем не менее, к 1579 году фирма вновь возродилась, в строй были введены 6 печатных прессов, и Плантен смог окончательно выкупить дом, в котором жил и работал уже 3 года; в июне того же года он начал пристройку отдельного крыла для печатного цеха. К началу 1583 года у Плантена работало 10 печатных станков. К 1581 году у Плантена было 3 дома в Антверпене и загородное поместье, которым он последовательно дал имена «Железный», «Деревянный», «Медный» и «Серебряный циркуль». Во многом это стало возможно из-за восстановления испанских заказов на литургическую литературу; а в 1578 году Плантен восстановил переписку с де Сайясом, который обеспечил печатнику право на печатание официальных документов. Именно на время политического кризиса пришлось наибольшее число изданий, которые обеспечили славу Плантену-печатнику: ботанические труды Додунса, Клузиуса и Лобеля, «Описание Нидерландов» Гвиччардини и первый атлас земного шара — Theatrum Orbis Terrarum, сочинения Юста Липсия, французская Библия 1578 и латинская Библия 1583 годов.

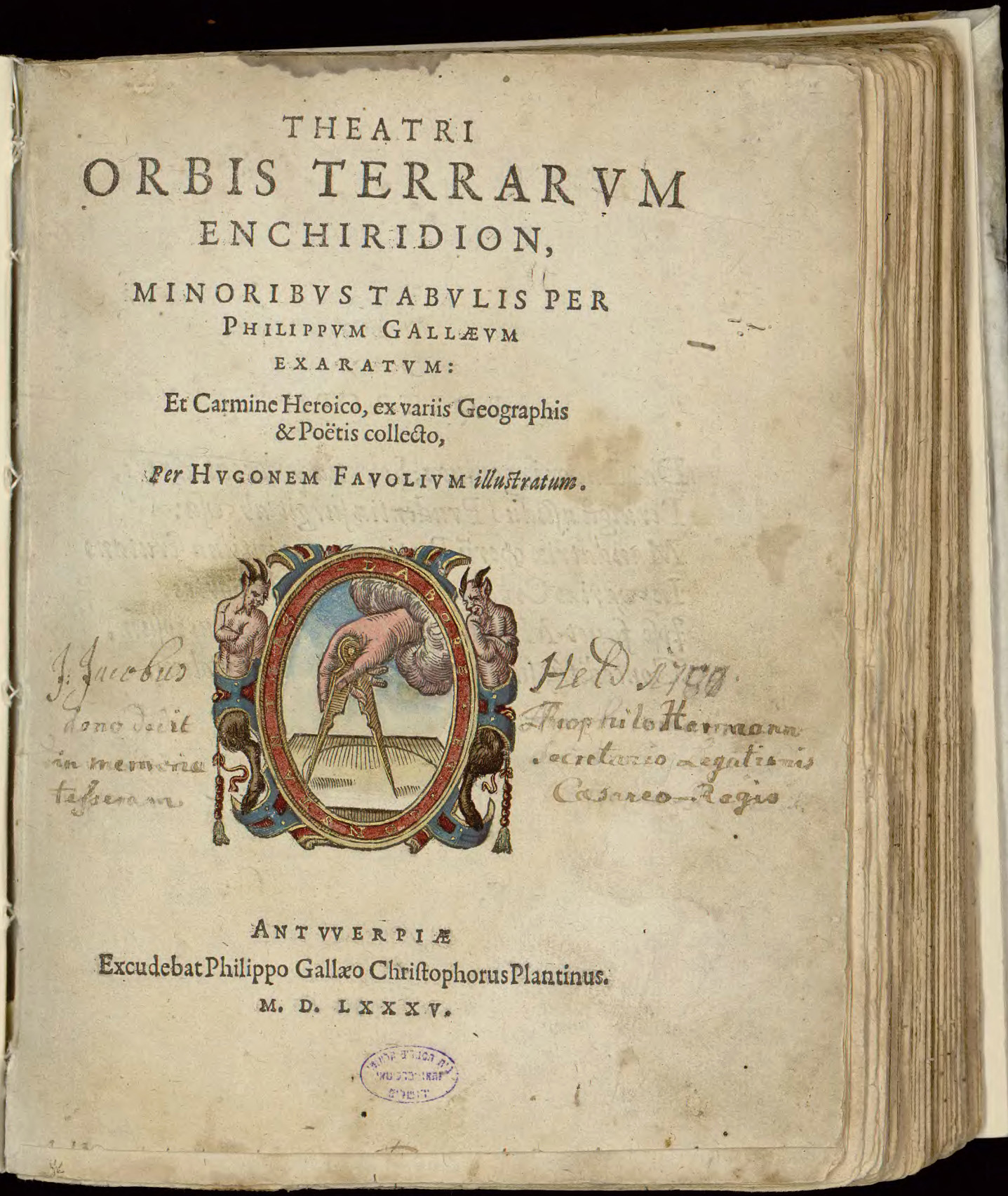
Титульный лист «Theatrum Orbis Terrarum», 1585

Одновременно Плантен осторожно налаживал связи с правительством независимой части Нидерландов; 29 апреля 1578 года он получил официальное право стать архитипографом Генеральных штатов с монополией на печатание официальных ордонансов и прочего. В доносе на имя Филиппа II Хуан де Варгас (бывший член «Кровавого совета») сообщал, что в типографии Плантена «печатаются все виды еретических бумаг, и на них тратится столько же сил и внимания, как на печать Священного Писания». Это соответствовало действительности: из типографии Плантена вышел эдикт Генеральных штатов об утрате Филиппом II своих прав на Нидерланды и другие подобные документы. Опубликовал он и «Кратчайшую реляцию о разрушении Индий» Лас Касаса во французском переводе (фр. Tyrannies et cruautéz des Espagnols, perpetrées és Indes Occidentales). Однако, печатая антииспанскую литературу и документы повстанцев, Плантен не ставил на титулы этих изданий своей марки — они выходили под именем Франциска Рафеленга. Переписка кардинала Гранвелы выходила под именем его подмастерий Гийома де ла Ривьера и Корнелиуса де Брюина. Ещё начиная своё дело, в 1555 году, Плантен запретил своим сотрудникам под страхом штрафа и увольнения выносить за пределы типографии отпечатанные страницы или корректуры и рассказывать, какие работы там ведутся. С 1581 года эти меры были ужесточены, а размер штрафа был поднят до фламандского фунта, то есть 6 флоринов; все сотрудники типографии подписывали на этот счёт особое соглашение. Результатом стало то, что участие Плантена в издании ряда нидерландских кальвинистских сочинений оставалось неизвестным почти три столетия.
Переписка с де Сайясом полна раздражённых упоминаний на неисполнение испанской стороной своих финансовых обязательств и одновременно заверений в верности католическому монарху; все действия в пользу повстанцев объяснялись финансовыми причинами и необходимостью жить при существующей в городе власти. В предисловии к изданию сочинений Блаженного Иеронима 1578 года Плантен прямо писал, что думал перевести свою типографию из Антверпена или вовсе закрыть дело, но ходатайства городского магистрата и его друзей заставили его одуматься. В 1578 году Плантен вновь совершил поездку в Париж, где король Генрих III предложил ему через Понтюса де Тияра остаться во Франции и получить пост Королевского печатника с жалованьем 200 экю золотом. Судя по переписке с де Сайясом (письмо от 20 декабря), эта затея провалилась из-за противодействия испанского двора. Однако Плантен в 1580 году посвятил французскому королю четвёртый том сочинений Бекануса, вышедших посмертно. В 1581 году Плантен получил предложение стать официальным печатником герцога Савойского Карла Иммануила; в собственноручном ответе от 13 января 1582 года он писал, что склонен согласиться, если герцог полностью погасит его долги. Герцог ответил согласием и просил прислать смету. 31 декабря 1583 года все его требования были удовлетворены, и тем не менее Христофор Плантен ответил отказом. В тот же самый день Плантен отправил и письмо-увещевание королю Испании на 12 страницах, в котором писал, что получил от королевской службы лишь огромные потери. Печатание литургических книг он оценил в 50 000 флоринов, которых так и не возместил. По Антверпенской Полиглотте он всё ещё оставался должен 2500 флоринов по процентам, а «Большой Антифонарий» обошёлся в 36 000 флоринов, и так далее.

### Отъезд в Лейден и возвращение

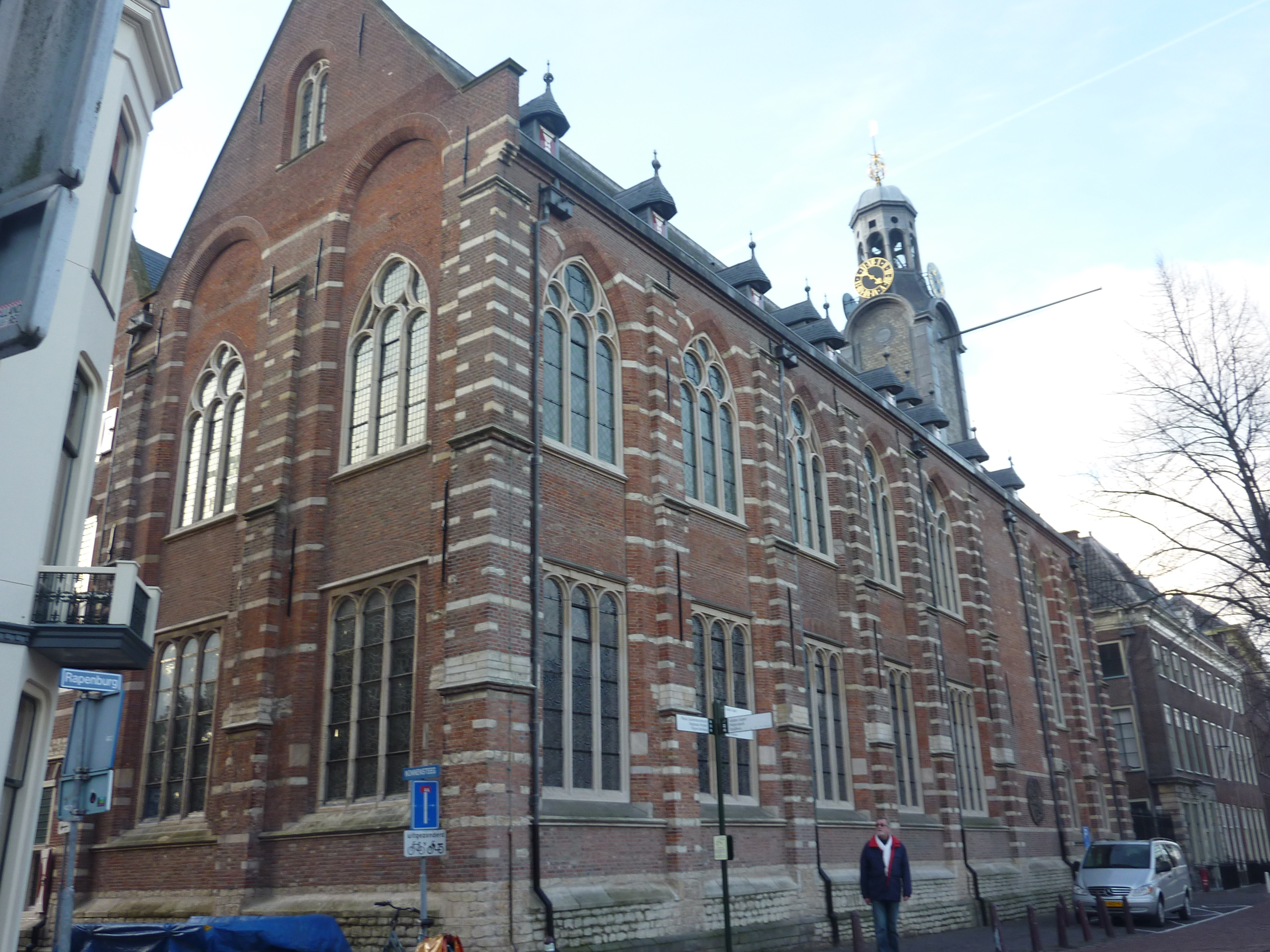
Лейденский университет

Лишившись тыловой базы в Париже, в эпоху смуты Плантен, хотя и пытался держаться в стороне от политических противоречий, должен был думать о запасных вариантах. 3 ноября 1582 года датирована сделка, зарегистрированная в магистрате Лейдена: в этот день Плантен купил за 3000 флоринов два дома и землю, на которой они построены, у Дивер ван дер Лаэн, вдовы Генрика ван Ассенделфта, на улице Бристраат, причём ещё 29 октября печатник писал ботанику Клузиусу об этой сделке как о свершившемся факте. Ещё раньше в городе открыл свою аптеку Кретьен Порре — сын названого брата Плантена Пьера Порре. Примечательно, что залог за приобретаемую недвижимость внёс испанец-католик Луис Перес. Основанный в 1575 году Лейденский университет, после кончины своего официального печатника Виллема Сильвиуса и отстранения его сына Карла в 1582 году, предложил эту должность Плантену за жалованье 200 флоринов в год. Назначение произошло 1 мая 1583 года, но официально университетским печатником он стал именоваться только с мая 1584 года.
С 1583 года Плантен перебрался в кальвинистский Лейден, оставив управление делами в Антверпене своим зятьям Рафеленгу и Моретусу. С собой он взял три печатных станка и получил от университета право открыть рядом с его зданием книжную лавку. Причины столь резких перемен, особенно после предложения савойского герцога, неясны, сохранилось также крайне мало документов о жизни и работе Плантена в Лейдене. Л. Воэ наиболее вероятной причиной называл усталость печатника от потрясений предшествующего десятилетия и желание восстановить силы в университетском городе. Огромную поддержку печатнику оказал Юст Липсий, преподававший в университете с 1578 года, — в частности, в контракте был пункт, что типограф не будет принуждён печатать книги и документы, противоречащие его католической вере. Первоначально, по-видимому, Плантен рассчитывал провести в городе несколько месяцев, но в итоге остался на два года. Расчёт оправдался: с июня 1584 года началась осада Антверпена испанскими войсками, и основным центром деятельности фирмы Плантена стал Лейден. Первой книгой, опубликованной фирмой «Золотого циркуля» в Голландии, стала «История голландских графов» А. Барландуса. В целом за два года было осуществлено около 30 изданий, в том числе «Морское зерцало» Янзса с 23 гравированными морскими картами, а также множество трудов Липсия. Самым успешным было издание «О постоянстве», которое впоследствии выдержало более 80 переизданий. В основном это были политически нейтральные сочинения, за единственным исключением: в 1585 году был издан памфлет, опровергавший права Филиппа II на португальский престол: лат. Explanatio veri ac legitimi juris quo serenissimus Lusitaniae rex Antonius ejus nominis primus nititur ad bellum Philippi regi Castellae, pro regni recuperatione inferendum («Разъяснение об истинном и легитимном, каковым счастливейший португальский король Антоний является, коего имени сияние прежде войны с Филиппом, королём Кастильским, царственного достоинства возвратить долженствует»).

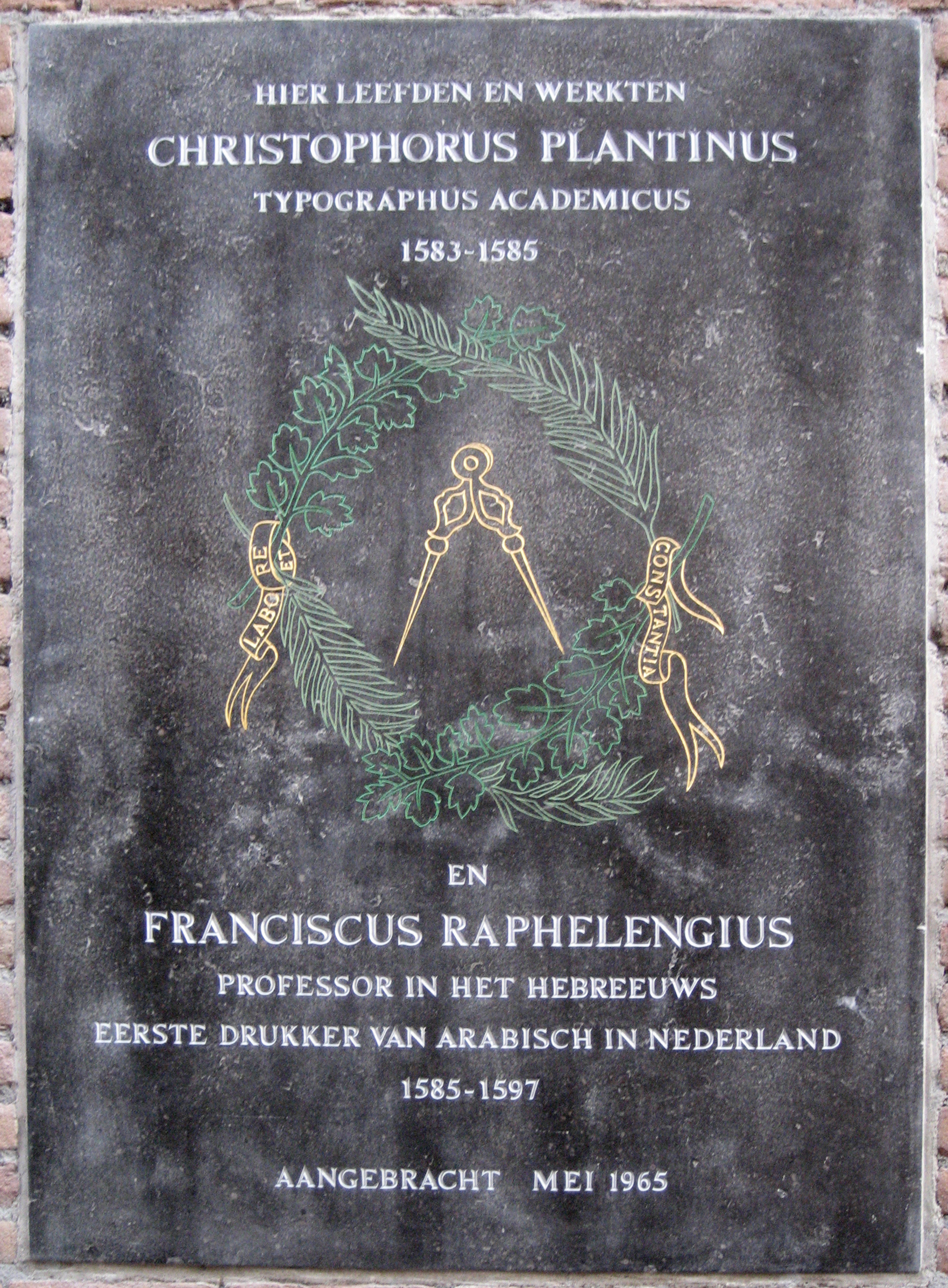
Мемориальная доска в Лейдене, установленная в честь Плантена и Ф. Рафеленга

В Лейдене Плантен возобновил знакомство с Лодевейком Эльзевиром, который работал в его типографии с 1565 по 1567 годы, но, будучи кальвинистом, был вынужден покинуть город. С 1580 года он держал в Лейдене книжную лавку, которую Плантен снабжал продукцией своего издательства. Эльзевир, однако, сильно задолжал печатнику, и это стало причиной долгого разбирательства.
С 1585 года Плантен стал готовить своё возвращение в Антверпен. По-видимому, он так и не стал своим в кальвинистской среде, не слишком успешно шли и дела. Ещё в 1584 году он на короткое время вернулся в Брабант, откуда проехал на Франкфуртскую книжную ярмарку, причём из-за военных действий отправился туда морем через Гамбург. После окончания ярмарки он переехал в Кёльн, где узнал о капитуляции Антверпена перед войсками герцога Пармского. В Кёльне он встретился с кардиналом Гранвелой — старым своим покровителем, который пытался убедить Плантена переселиться в этот город. Однако Плантен вместе с Луисом Пересом решился немедленно выезжать, отправившись в Нидерланды через Льеж, в котором его друзья также недоумевали по поводу желания вернуться в разорённый город. Власти обеспечили им защиту и сформировали конвой из 30 возов, сопровождаемых солдатами. В октябре 1585 года он вернулся в Антверпен.
Первым же актом Плантена в Антверпене было обращение к настоятелю собора Вальтеру ван дер Стегену об аттестации верности типографа Римско-католической церкви. Соответствующее письмо дал ему и викарий Льежа. Копия этого аттестата была отправлена Ариасу Монтано в Мадрид, чтобы засвидетельствовать лояльность Плантена испанской власти. После этого в Лейден был отправлен Ф. Рефеленг, чтобы возглавить заработавшую там типографию и управлять имуществом. В следующем году он возглавил кафедру еврейского языка в Лейденском университете, а с 3 марта 1586 года получил звание печатника этого университета и прославился изданием трудов по востоковедению. Его фирма именовалась лат. Officina Plantiniana apud Franciscum Raphelengium и печатала почти исключительно учебную и академическую литературу.

## Последние годы. Кончина (1585—1589)

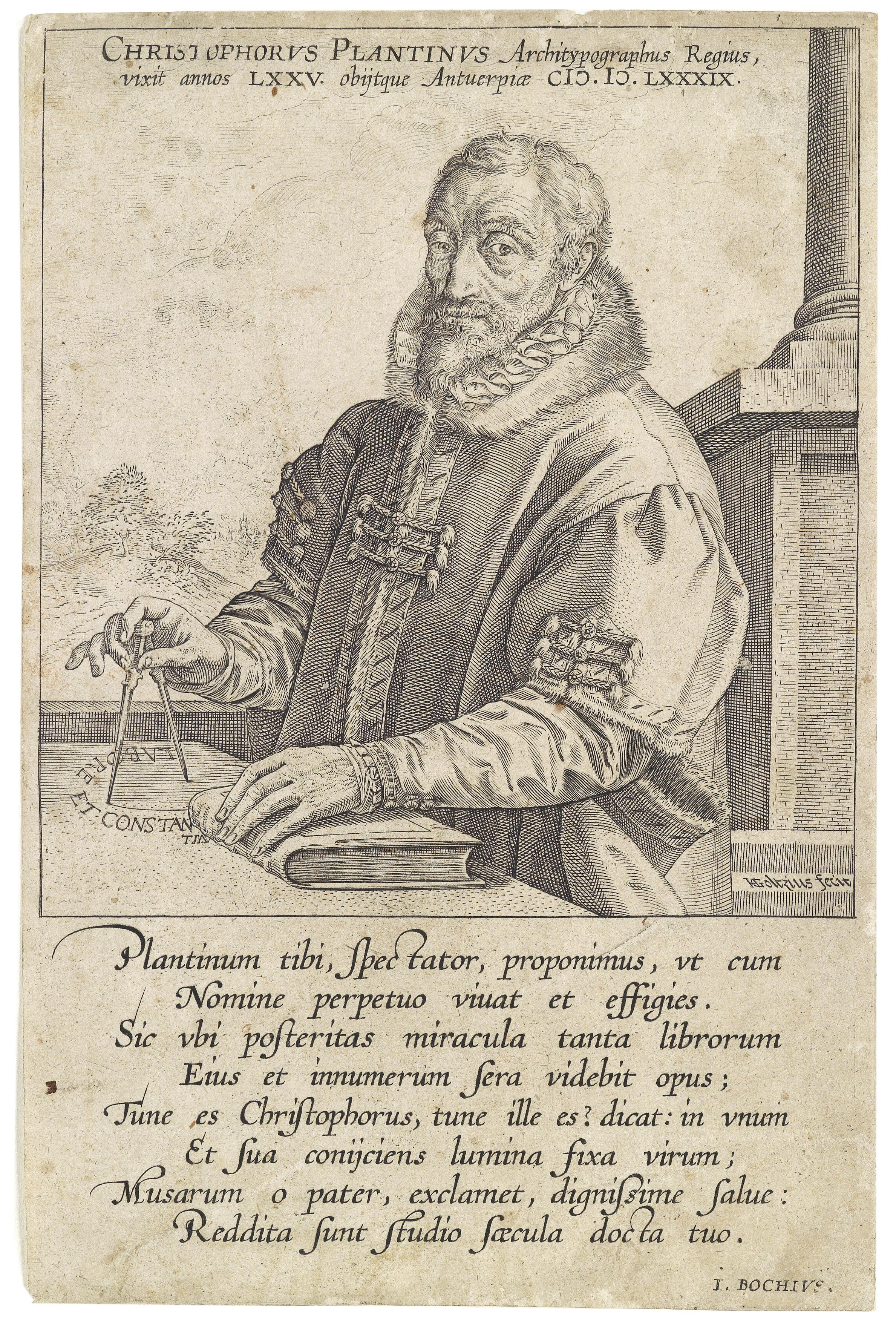
Хендрик Гольциус. Портрет Плантена, опубликованный в поминальном сборнике Epigrammata funebria ad Christophori Plantini architypographi regii manes, 1590

Итоги возвращения Плантена в Антверпен были неутешительными: благосостояние города значительно сократилось, типография почти не имела заказов. В доме Плантена осталось всего 4 печатных станка, из которых в работе был задействован всего один; соответственно, сократилось число рабочих. Де Сайясу Плантен писал о недостатке бумаги, краски и оборотных средств, поскольку все материалы подорожали вдвое-втрое. Шельда была блокирована, по выражению Л. Воэ, Антверпен оставался «прифронтовым городом». В марте 1586 года по пути на Франкфуртскую книжную ярмарку был похищен торговый агент Плантена — Ян Дресселер, и за него пришлось платить выкуп. Небольшое облегчение наступило в октябре 1586 года, когда магистрат Антверпена, учитывая положение типографии и нежелание Плантена перенести дело в другое место (в том числе в Рим), определил ему пенсион в 300 флоринов. Во Франкфурте удалось занять 12 000 флоринов под 4 % годовых и под залог шрифтов и матриц; кроме того, в Латинском квартале Парижа неплохо распродавались карманные издания римских классиков, что вызвало многочисленные заказы на их переиздание. Продажей изданий Плантена во Франции занимался купец-комиссионер Жан Кордье, он же поставлял бумагу из Бургундии и Лотарингии. В следующем, 1587 году, во Франции возобновилась гражданская война между Генрихом Наваррским и Католической лигой («Война трёх Генрихов»), что резко усложнило связь с Испанией и привело к потере парижского рынка. Письма издателя полны пессимизма, он осознавал, что печатня больше не возродится в прежней славе; он вернулся к положению начала 1550-х годов, когда работал по мелким частным заказам, о чём писал де Сайясу. Тем не менее, объём производства постепенно возрастал и был доведён до 40 изданий в год (при шести станках и 22 сотрудниках), причём Плантен, несмотря на многочисленные жалобы в письмах, осуществлял подчас рискованные проекты, например, выпустил испанскую версию Theatrum Orbis Terrarum Ортелия за свой счёт, новое издание Гвиччардини на итальянском языке и прочее. Именно в этот период открылся филиал фирмы Плантена в Саламанке, основанный Яном Пельманом; контракт при этом был подписан с Моретусом, а не с самим главой дома.
В начале 1589 года Плантену удалось добиться единовременной выплаты 1000 флоринов от правительства Филиппа II, что сам типограф называл «милостыней». Однако здоровье Плантена ухудшалось день ото дня, он страдал от колик, и с 1586 года все дела в фирме и фактически, и юридически вёл Ян Моретус. Ещё 27 февраля 1587 года он получил королевскую привилегию на право немедленного перехода к нему прав на дело, в случае кончины Плантена; одновременно он без вступительных взносов и испытаний был принят в Гильдию Святого Луки. 28 мая 1589 года, вернувшись с мессы, Христофор Плантен почувствовал такую слабость, что вынужден был лечь в постель, с которой уже не поднялся. Хотя сохранились рецепты и записи его врачебного осмотра, практически невозможно установить точный диагноз. Через восемь дней его поразила сильная лихорадка, но ещё 19 июня он был в состоянии писать, хотя и малоразборчиво. Епископ Антверпена Торрентинус и духовник — монах-иезуит Маттиас — не скрывали от него, что конец близок. В противоположность тому, что он выражал в письмах, на смертном одре Плантен выказывал стойкость духа и практически не жаловался; он оставался в полном сознании до самого конца. Скончался он в первом часу 1 июля 1589 года, успев дать благословение всем членам своей семьи; перед самой смертью он призвал имя Иисуса, как свидетельствовал его наследник Ян Моретус.

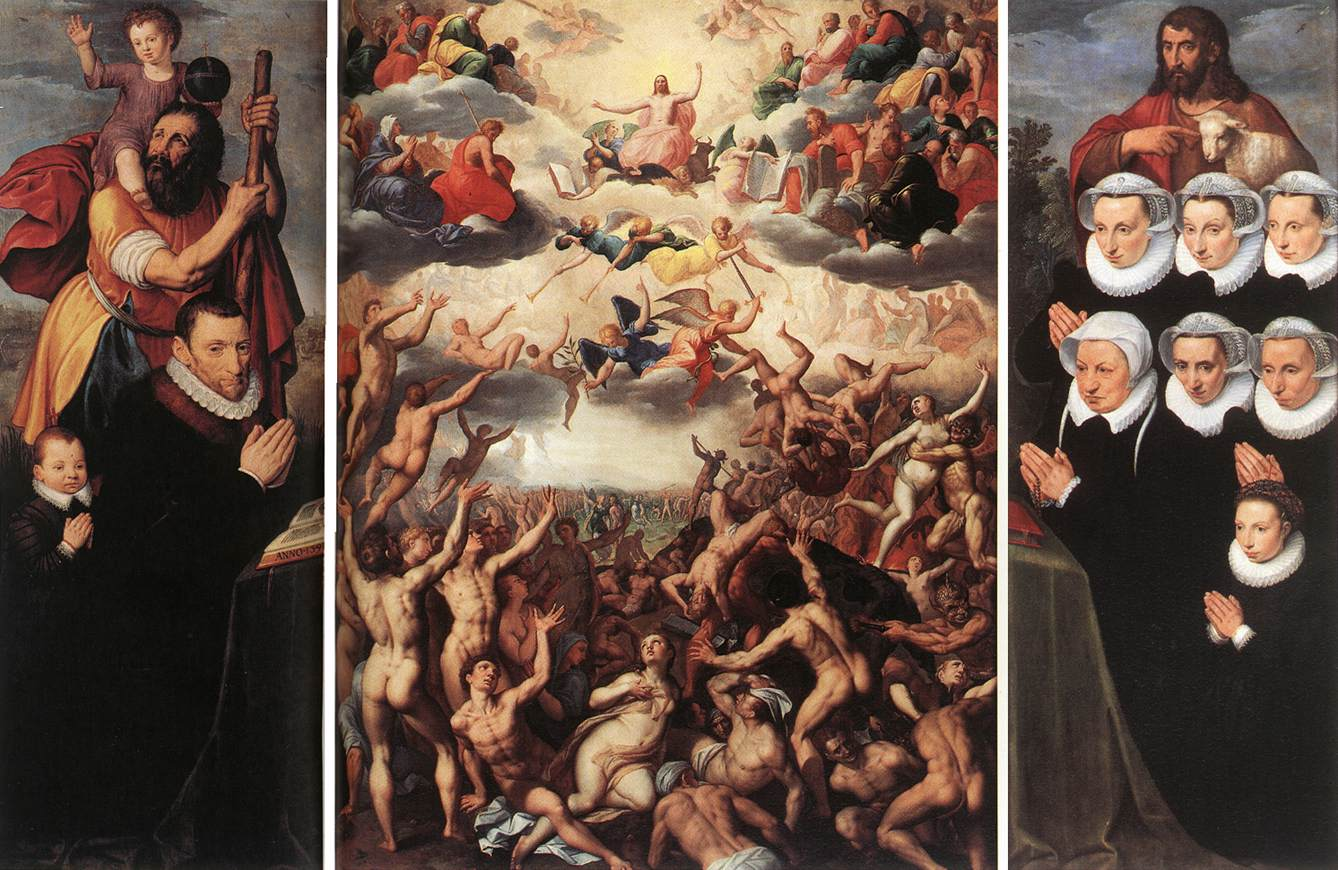
Якоб де Бакер. Триптих над захоронением Плантена в Соборе Антверпенской Богоматери

Похороны прошли через 4 дня в Антверпенском соборе. В 1591 году семья поместила рядом с могилой посвятительную табличку и триптих, эпитафия была написана Юстом Липсием. На триптихе были помещены портреты Плантена с рано умершим сыном, жены — Жанны Ривьер и дочерей; на центральной панели был изображён Страшный суд. В 1798 году надгробие было уничтожено, но дом Моретусов восстановил его в неоклассическом стиле в 1819 году. На могильном камне было помещено изображение циркуля и девиз «Трудом и постоянством». В 1590 году издательство выпустило мемориальный сборник, составленный сотрудниками и учёными типографии — Иоаннсом Бохиусом, Михаэлем Айцингером, Корнелисом Килианом, и зятем печатника — Франциском Рафеленгом.
После похорон Плантена начались имущественные споры между его наследниками. Плантен по завещанию, составленному ещё в Лейдене в 1584 году, передавал всё своё имущество равными долями своим пяти дочерям и жене, но с условием сохранения дела и содержания типографии в целости. После смерти всех перечисленных персон имущество целиком переходило в руки Яна Моретуса и его наследников. Однако зять печатника сразу же занялся управлением фирмой, что вызвало недовольство Рафеленга, чувствовавшего себя обделённым (он не был упомянут в завещании, поскольку перешёл со всей семьёй в кальвинизм). Моретус в результате всех разбирательств отдал своим родным денежные доли, оставив за собой «Золотой циркуль» и дом на Пятничном рынке, а также все деловые обязательства. Стоимость типографии в феврале 1590 года была оценена в 18 000 флоринов, две пятых от этой суммы достались Моретусу и его жене, остальные — вдове и двум дочерям — по одной доле, и Рафеленгам — всё имущество, оставшееся в Лейдене. Поскольку были ещё отпечатанные книги, хранившиеся в Антверпене, Лейдене, Франкфурте и Париже, М. Роозес — хранитель Музея Плантена — оценивал общее наследство Плантена в 135 000 флоринов. Вдова Плантена — Жанна Ривьер — сразу отказалась от своей доли, но добавила к соглашению ещё один пункт: типография должна остаться в собственности семьи и носить имя Плантена. Она скончалась 17 августа 1596 года и была погребена в одной могиле с мужем. После её смерти Моретус стал издавать книги без упоминания Плантена, но принял решение сохранить «Золотой циркуль» в неприкосновенности.

Наследники Плантена
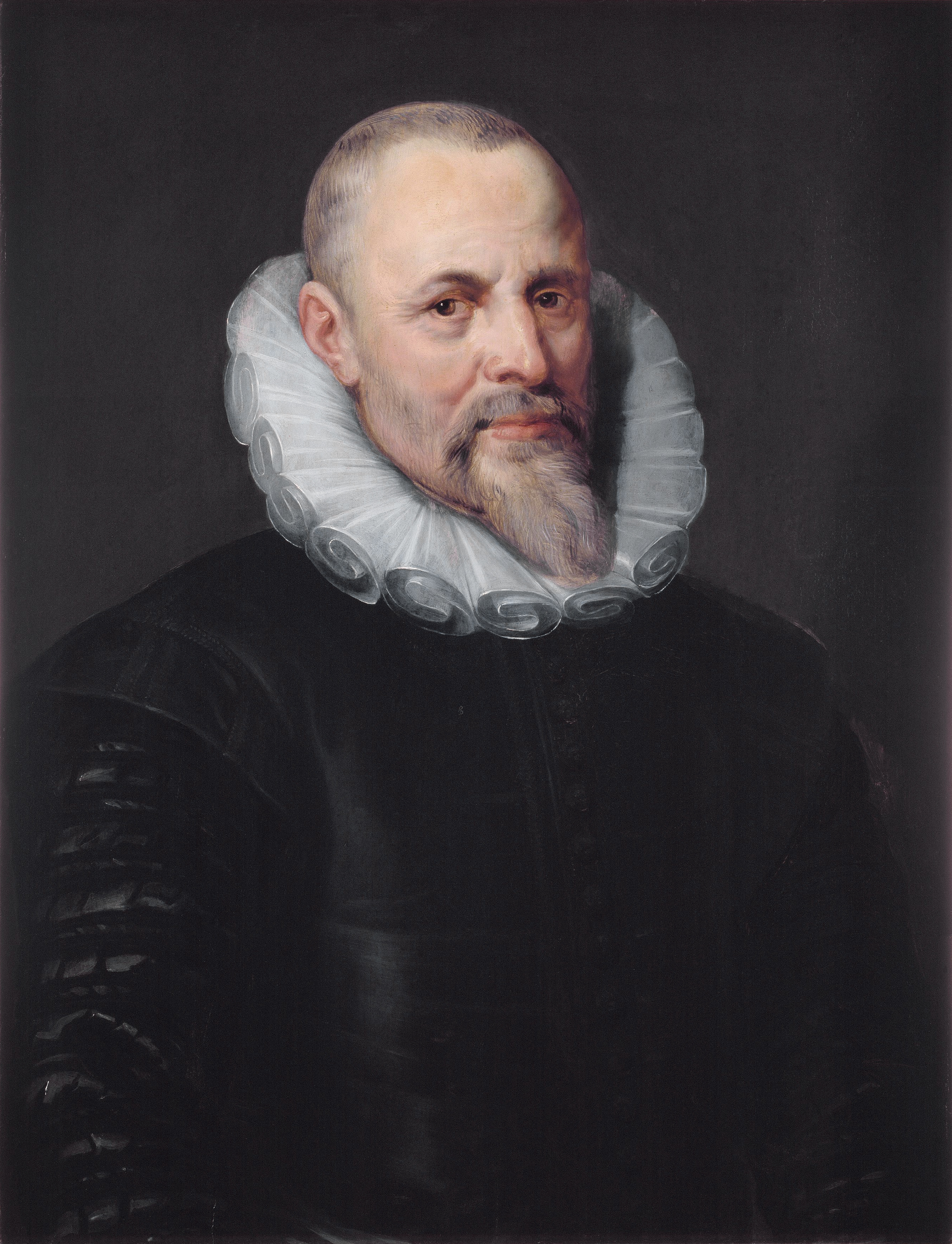
Ян Моретус — зять
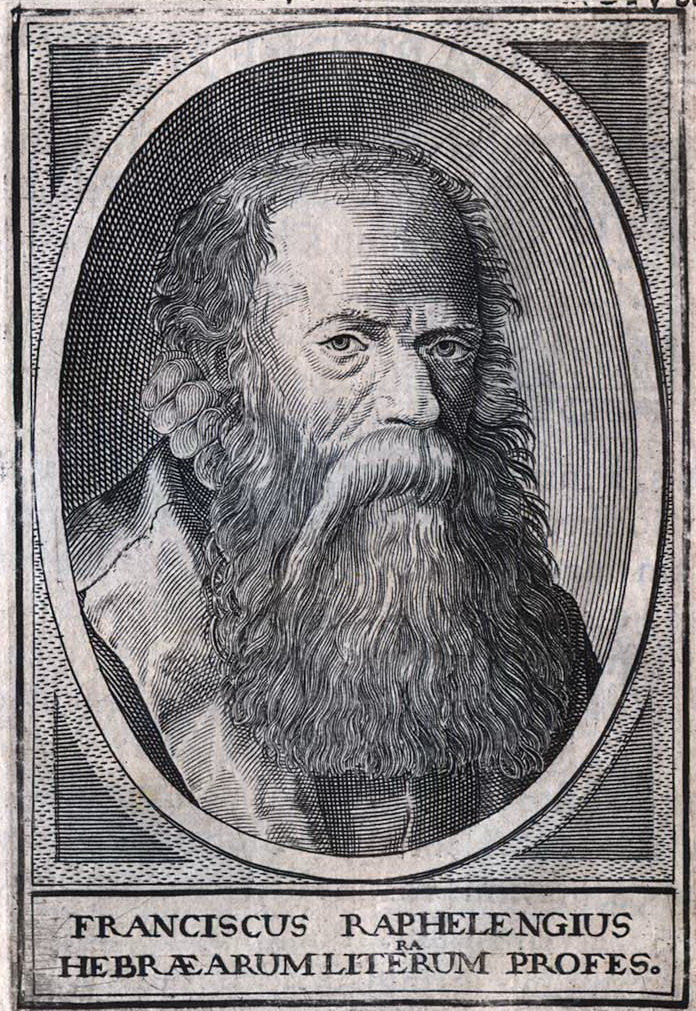
Франциск Рафеленг — зять
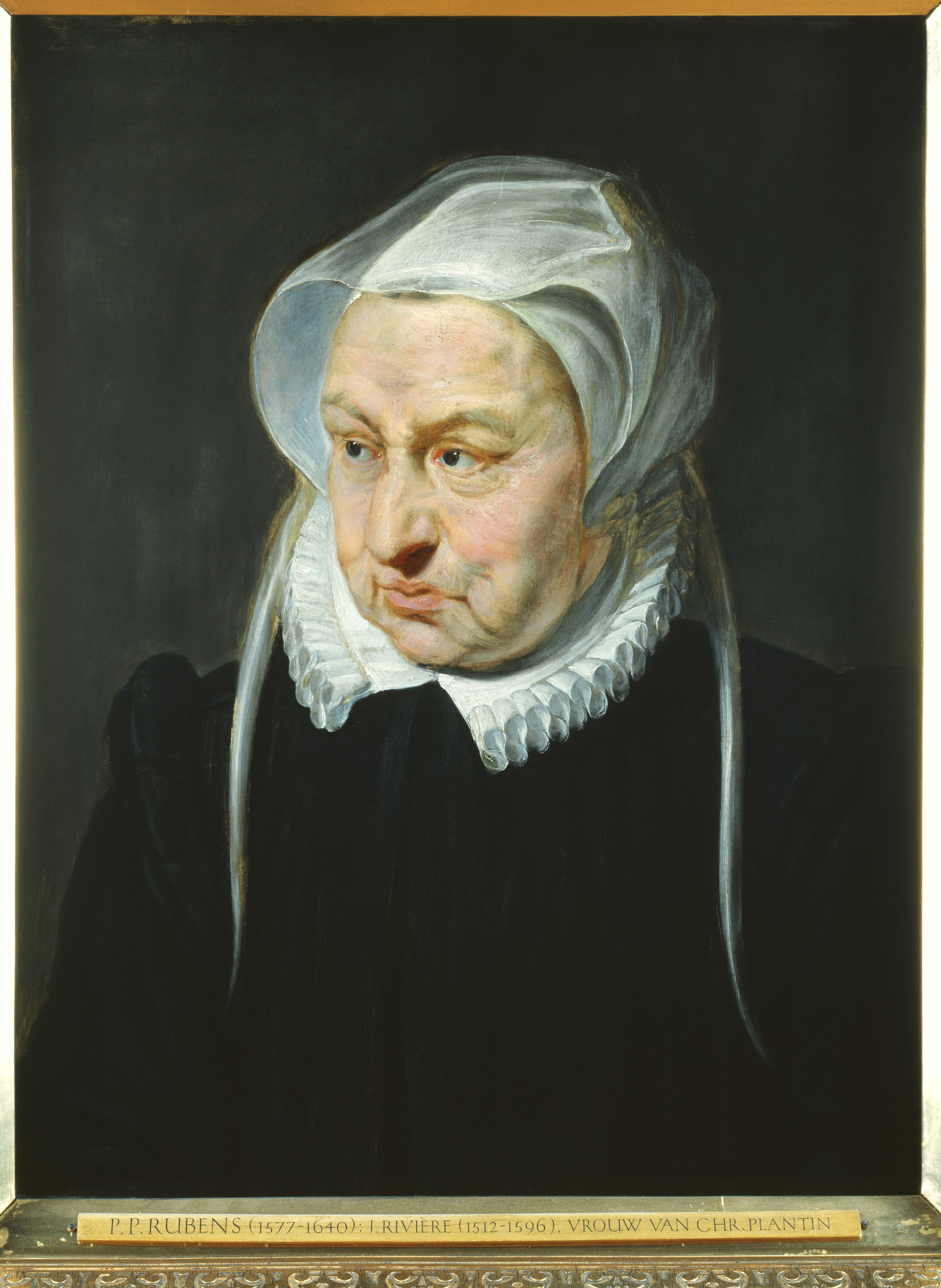
Жанна Ривьер — вдова
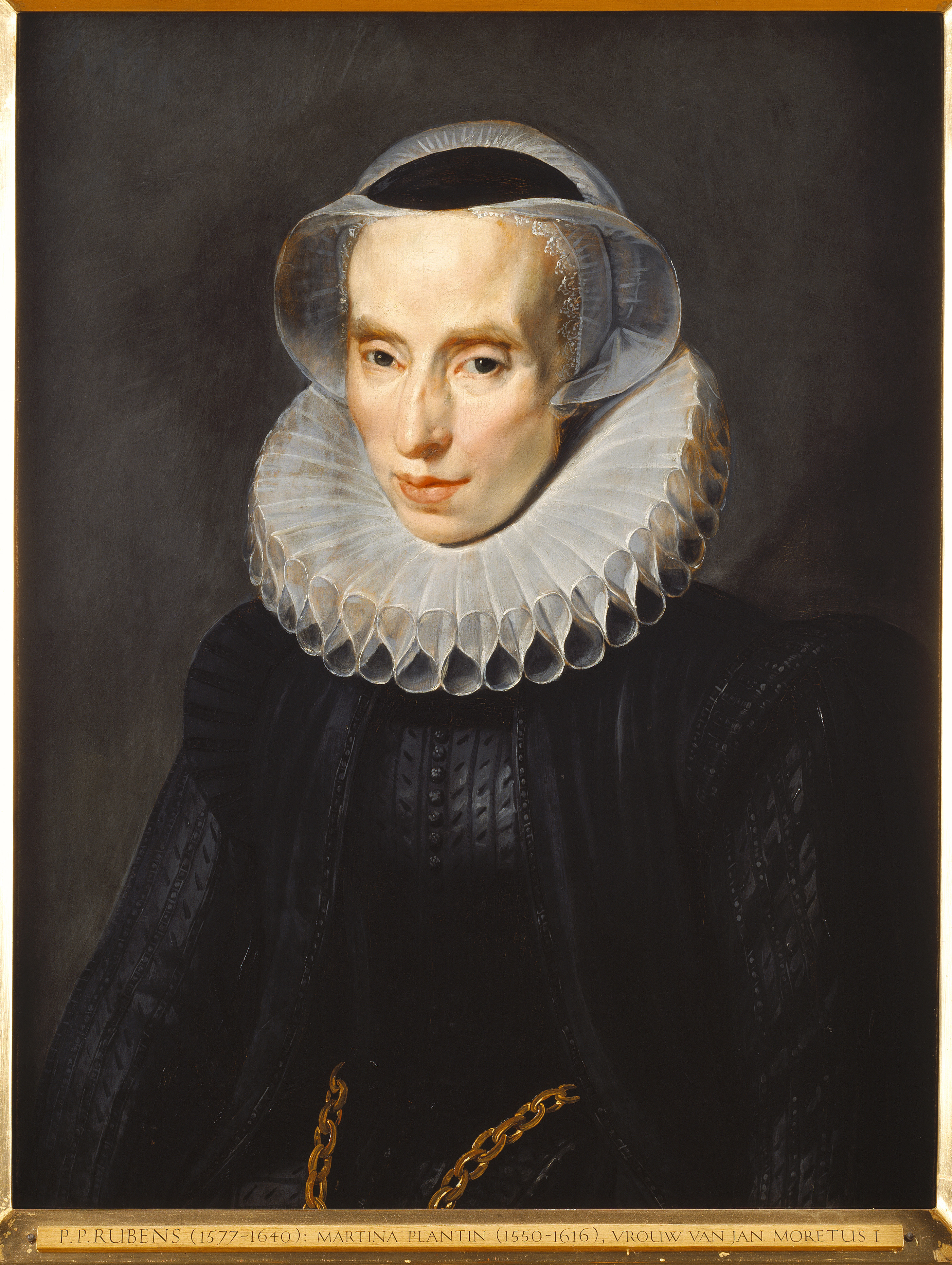
Мартина Плантен-Моретус — дочь

## Плантен — предприниматель

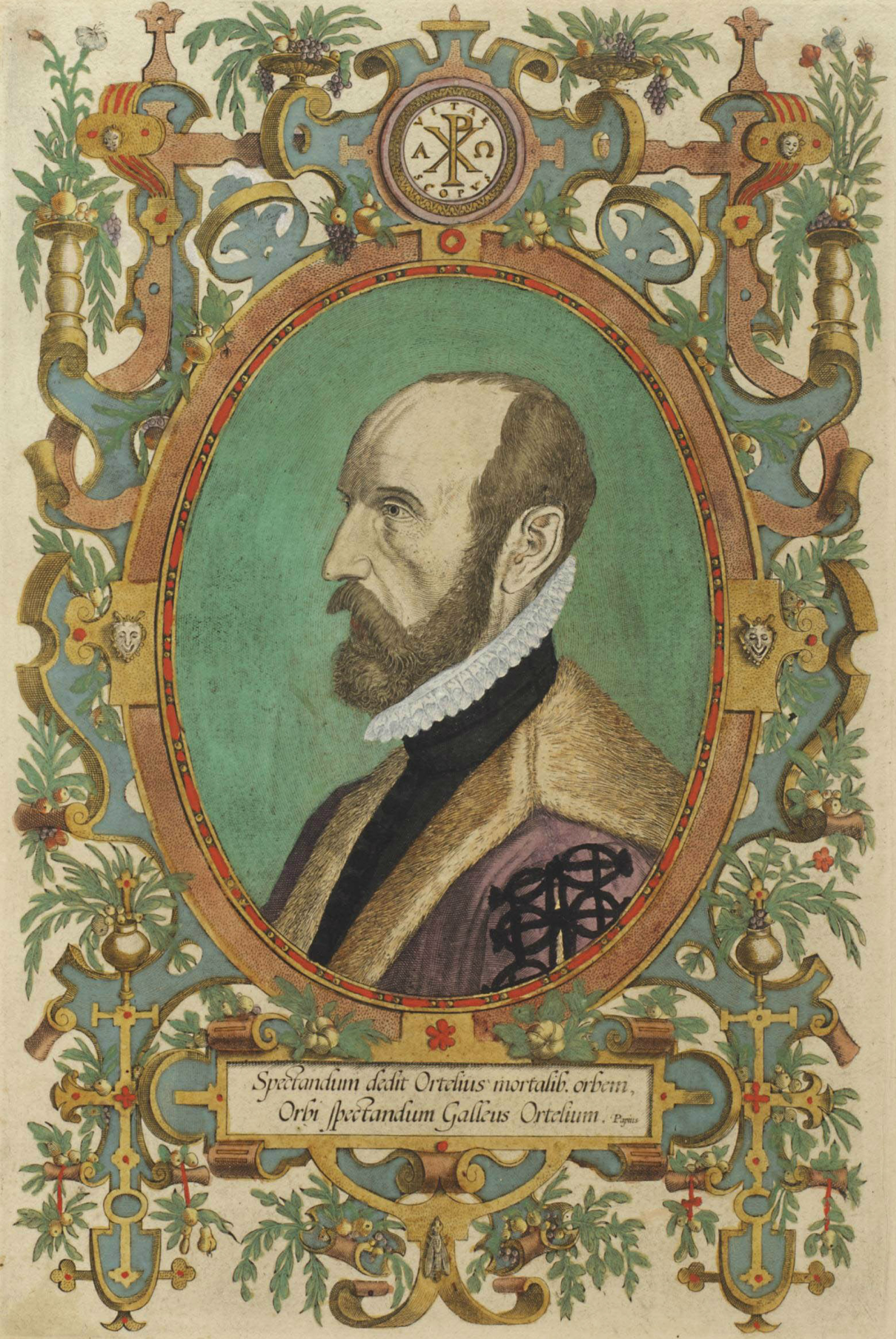
Титульный лист французской версии атласа Ортелия Theatre de L’Univers contenant les cartes de tout le monde, 1587

Хотя Плантен обычно рассматривается в историографии как печатник, издатель и книготорговец, он активно занимался другими видами производственной и торговой деятельности, не имевшей прямого отношения к литературе. Его торговый дом приносил значительную часть прибыли, а в первый период жизни в Антверпене был основным источником доходов. Обычно он занимался реализацией книг, гравюр и карт других издателей, тогда как его жена и дочери занимались торговлей шёлком и бархатом. Кроме того, Э. Кунер отмечал, что Плантен торговал полотняным товаром, фруктами и винами, производимыми во Франции. Занимался он и поставками по индивидуальным заказам, например зеркал, изделий из кожи и прочего. В торговом Антверпене, расположенном на пересечении морских путей, немалый доход приносила продажа навигационных инструментов и карт, тогда же распространилась мода на глобусы. С 1559 года партнёром Плантена стал Герард Меркатор, который до 1589 года реализовал в его магазинах 1150 карт и глобусов, стоимость которых могла достигать 24 флоринов. Занятиям торговца способствовала большая цена на инструменты: только приехав в Антверпен, Ариас Монтано купил астролябию за 40 флоринов, что, по его оценке, было втрое дороже, чем в Испании. Навигационные инструменты изготавливались для Плантена в Лувене домом Арсения; они изобрели астролябию, совмещённую с компасом.
Хотя Плантен публиковал карты Меркатора, в том числе известную карту Европы 1572 года, и имел исключительные права на их продажу на территории Нидерландов, он не публиковал его атласов, сотрудничая в этом отношении с А. Ортелием. Впервые имя Ортелия появляется в бухгалтерских книгах Плантена в 1558 году, и с этого времени он начал сбывать через «Золотой циркуль» свои цветные и чёрно-белые карты, сотрудничали они и на Франкфуртской ярмарке. Отдельную историю составила публикация Theatrum Orbis Terrarum — первого современного атласа земного шара, содержащего актуальную на тот момент картографическую информацию, все карты в котором были одинакового формата, масштаба и проекции. Впервые Ортелий опубликовал его в 1569 году за свой счёт в другой антверпенской типографии — у Жиля Коппенса ван Диста, но, по-видимому, Плантен поставил для него бумагу на сумму 225 флоринов. В типографии Плантена атлас печатался с 1579 года также за счёт автора, и только в 1588 году был опубликован за счёт издателя. Цветные карты раскрашивались в типографии Плантена от руки его штатными художниками. Помимо карт Меркатора и Ортелия, Плантен печатал карты де Йоде, А. Николаи и Дж. Кока. Карты издательства Плантена сбывались через магазины в Париже, Аугсбурге и Лондоне, а также были дважды в год представлены на Франкфуртской книжной ярмарке. Не меньшим был объём сбываемых гравюр работы французских и голландских мастеров: в одном Лондоне их распространением занималось 4 лавки. Плантен занимался изготовлением печатных шрифтов для типографий Франции, Нидерландов и Германии. Ещё в июле 1567 года Плантен писал Порре, чтобы тот купил для него в Париже набор пуансонов для греческого шрифта; сохранились документы Франкфуртской ярмарки 1579 года, на которой печатник оставил в закладе наборы своих шрифтов. Эта сторона деятельности Плантена сыграла огромную роль в распространении по Германии антиквы французского типа. Судя по бухгалтерским книгам дома Плантена, его издательство имело магазины и представителей по всей территории Нидерландов и Германии, даже Польши, Англии и Шотландии, Швейцарии, Италии, Франции, Испании и Португалии, число постоянных агентов исчислялось сотнями. В 1566 году еврейская Библия Плантена стала продаваться в Марокко и Алжире в еврейской диаспоре через посредство Я. Хофтмана и Я. Радемакера.

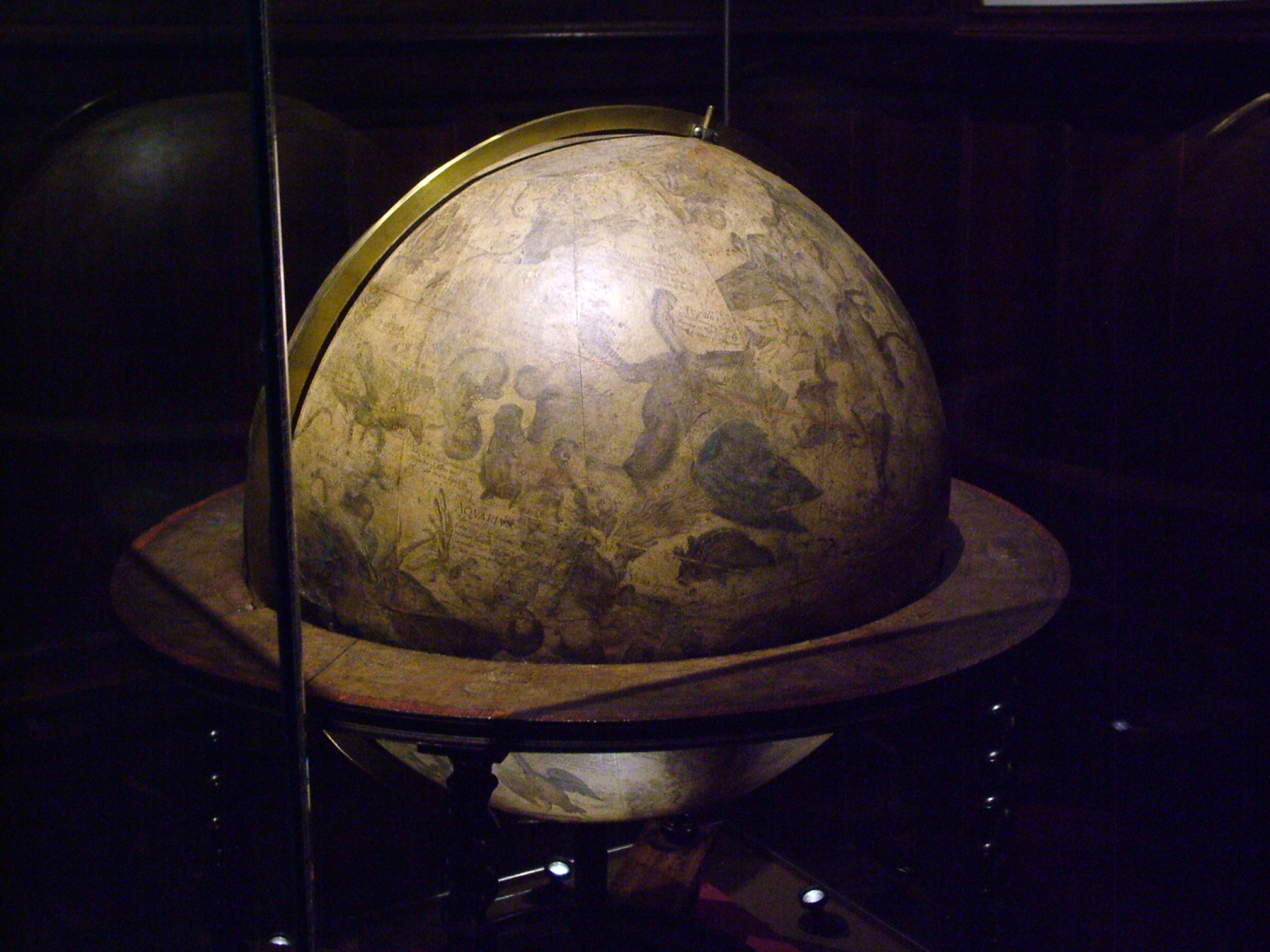
Глобус из собрания Музея Плантена-Моретуса

Успеху издательства Плантена способствовало издание им каталогов, которые он постоянно обновлял и старался распространять как можно шире. Первый каталог издательства Плантена датирован тем же 1566 годом, но не сохранился. Сохранившийся каталог 1575 года на 20 листах разделён на две части: книги на латинском языке и книги «на вольгаре», то есть фламандском и французском языках. В конце каталога помещался список книг, напечатанных в Лувене и других местах и реализуемых через фирму Плантена. Вероятно, такие каталоги не предназначались для распространения через магазины, а издавались для ярмарок, объём которых был значителен. Только на великопостной Франкфуртской ярмарке 1579 года Плантеном было реализовано 11 617 экземпляров книг 240 наименований, причём для этой ярмарки было поставлено 5212 экземпляров новых книг — 67 заглавий, — доставленных в шести деревянных ящиках. Книги обычно отправлялись караваном вьючных животных или на возах до Кёльна, а оттуда — по воде. На ярмарке обычно было представлено не менее 90 издательских домов со всей Европы, что давало Плантену дополнительные возможности для налаживания деловых связей. Плантен заключал с наиболее доверенными партнёрами договоры на оптовую реализацию продукции, давая и получая скидку до 25 %. Один только Луис Перес — многолетний друг и партнёр Плантена — в 1578 году реализовал в Испании продукции его типографии на 15 095 флоринов; ранее он приобрёл не менее 400 комплектов Королевской Библии за 16 800 флоринов. Плантен думал открыть филиал и в Лондоне, и во второй половине 1560-х годов вёл переговоры с Жаном Дессерансом, по происхождению — французским гугенотом, осевшим в Англии. Хотя представительство официально открыто не было, книги Дессерансу поставлялись, как минимум, до 1577 года.
В годы подъёма типографии Плантен, как правило, имел до 100 % или более валовой прибыли от своих изданий, что следует из бухгалтерских книг 1563—1567 годов. Кроме того, Плантен, как правило, издавал современных авторов за их собственный счёт или отдавал им авторский гонорар некоторым количеством отпечатанных экземпляров. Плантен в этом отношении был щедр: например, в 1566 году А. Гуннеус получил 200 экземпляров своей «Диалектики», в следующем году Пьер де Савон за руководства по бухгалтерскому учёту и торговому счёту получил 100 экземпляров и 45 флоринов наличными. Гвиччардини за второе издание «Описания Голландии» получил 50 экземпляров книги и 40 флоринов, и так далее. Редакционная или переводческая работа, заказанная издательством, оплачивалась отдельно. Например, за перевод карт и указателей Ортелиуса на испанский язык, монах-минорит Бальтазар Винцентиус из Лувена получил 100 флоринов. Поскольку прибыльными в XVI веке были только издания Библии и школьных античных классиков, Плантен вынужден был в порядке страховки заключать договоры с авторами на полное или частичное субсидирование издания: например, автор обязывался дать деньги на бумагу или выкупить заранее оговорённое число экземпляров. Иногда книга могла быть напечатана за счёт городской казны или университета, как было с изданием сочинений Августина, которым руководил Томас Гозеус, профессор теологии из Лувена. 10-томное собрание сочинений представляло существенный коммерческий риск, поэтому Плантен уступил половину дела кёльнскому дому Биркмана, за что они получали 1000 комплектов готового издания и отдельно 250 экземпляров пятого тома, содержащего «О граде Божием».

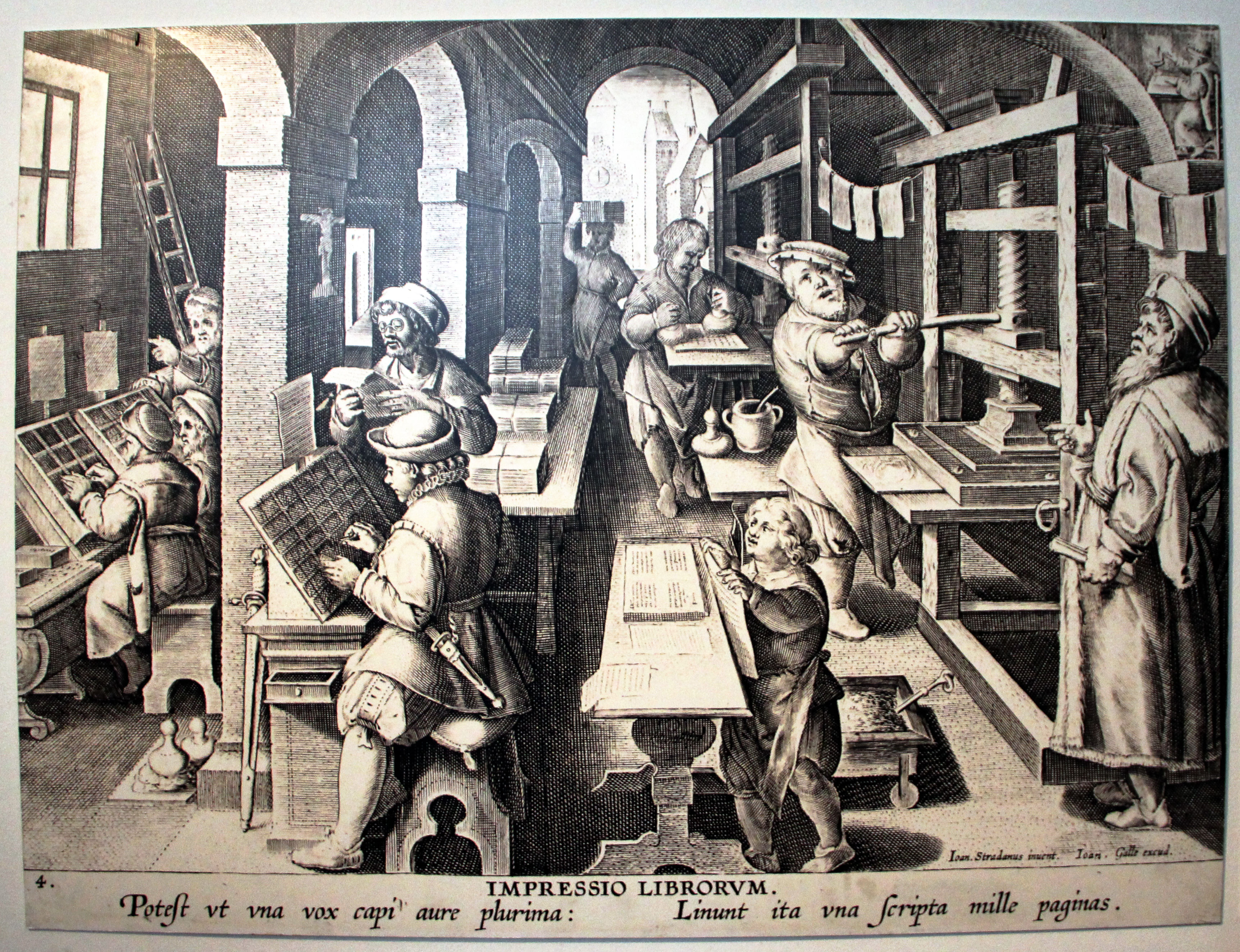
Работа в типографии. Гравюра Яна ван дер Стрета, XVI века

Сохранившиеся бухгалтерские книги свидетельствуют, что Плантен платил своим печатникам 105 флоринов в год, опытный наборщик имел 165 флоринов. Рабочий день был длинным, начинаясь от рассвета (между 5-ю и 6-ю часами утра) и продолжался до 7—8 часов вечера. В издательстве Плантена сохранилось длинное увещевание подмастерьям на фламандском языке, где содержится, например, норма расчёта заработной платы, исходя из объёма продукции в печатных листах. Если станок бездействовал в течение рабочего дня, рабочих штрафовали. Рабочим разрешалось употреблять пиво или вино в количестве 1 литра до полудня и такое же количество во второй половине дня; расходы на алкоголь, судя по всему, нёс владелец типографии. Штрафы полагались за употребление мяса в постные дни, непочтительные высказывания о духовенстве и проч. Со своей стороны, Плантен обязывался обеспечить своих людей работой, а также минимальной платой в случае простоя. При поломке станка рабочих не штрафовали, если простой длился более трёх дней, типограф обязывался заплатить возмещение или найти людям другое занятие. Отдельно был прописан строжайший запрет на вынос за пределы цеха печатных материалов и рукописей, а также на разговоры с посторонними о делах типографии. Набранный и свёрстанный текст передавался корректору, здесь действовали особые нормы. Если требовалось исправить более шести букв в слове или более трёх слов на страницу, наборщики получали дополнительную плату. Взимаемые с рабочих штрафы поступали в особый фонд, из которого оплачивалось лечение заболевших или травмированных сотрудников; данный фонд пополнялся дополнительно за счёт добровольных взносов, а также за счёт вновь принимаемых на работу сотрудников. Сам Плантен традиционно вносил по 2 флорина за каждое новое издание и за каждую новую книгу, которая выходила из-под пресса, а сверх того, платил по случаю браков, рождений и смертей своих сотрудников.

## Личность

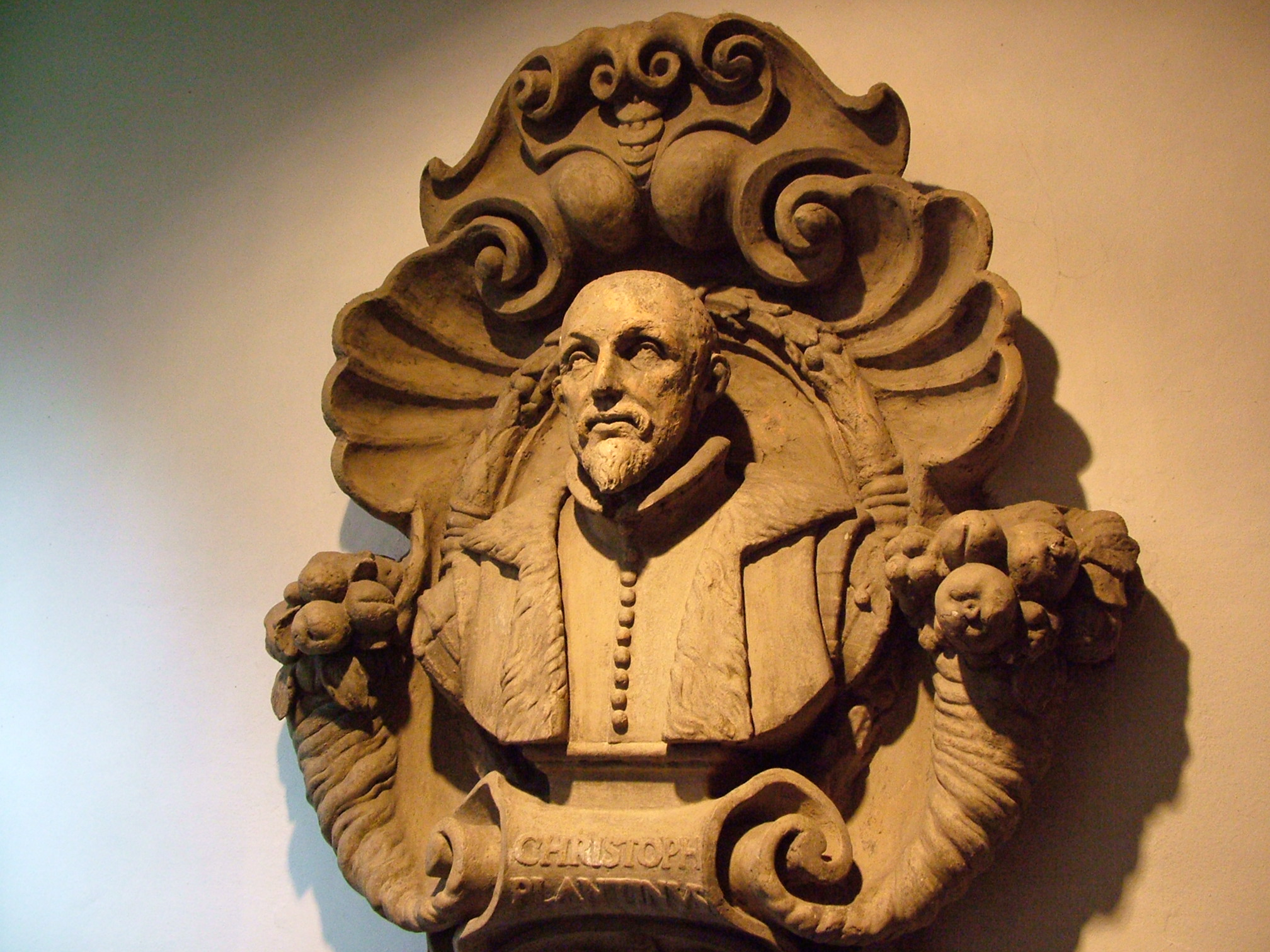
Плантен. Медальон из Музея Плантена-Моретуса

Практически никто из биографов Плантена не ставил под сомнения его способности предпринимателя и издателя и личные качества. Серьёзную попытку ревизии предпринял в 1939 году нидерландский исследователь Ф. Шнейдер в книге «Общая история национального книгопечатания». Усматривая сходство в политической ситуации накануне Второй мировой войны и Нидерландской революции, Шнейдер назвал Плантена «оппортунистом», который никак не мог определиться с чёткой политической линией и был вынужден всю жизнь лавировать, подчас жертвуя делом всей своей жизни, а девиз «Трудом и постоянством», по мнению Шнейдера, следовало бы отнести к вкладу Плантена в историю культуры, а не к его личности. Однако такой подход не закрепился в историографии.
По мнению Л. Воэ, Плантен, переехав в Нидерланды в зрелом возрасте, остался французом по своим культурным предпочтениям и никогда не порывал связей с родиной. Воспринимая Антверпен как родной дом, он, однако, стал только местным патриотом, и политическая ситуация в Нидерландах его занимала в очень малой степени. Его в первую очередь беспокоили дела собственной семьи и фирмы, и ради этого он был готов идти на соглашение с любой властью, не жертвуя при этом собственной совестью; отношения с испанской монархией и Генеральными штатами выстраивались на прагматической основе. Судя по материалам переписки, Плантен никогда не позволял себе угодливости, и если оказывался в неудобной для себя ситуации, умел отказать, причём в дипломатичной форме. Однако постоянные жалобы на материальные трудности, которыми пересыпаны все письма типографа, едва ли соответствовали действительности. Он чрезвычайно гордился своим делом и тем, что построил его с нуля, самостоятельно выбился из низов общества в элиту Антверпена и мог позволить себе общаться с правителями и папами римскими. В обращении в городской магистрат от 17 мая 1577 года он даже позволил себе самодовольный тон по отношению к конкурентам по торговле.
Плантен был скромного мнения о своих личных достоинствах. Достигнув общеевропейской известности, он просил не сравнивать его с Альдом Мануцием или Робером Этьеном — признанными эрудитами своего времени, именуя себя «неотёсанным и невежественным». Последнее не соответствовало действительности: он смог получить образование и имел несомненный литературный талант. Чаще всего он пользовался родным французским языком, но, судя по материалам переписки, владел латинским, голландским, испанским и итальянским языками. Даже если переписку вёл его зять-полиглот Моретус, Плантен несомненно владел латинским языком — универсальным языком культуры и науки Ренессанса, о чём свидетельствует история 1584 года. Планируя выпустить в свет французский перевод одного из трудов Монтано, Плантен заказал перевод Луи Эстё, но, будучи крайне стеснён сроками, осуществил перевод сам. Долго живя в Антверпене, он усвоил нидерландский язык, о методе изучения которого писал в предисловии к Thesaurus Theutonicae Linguae 1573 года — первому опубликованному словарю голландского языка. Был он в состоянии осуществлять и перевод с голландского на французский язык. Вообще переписка Плантена демонстрирует чрезвычайно образованного человека, что не слишком стыкуется со сведениями о его трудной юности. От него осталось несколько французских стихотворений, по мнению Л. Воэ, не уступающих по качеству творениям литературно образованных персон XVI века. Стиль его переписки — и латинской, и французской — изящен, а лексикон богат.

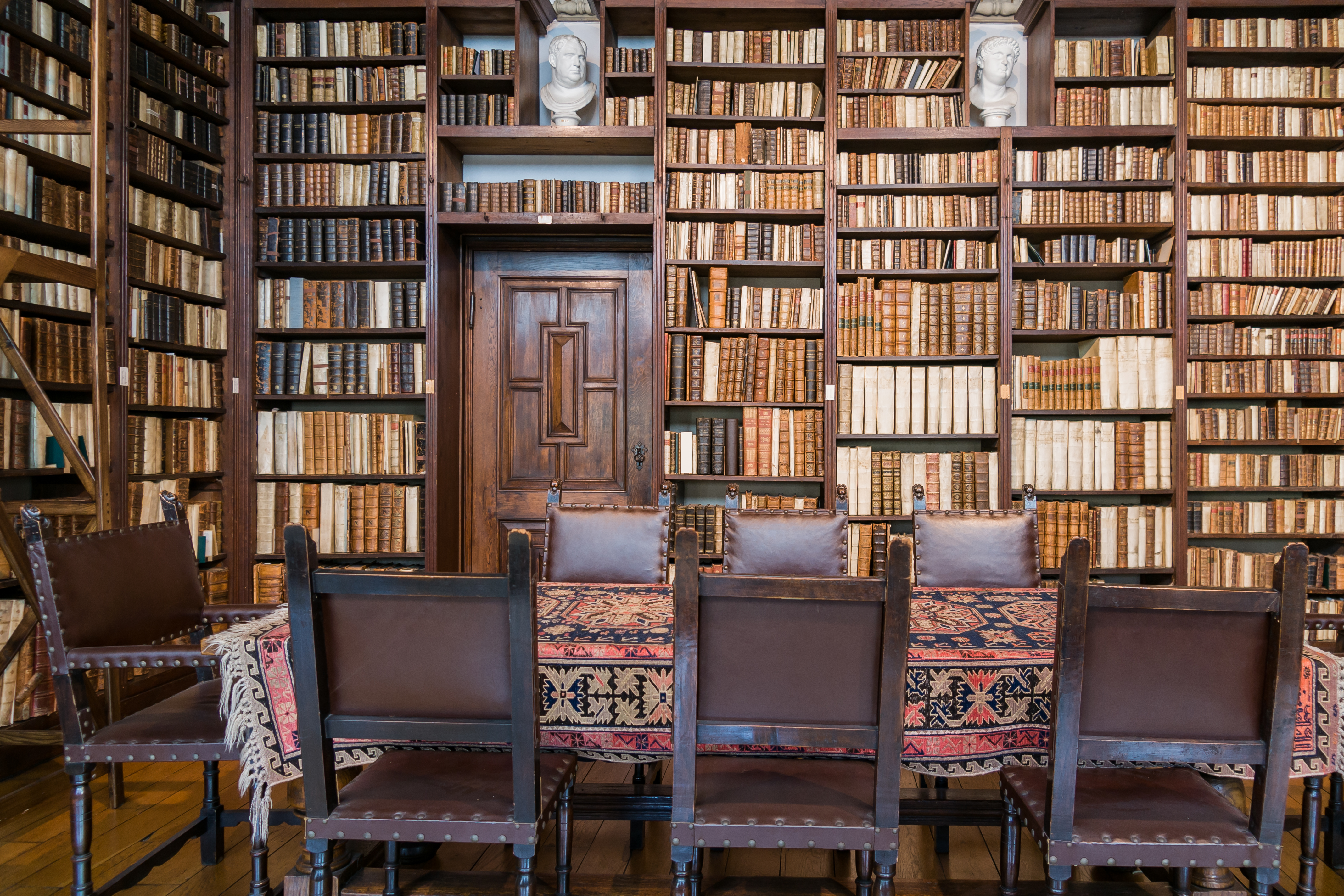
Библиотека Музея Плантена-Моретуса

Плантен начал собирание библиотеки, уникальность которой в том, что она сохранилась в первозданном виде. Судя по бухгалтерским документам, первые книги для собственного употребления издатель приобрёл в 1563 году, и они до сих пор сохраняются в библиотеке Музея Плантена-Моретуса. В счетах записано, что книги были закуплены для нужд издательства. В первую очередь, это были словари и священные тексты; впрочем, заглавия стали указываться в документах только с 1565 года. Многие книги и рукописи были подарены друзьями и деловыми партнёрами издателя, иногда и сам Плантен покупал разные издания, чтобы ими могли пользоваться его друзья-гуманисты. В целом, прижизненное ядро библиотеки издателя собиралось с явно утилитарными целями — как рабочий инструмент и подспорье для редакторов и корректоров, а также как собрание изданий конкурирующих фирм или тексты, которые можно было бы переиздать в собственной типографии. Для работы над Полиглоттой для Ариаса Монтано было приобретено множество библейских изданий, в том числе редкая 36-строчная Библия Гутенберга. Плантен обычно не сохранял обязательного экземпляра для своей библиотеки — этим занялись только его потомки, поэтому многие издания его типографии утрачены безвозвратно. После смерти Плантена, в инвентаре 1589 года библиотека была классифицирована как часть типографии и включена в тот же список, что и печатные станки. В первом сохранившемся каталоге 1592 года было учтено 728 печатных книг (включая 15 инкунабул) и 83 рукописи.

## Плантен и гуманисты

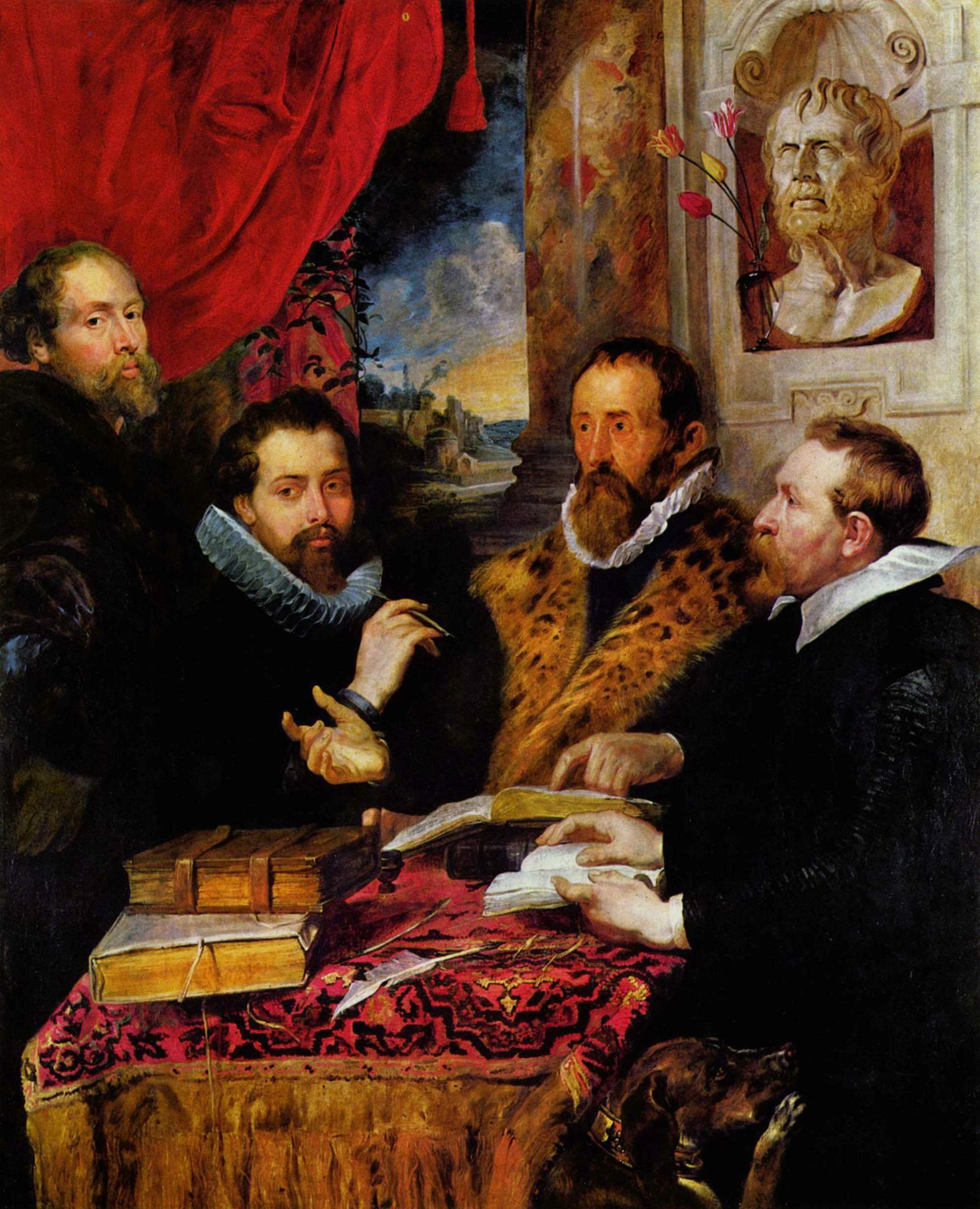
П. П. Рубенс. Четыре философа. 1611-12. Масло. Палаццо Питти, Флоренция

Современники ещё с 1560-х годов осознавали важность дома Плантена для развития ренессансного гуманизма в Нидерландах, центром которого он являлся и при наследниках. Хотя Плантен не был учёным или выдающимся эрудитом, ядром гуманистического кружка стали его зятья Моретус и Рафеленг, особенно второй — знаток восточных языков. В типографии работали известные голландские учёные, например, Корнелис ван Киль, автор знаменитого словаря. Все нанимаемые для работы учёные жили или гостили в доме Плантена, например, профессор еврейского языка в Лувене и Кёльне Йоханнес Исаак Левита жил в «Золотом циркуле» с 10 ноября 1563 по 21 октября 1564 года во время работы над еврейской Библией и ивритской грамматикой. Всё это время он получал жильё и стол, а также гонорар в размере 70 флоринов. На тех же условиях в доме жил Ги Лефёвр де ла Бодри с 1568 году во время работы над Полиглоттой; после её окончания он надолго обосновался в Антверпене и всё это время гостил у Плантена. Частыми гостями дома Плантена были А. Ортелий, Т. Пёльман и Ариас Монтано, Горопиус Беканус, и многие другие. Особенность круга Плантена — это были учёные с международной репутацией и налаженными связями по всей Европе. Сохранившиеся 1500 писем Плантена свидетельствуют, что, по-видимому, не было ни одного более-менее известного учёного в Нидерландах, который не был бы так или иначе связан с издателем. Из них некоторые стали друзьями семьи, особенно Юст Липсий, комната которого до сих пор демонстрируется в Музее Плантена-Моретуса. Иностранные учёные преимущественно представлены французами, в том числе приглашёнными для издания Полиглотты: Ги Лефевр де ла Бодри и его брат Николя, Гийом Постэль, Жозеф-Жюст Скалигер, и другие. Не меньше было в круге общения Плантена испанцев, ещё до приезда Ариаса Монтано. Практически со всеми адресатами переписки Плантен общался лично во время деловых поездок в Германию, Францию и Нидерланды, обращаясь к перу и бумаге лишь при отсутствии возможности личной встречи. В письмах обычно обсуждались практические вопросы, в том числе стоимости издания и даже утешения тем авторам, которые полагали, что печатник пренебрегает их трудами. Сложно сказать, какие именно темы обсуждались при личном общении, но Плантен, несомненно, был в курсе актуальных для гуманистов общественных проблем. «Золотой циркуль» исполнял также роль неофициальной почтовой конторы, через которую можно было пересылать корреспонденцию или посылки, не предназначенные для посторонних глаз или властей. По заказу Ариаса Монтана Плантен покупал книги и рукописи, предназначенные для испанской королевской библиотеки, и так далее. По мнению Л. Воэ, «хотя сложно с точки зрения цифр и графиков показать культурное влияние фирмы Плантена, его дом сам по себе являлся культурным центром общеевропейского значения, что, отчасти, определяло и направляло интеллектуальные течения своей эпохи».

## Наследие

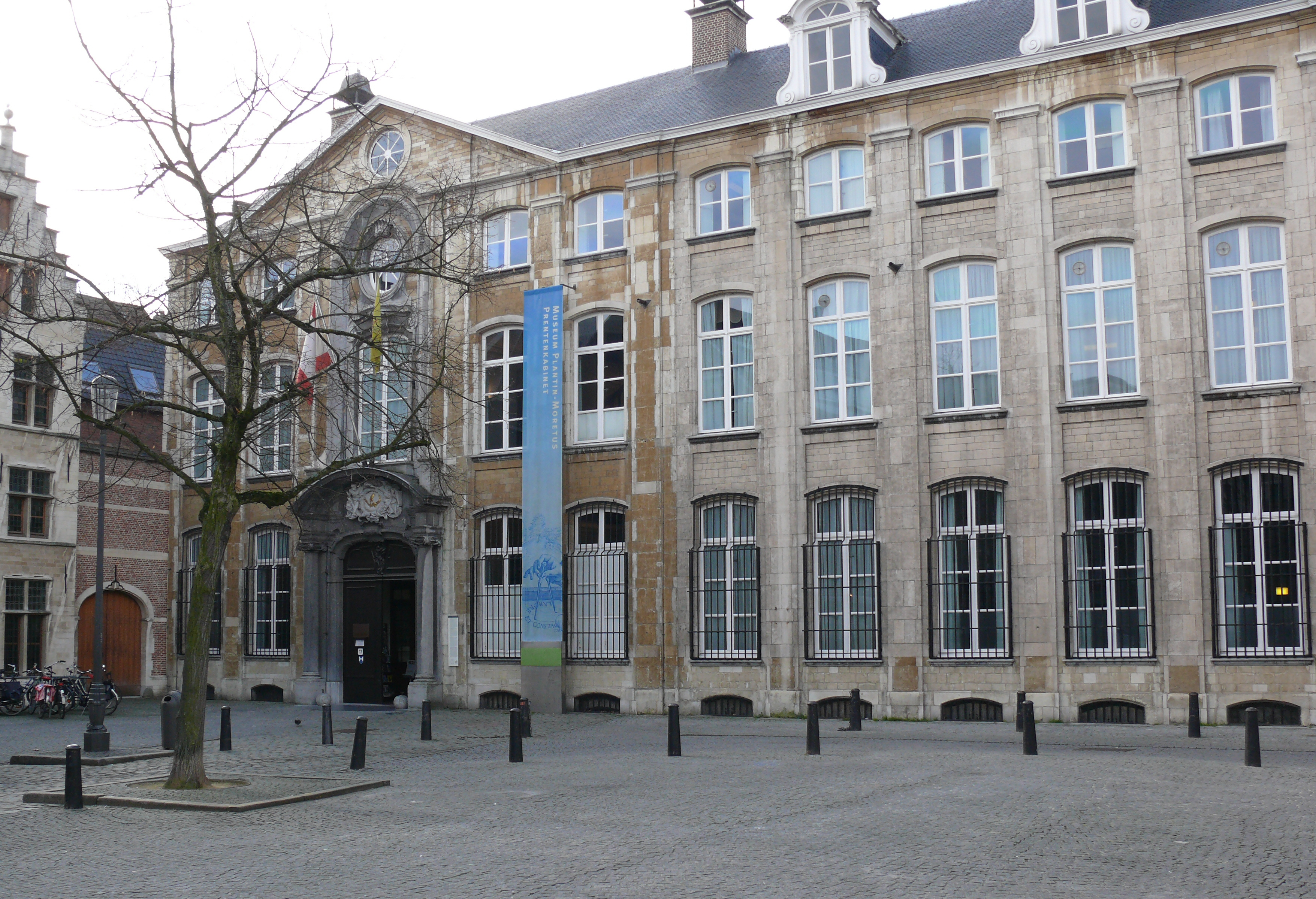
Музей Плантена-Моретуса в Антверпене. Фасад относится к XVIII веку

Потомки Моретуса владели типографией Плантена до середины XIX века, унаследовав завет сохранять имущество и оборудование основателя в первозданном виде. В 1692 году Бальтазар III Моретус был возведён испанским королём Карлом II в дворянское достоинство, но к тому времени, благодаря выгодным бракам, типография уже не была источником дохода для семьи. К XVIII веку она окончательно превратилась в «фабрику литургической литературы», в которой по старым матрицам печатались по прежнему праву монополии богослужебные книги для Испании и её американских колоний. Последнее издание вышло из типографии Плантена-Моретуса в 1866 году. Последний представитель династии — Эдуард Жоаннес Гиацинт Моретус-Плантен — унаследовал типографию в 1865 году и отнёсся к ней как к музейному хранилищу, приложив немало усилий для сохранения и поддержания типографии в первозданном виде. К 1873 году его материальное положение ухудшилось, и был поставлен вопрос о продаже дома с его содержимым. Бельгийская общественность в этих условиях обратилась к правительству, после чего министерство внутренних дел одобрило приобретение за государственный счёт здания типографии со всеми его коллекциями. Сумма сделки составила 1 200 000 франков (48 000 фунтов стерлингов), половину которой предоставило правительство Бельгии, половину — власти Антверпена. 20 апреля 1876 года собственность Плантена стала государственной, и 19 августа 1877 года Музей Плантена-Моретуса был открыт для публики; первым его главой и хранителем стал известный исследователь Макс Роозес. В музейном собрании оказались 3000 медных матриц для гравюр и более 15 000 пуансонов — крупнейшая в мире коллекция печатных шрифтов XVI века, библиотека включала более 20 000 томов, в том числе почти все книги, изданные Плантеном и Моретусами, полностью сохранился архив, начиная с 1555 года. В собрании также содержится 150 инкунабул, в том числе единственная в Бельгии Библия Гутенберга, и около 500 рукописей, а также 650 рисунков известных художников, в том числе Иеронима Босха, Питера Брейгеля и Рубенса.

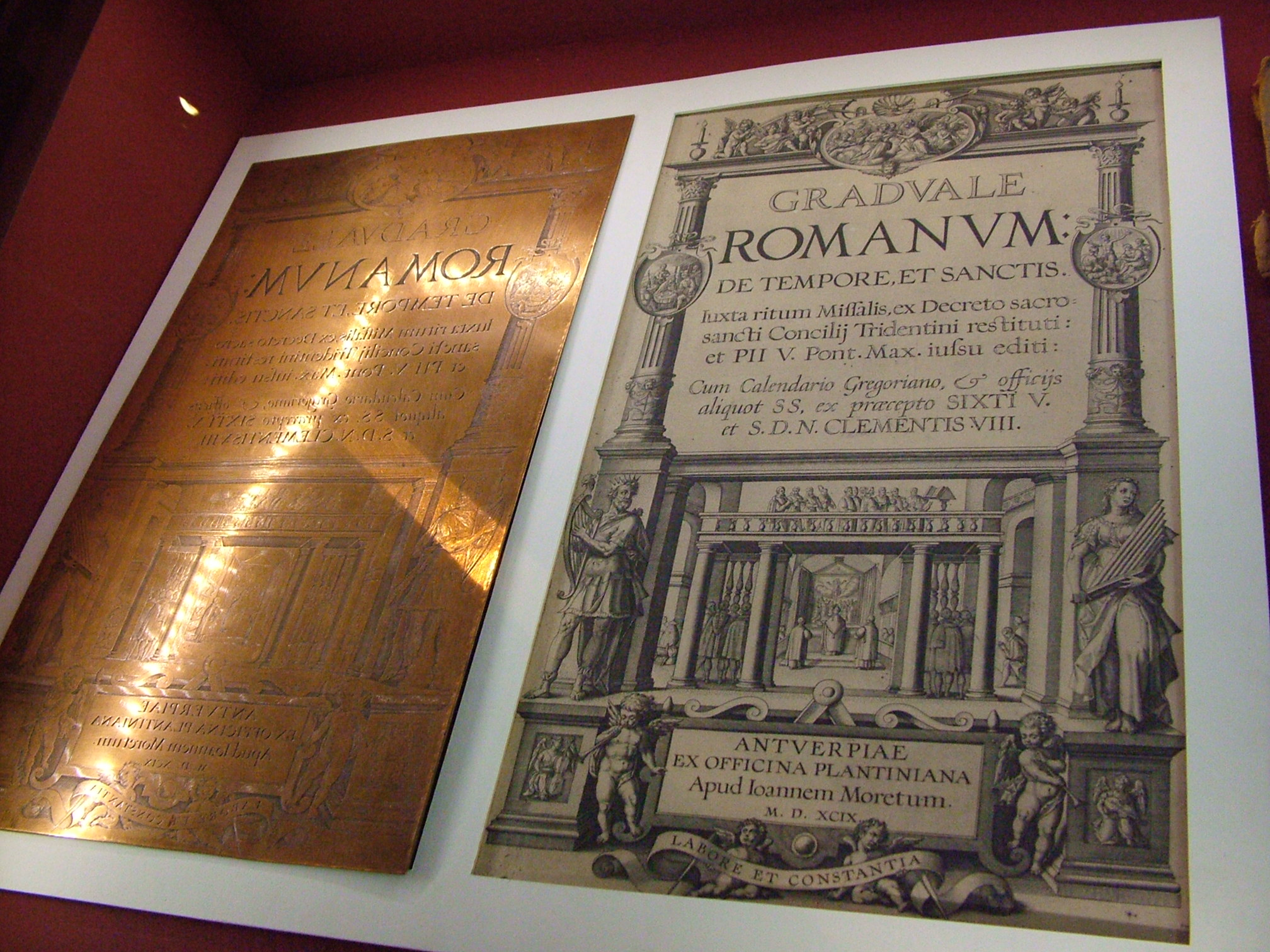
Медная печатная матрица и оттиск титульного листа одного из изданий Моретуса 1599 года

Историографический интерес к личности и наследию Плантена пробудился сразу после открытия Музея Плантена-Моретуса и вовлечения в научный оборот материалов из его архива. В 1882 году вышла на французском языке первая подробная научная биография печатника, написанная первым директором музея Максом Роозесом («Christophe Plantin, imprimeur anversois»), её переиздания последовали в 1896 и 1897 годах. В 1914 году она была существенно дополнена и заново проиллюстрирована, и вышла под названием «Le Musée Plantin-Moretus. Contenant la vie et l’oeuvre de Christophe Plantin et ses successeurs, les Moretus, ainsi que la description du musée et des collections qu’il renferme». Однако, по словам Л. Воэ, эти книги имели важнейший недостаток — они были лишены ссылочного аппарата, что делало затруднительной проверку источников, на основе которых они были написаны. Третий директор музея Мориц Саббе выпустил два биографических исследования на нидерландском языке в 1923 и 1928 годах и фундаментальное исследование 1937 года, переведённое на французский язык. В 1960-е годы вышли два англоязычных исследования — Колина Клэра («Christopher Plantin», 1960) и двухтомник Леона Воэ «Золотой циркуль» (Амстердам, 1969—1972), посвящённый всем аспектам жизни и деятельности Плантена и его наследников. Кроме того, Музеем Плантена-Моретуса в 1883—1918 годах было выпущено девятитомное издание переписки Плантена — важнейшего первоисточника по его жизни и деятельности. В 1980—1983 годах Л. Воэ опубликовал в Лейдене подробную библиографию всех прижизненных изданий Плантена в 6 томах.

## Комментарии
1. Портрет работы неизвестного мастера маслом на деревянной панели. На обороте запись лат. ANNO 1584 AETATIS 64, — «Год 1584, лет 64». Хранится в университетской библиотеке Лейдена, копия того же времени — в Музее Плантена-Моретуса[1]. Биограф Плантена Колин Клэр считал, что автором этого портрета был Питер Пауль Рубенс или кто-то из его учеников; он датировался 1612—1616 годами[2].
2. ↑  Портрет работы неизвестного мастера маслом на деревянной панели. На обороте запись лат. ANNO 1584 AETATIS 64, — «Год 1584, лет 64». Хранится в университетской библиотеке Лейдена, копия того же времени — в Музее Плантена-Моретуса[1]. Биограф Плантена Колин Клэр считал, что автором этого портрета был Питер Пауль Рубенс или кто-то из его учеников; он датировался 1612—1616 годами[2].
3. ↑  Примечательно, что страну Плантен называл по-латыни «Бельгией» (лат. Belgica regio).
4. ↑  Атрибуция Л. Воэ, портрет написан в 1630-е годы и принадлежал Б. Моретусу[94]
5. ↑  «Ордонанс, статут и эдикт короля нашего и государя, предписывающий испытывать и регистрировать печатников, книготорговцев и подмастерьев».
6. ↑  Наследник Плантена Ян Моретус не смог унаследовать этого титула, и только в 1639 году внук — Бальтазар Моретус — был вновь удостоен титула лат. architypographus regius (с эквивалентами: нидерл. konings drukker и фр. imprimeur du roy)[122]
7. ↑  В центре — изображение Страшного суда. На левой створке — Плантен с рано умершим сыном, осеняемый Святым Христофором; справа — Жанна Ривьер и все дочери, их осеняет Иоанн Креститель.
8. ↑  О существовании шестой дочери Плантена известно только из изображения на триптихе, где она показана в малых летах и с крестом над головой, что символизировало смерть в раннем возрасте.
9. ↑  Справа налево: учёный Вовелий, Юст Липсий, брат художника Филипп Рубенс (ученик Липсия) и сам Питер Рубенс под бюстом, в то время считавшимся изображением Сенеки, — ныне он идентифицирован как портрет Гесиода.
10. ↑  Около 4 миллионов фунтов стерлингов по ценам 2015 года. Перевод рассчитан по системе RPI basis per Measuringworth Five Ways to Compute the Relative Value of a UK Pound Amount, 1830 to Present (англ.). MeasuringWorth.com.. Дата обращения: 8 августа 2016.

### Издание переписки Плантена
- Correspondance de Christophe Plantin (фр.). Vol. I (1883). Дата обращения: 30 июня 2016.
- Correspondance de Christophe Plantin (фр.). Vol. II (1885). Дата обращения: 30 июня 2016.
- Correspondance de Christophe Plantin (фр.). Vol. III (1911). Дата обращения: 30 июня 2016.
- Correspondance de Christophe Plantin (фр.). Vol. IV (1914). Дата обращения: 30 июня 2016.
- Correspondance de Christophe Plantin (фр.). Vol. V (1915). Дата обращения: 30 июня 2016.
- Correspondance de Christophe Plantin (фр.). Vol. VI (1916). Дата обращения: 30 июня 2016.
- Correspondance de Christophe Plantin (фр.). Vol. VII (1918). Дата обращения: 30 июня 2016.
- Correspondance de Christophe Plantin (фр.). Vol. VIII—IX (1918). Дата обращения: 30 июня 2016.

### Издания Плантена в Национальной библиотеке Испании
- Registros de para la búsqueda Autor Plantin, Christophe (ca. 1520—1589) (исп.). BIBLIOTECA DIGITAL HISPÁNICA. BIBLIOTECA NACIONAL DE ESPAÑA. Дата обращения: 1 июля 2016.

### Издания Плантена в «Архиве Интернета»
- Christophe Plantin. Archive.org. Дата обращения: 18 июля 2016.

### Прочее
- Welcome to the premises of the Plantin and Moretus family (англ.). Museum Plantin-Moretus. Дата обращения: 30 июня 2016.
- Drafts of Letters Sent by Christopher Plantin and Jan Moretus I, 1579–1590. The World Digital Library (WDL). Дата обращения: 30 июня 2016.